# Tarn (département)
Pour les articles homonymes, voir Tarn.
Le Tarn (/taʁn/) est un département français de la région Occitanie, traversé par la rivière Tarn qui lui a donné son nom. L'Insee et La Poste lui attribuent le code 81. Les habitants sont nommés les Tarnais et Tarnaises. La préfecture est Albi, et l'unique sous-préfecture est Castres. Le département fait partie de l'académie de Toulouse sur le plan scolaire et dépend de la cour d'appel de Toulouse sur le plan judiciaire.
Le département actuel résulte d'une longue histoire qui a précédé sa création en 1790. Commencée il y a 500 000 ans avec les plus anciennes traces humaines, elle se poursuit avec la tribu gauloise des Rutènes. Leur territoire est tour à tour intégré dans l'Empire romain, le royaume wisigoth de Toulouse et le Royaume franc. Devenu vassal du comté de Toulouse, le territoire du Tarn, nommé Albigeois en référence à Albi sa capitale, est ravagé par les combats de la croisade des albigeois. Il est intégré au domaine royal en 1270 et appartiendra désormais à la province du Languedoc. Il souffre de nombreux combats et massacres pendant les guerres de Religion. À la Révolution, il prend le nom du Tarn, la principale rivière qui le traverse. Son histoire industrielle a été marquée par des luttes syndicales importantes.
Sa géographie repose sur une forte opposition est-ouest : le relief et la géologie en sont la cause. Une autre dualité se retrouve dans la démographie et l'économie, mais dans le sens nord-sud. Département le plus industriel de l'ex-Midi-Pyrénées après la Haute-Garonne grâce à l'énergie issue du charbon de Carmaux, à la richesse de son sous-sol et à l'énergie hydroélectrique de la montagne Noire, il conserve une part agricole riche qui participe à la gastronomie régionale et à la cuisine tarnaise. Le tourisme contribue pour une part importante au développement économique du département, grâce à un patrimoine culturel important et à une variété de paysages naturels attractive. Toutefois, l'enclavement est encore un sujet de réflexion, particulièrement dans le sud du département.
Parmi les nombreux Tarnais qui ont laissé une marque dans l'histoire de leur spécialité, on trouve notamment : les politiques Jean Jaurès, Émile Combes, Jacques Limouzy et Henry Simon, les explorateurs Jean-François de Lapérouse et Jean-Louis Étienne, le pharmacien Pierre Fabre, les médecins Philippe Pinel et Pierre Amalric, les militaires maréchal Soult et Séré de Rivières, l'artiste Pierre Maguelon, les sportifs Yannick Jauzion, Claude Puel, Georges Polny, et Laurent Jalabert, Thomas Ramos, pour n'en citer que quelques-uns…

## Étymologie
Le nom est attesté anciennement sous la forme Tarnis.
Selon Ernest Nègre, le mot « Tarn », rivière et département, vient de vocables pré-celtes tar fait référence à la rivière, suivi du suffixe -no.
Xavier Delamarre le relie au thème gaulois taro- signifiant « qui traverse ».

## Histoire
Le département a été créé à la Révolution française, le 4 mars 1790 en application de la loi du 22 décembre 1789, à partir d'une partie de la province du Languedoc. Ses limites reposent approximativement sur celles des anciens diocèses d'Albi, Castres et Lavaur. Il reprend une partie de l'ancienne vicomté d'Albigeois mais aussi des portions orientales du comté de Toulouse.

Carte du département du Tarn (1790)

Toutefois, l'histoire du territoire circonscrit aux limites du Tarn est beaucoup plus ancienne.

### Préhistoire

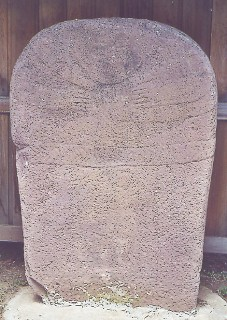
Statue-menhir à Murat-sur-Vèbre.

Les vestiges humains les plus anciens datent de 500 000 ans près du confluent entre Tarn et Agout. Bien des siècles plus tard, des vestiges des néandertaliens montrent leur intérêt pour le silex de la vallée de la Vère. L'arrivée d'Homo sapiens se produit il y a environ 35 000 ans.
Au paléolithique apparaissent les premières traces d'art rupestre à Penne. Au néolithique, de nombreuses statue-menhirs sont érigées autour de Lacaune en continuité avec celles élevées dans le Rouergue. Le défrichage et l'établissement de premiers villages permanents leur sont contemporains.
Des fouilles archéologiques dans le quartier du Castelviel à Albi, ont mis au jour un ancien oppidum. D'autres ont été repérés à Montans, Berniquaut ou ceux de Saint-Clément et du Renard dans la forêt de Grésigne.
Au IVe siècle, l'arrivée des Rutènes, peuple celte, sur une aire qui représente approximativement les actuels départements de l'Aveyron et du Tarn, s'accompagne d'un développement de l'agriculture, et de l'exploitation de mines de fer et cuivre. Leur capitale, Segodunum est l'actuelle Rodez, dans l'Aveyron.
Un artisanat florissant met en valeur le territoire. La métallurgie, outillage en fer, bijoux en or et bronze, exploite les gisements locaux et la poterie prospère notamment à Montans. Les Volques Tectosages occupent la partie occidentale du Tarn actuel, la frontière avec les Rutènes restant mal connue et peut être un peu fluctuante au fil des siècles.

### Antiquité
Au moment de la guerre des Gaules, les Rutènes s'allient aux Arvernes pour combattre Jules César. Après la bataille d'Alésia, le territoire est annexé à la Gaule aquitaine et ses occupants n'interviennent pas dans les derniers soubresauts qui conduisent au siège d'Uxellodunum.

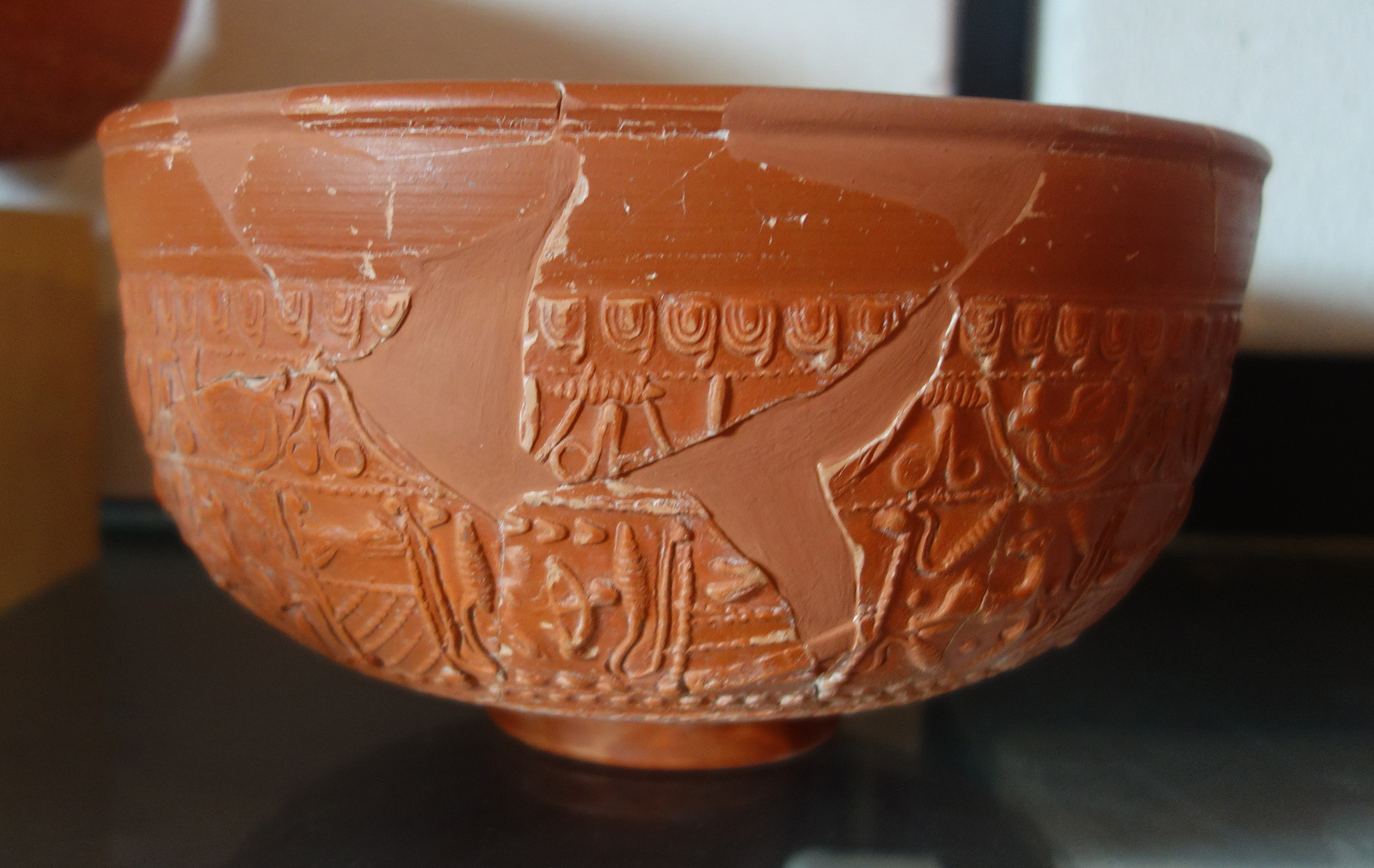
Céramique sigillée trouvée à Montans.

Durant cette période, la région reste essentiellement rurale avec le développement de villas, majoritairement situées dans la plaine des rivières Tarn et Agout. Des vestiges de villa ont été retrouvés à Cestayrols ou près de Rabastens. Albi est une petite bourgade sortie des limites de l'oppidum celte et Castres est une petite bourgade d'artisans. Seul Montans, siège d'une importante production de céramique sigillée, offre une densité digne d'être considérée comme une ville. Cependant, aucune agglomération tarnaise ne comporte les éléments habituels d'une ville romaine : thermes et amphithéâtre. Le développement de la poterie sigillée date du Ier siècle de notre ère. Le travail des métaux s'intensifie sur les sites déjà connus des Celtes. Les échanges se développent, sur la rivière Tarn entre Montans et Tolosa ou Burdigala, sur les voies romaines vers Tolosa, Divona Cadurcorum (Cahors), Segodunum ou Baeterrae (Béziers). Le vignoble de Gaillac prend son essor à cette époque.
La toponymie en « ac » est un suffixe celte qui signifie la propriété. Ainsi, Cahuzac est la propriété d'un Caïus, Marssac celle d'un Martius...

### Moyen Âge

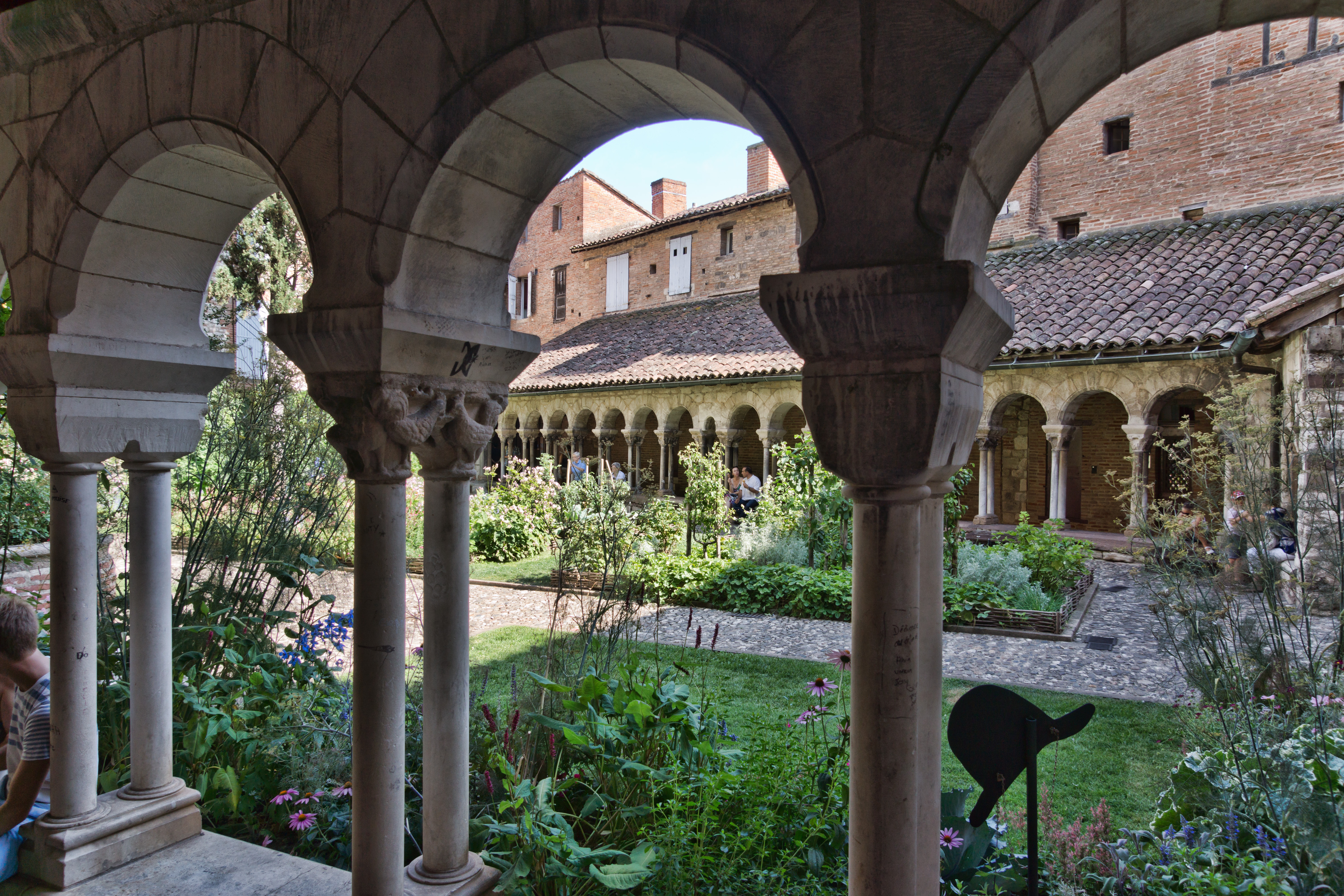
Cloitre Saint-Salvy à Albi.

Au Ve siècle, le Tarn est inclus dans le Royaume wisigoth lors de l'arrivée du peuple des Wisigoths. Des traces de leur mode de vie ont été retrouvées : sépultures ou bijoux. Leur présence est attestée par la toponymie à finale en « ens » : Rabastens, Brens, Giroussens... La région est annexée par les Francs après la bataille de Vouillé ; la christianisation les accompagne. Des incursions des Vikings et des Sarrazins sèment la terreur. À la relative stabilité à l'époque de Charlemagne succède le début de la féodalité. Seuls les monastères sont des havres de paix et leur rôle dans la renaissance de villes est capital : Castres, Sorèze, Gaillac... L'art roman vient mettre en valeur les édifices religieux : église Notre-Dame-de-l'Annonciation de Roumanou, église Saint-Michel de Lescure-d'Albigeois, prieuré de Burlats...

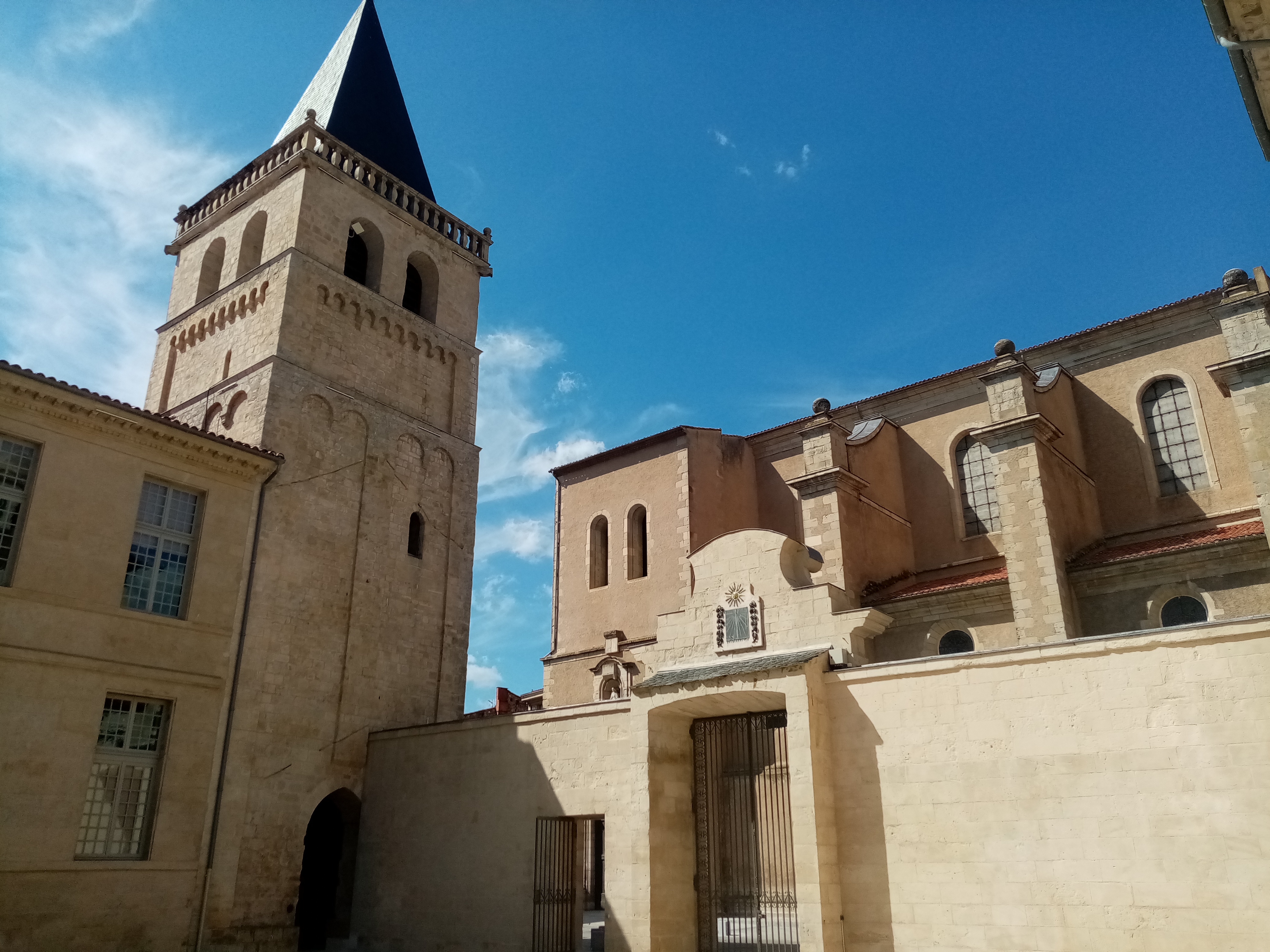
Palais de Évêché et Cathédrale Saint-Benoît à Castres.

Une civilisation occitane s'établit sous la coupe des vicomtes d'Albi de la maison Trencavel. L'aristocratie se fait mécène des troubadours, promeut l'amour courtois et adhère progressivement au catharisme, suivie par une partie du peuple. Cet engouement pour la nouvelle croyance provient, d'une part de l'incompétence et du faste du haut-clergé languedocien et d'autre part, de l'opposition entre la noblesse locale et le pouvoir considérable des prélats. Le terme d'« albigeois », donné aux hérétiques par la papauté pourrait provenir du concile de Lombers, un débat théologique tenu en 1165 ; ayant eu lieu en Albigeois, le nom serait resté».
La croisade des albigeois décrétée par le pape Innocent III oppose des armées du nord de la France aidées de contingents étrangers, aux seigneurs occitans. Le comte de Toulouse Raymond VI (VIII) possède l'Albigeois dans son comté, mais son vassal, le vicomte Raymond-Roger Trencavel en est le seigneur. Rapidement emprisonné à Carcassonne, Trencavel meurt, ses terres étant annexées par Simon IV de Montfort nommé chef de la croisade. Le siège de Lavaur de 1211 et la bataille de Montgey sont les principaux combats menés dans le Tarn. La mise au bûcher de deux hérétiques à Castres, en 1209, marque le début des exécutions et la prise de Lavaur entraine la mort de 400 cathares, le plus grand bûcher de la croisade. Plusieurs villages entre les rivières Tarn et Aveyron sont rasés par les croisés lors de leurs raids : Saint-Marcel, le Carla dans l'actuelle commune de Castelnau-de-Lévis, La Gardelle sur la commune de Villeneuve-sur-Vère...

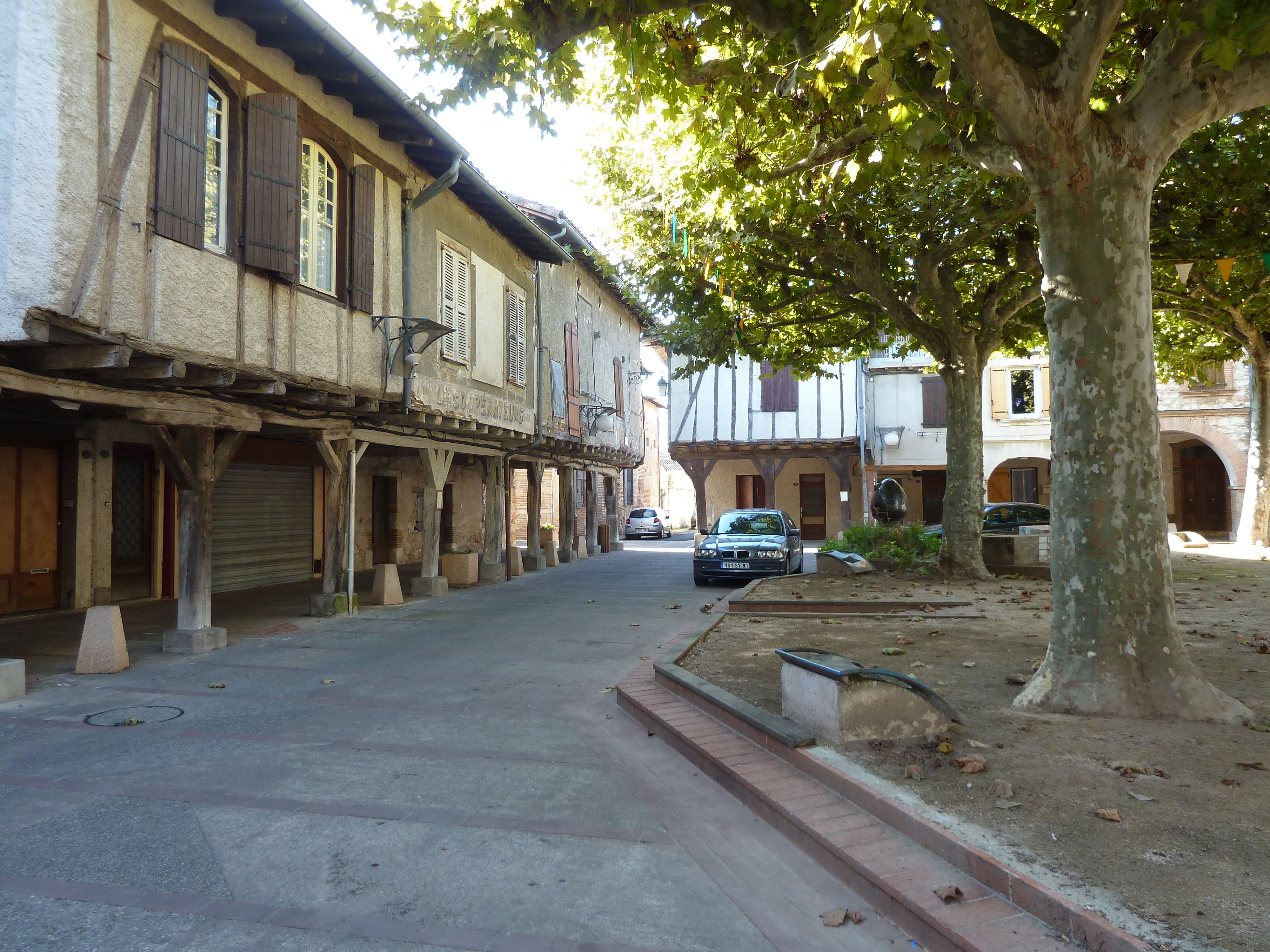
Arcades de la bastide de Briatexte.

Après 10 ans de lutte, les Languedociens semblent avoir gagné la guerre, mais le pays est exsangue et le roi de France succède à Amaury VI de Montfort, fils de Simon IV. La guerre reprend et Raymond VII (IX) ne peut lutter. Il se soumet au roi Louis IX et signe le traité de Meaux-Paris. L'Albigeois dépend alors directement du domaine royal, administré par des familles de croisés comme celle de la maison de Lévis. Ils donneront leur nom à Castelnau-de-Lévis et Labastide-de-Lévis. La lutte contre le catharisme est confiée à l'inquisition. Le pays se relève de ses ruines grâce au travail de gestion et de création de bastides initié par Doat Alaman puis son fils Sicard, lieutenants généraux des biens des comtes de Toulouse. Ces villes nouvelles permettent de loger des personnes chassées de villages rasés, puis d'absorber la hausse de la démographie ; leur fiscalité réduite attire de nouveaux arrivants. Cordes-sur-Ciel, Castelnau-de-Montmiral, Castelnau-de-Lévis, Labastide-de-Lévis, Lisle-sur-Tarn, Pampelonne, Réalmont, Briatexte, Valence-d'Albigeois... datent du XIIIe siècle. Cet urbanisme rationnel fondé sur des impôts allégés, permet un essor de l'artisanat et du commerce. À Albi, les évêques entament la construction de la formidable cathédrale Sainte-Cécile et d'un imposant palais épiscopal, le palais de la Berbie, symboles de la puissance retrouvée de l'Église catholique romaine et de la prospérité économique restaurée. À cette époque, la redécouverte de la terre cuite comme matériau de construction permet l'invention de la brique foraine, moins chère et plus facile à utiliser que la pierre et moins sensible au feu que le colombage.
À partir du XVe siècle, la culture du pastel enrichit le pays de Cocagne dans le triangle Albi-Toulouse-Carcassonne. Une bourgeoisie du pastel fait construire de somptueux hôtels et tout le pays profite de cette manne financière. Son déclin est dû à la culture de l'indigo moins cher en région tropicale. Le château de Magrin conserve un séchoir à pastel et un musée consacré à la plante tinctoriale bleue y est implanté.

### Période moderne

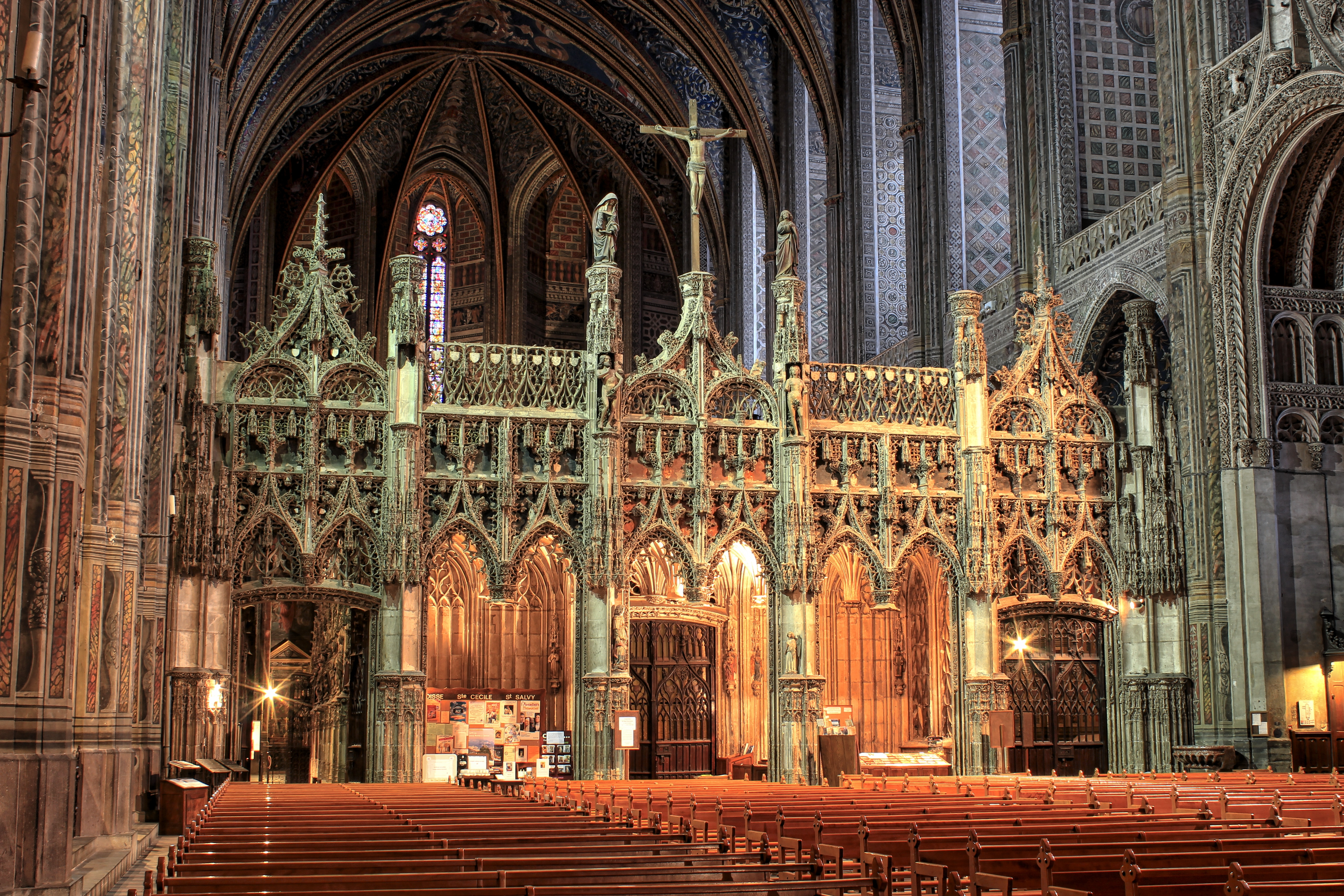
Cathédrale d'Albi : peintures et jubé, des ajouts de la Renaissance.

À partir de la Renaissance, on peut réellement parler de renaissance albigeoise, tant l'urbanisme de la ville a été profondément marqué. Les évêques d'Albi Louis Ier et Louis II d'Amboise, riches et familiers de la cour du roi, transforment la cathédrale d'Albi : un baldaquin en pierre est ajouté sur l'entrée et un jubé permet de séparer les croyants du chapitre de chanoines. Le palais de la Berbie perd une partie de ses défenses au profit du confort : la place d'armes devient jardin et le donjon est amputé d'une tour. L'aile orientale voit s'ouvrir des fenêtres sur la ville et des toitures en ardoise donnent un air ligérien à la ville de briques et tuiles roses. À cette époque, la bourgeoisie du pastel se fait construire de beaux hôtels particuliers à Albi, Gaillac, Castres...
Peu après, la Réforme protestante marque profondément le département. Albi reste ancrée au catholicisme alors que Castres est sensible au protestantisme. Des combats et massacres ont lieu avant que la paix ne revienne avec la signature de l'Édit de Nantes. Le sud du Tarn en sort transformé, les protestants ayant systématiquement détruit les édifices religieux antérieurs : églises, cloîtres, monastères, crucifix... Cet épisode coïncide avec l'arrêt de la culture du pastel détrôné par l'indigo venu des zones tropicales.

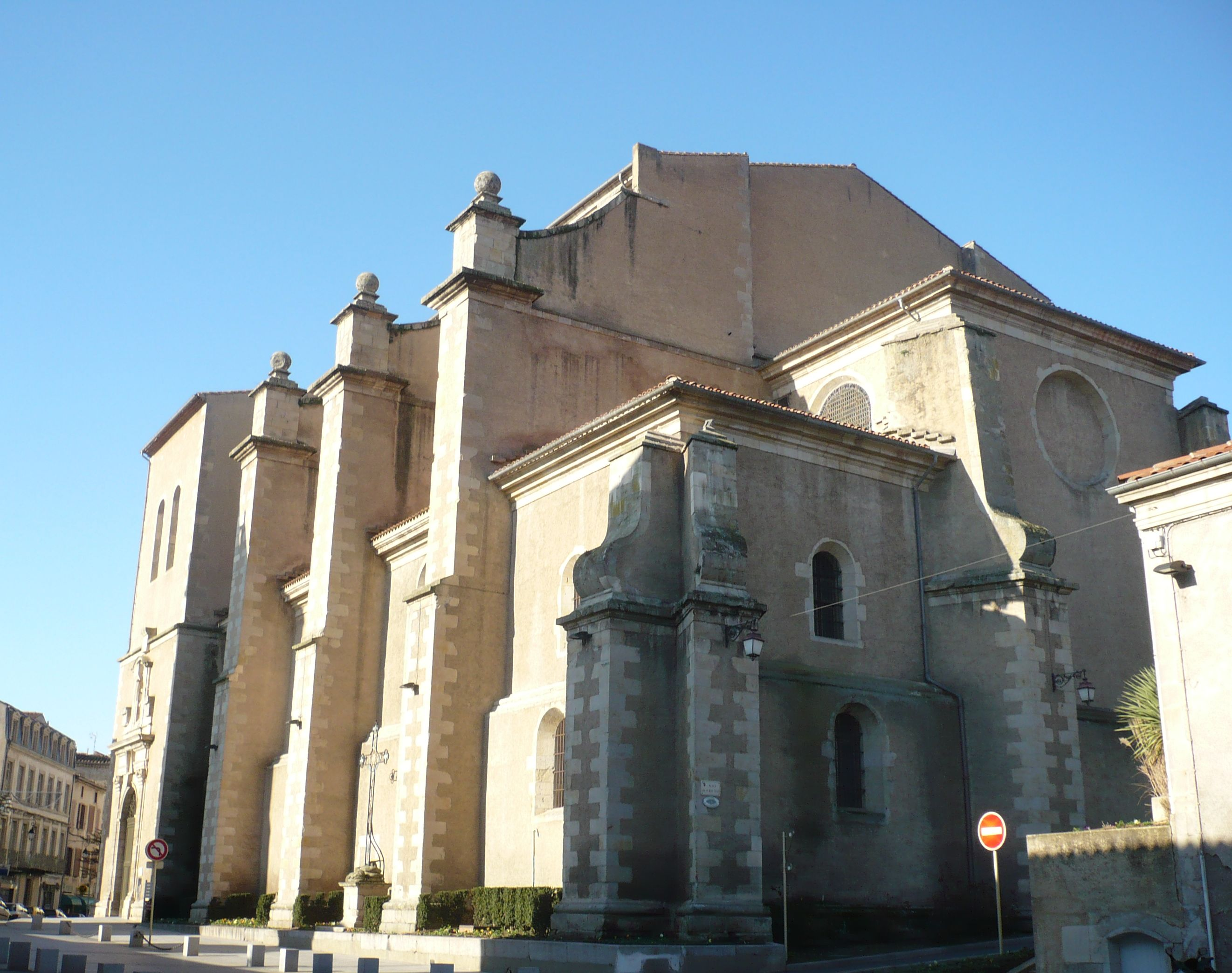
Cathédrale Saint-Benoît de Castres inachevée à cause notamment des guerres de religion.

Des épidémies de peste et de famines ponctuent les époques jusqu'au règne de Louis XV : Jean-Louis Biget a comptabilisé près de 50 épisodes tragiques en 300 ans, une moyenne d'une calamité tous les sept ans. Il faudra attendre le XVIIIe siècle pour retrouver une population équivalente à celle du XIVe siècle.

### Période contemporaine
Pendant la révolution française, le département d'Albigeois créé en 1790 est rapidement renommé Tarn en référence à la rivière principale qui le traverse. En vertu de la loi du 28 pluviôse an V, les départements de l'Hérault et du Tarn ont échangé le canton d'Anglès qui faisait partie du diocèse de Saint-Pons, et le canton de Saint-Gervais-sur-Mare qui faisait partie du diocèse de Castres. Castres en est la préfecture jusqu'en 1795.

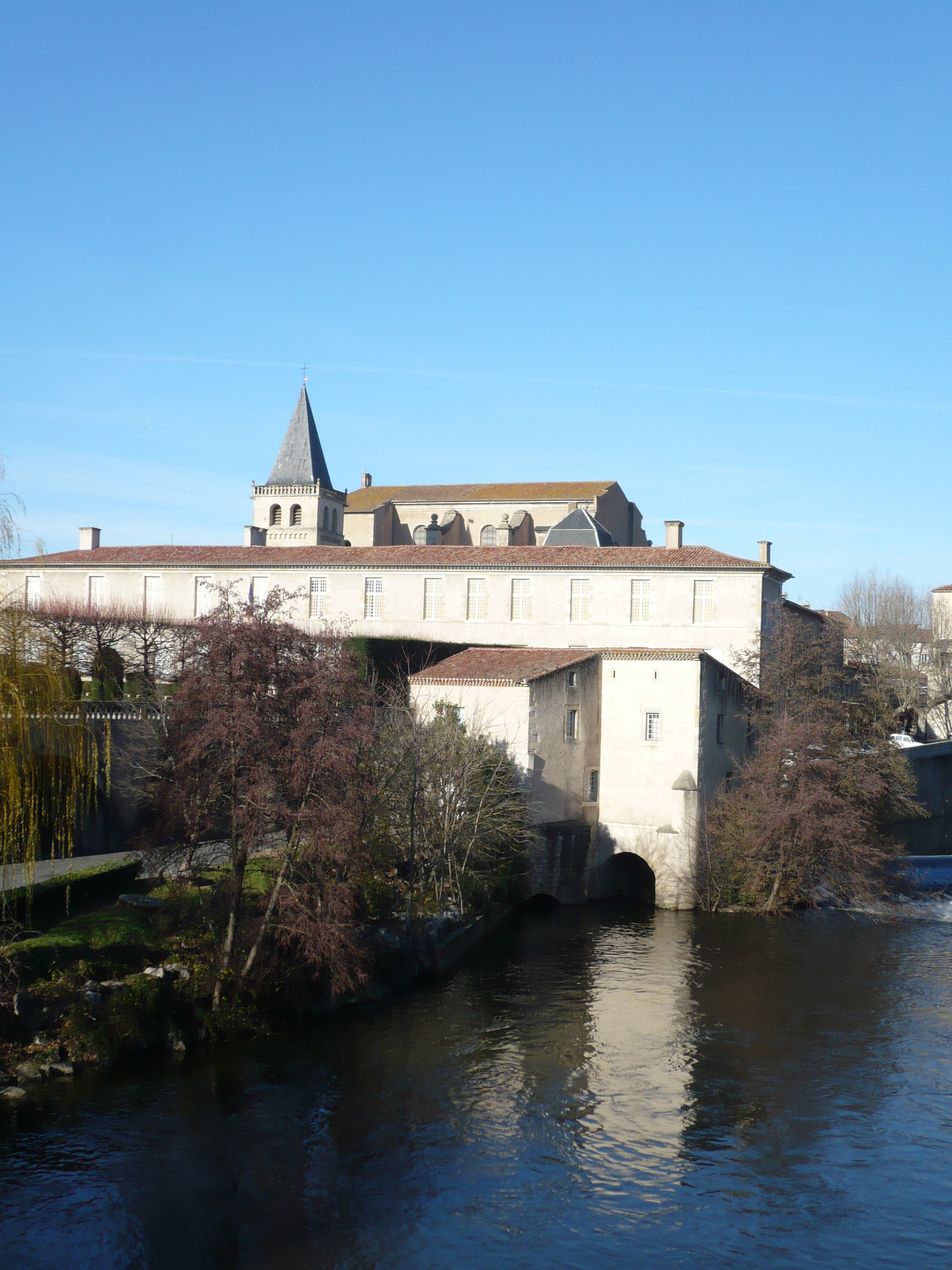
Évêché, Cathédrale Saint Benoît et berges sur l'Agout de Castres, préfecture du Tarn jusqu'en 1795.

À cette date, la tiédeur révolutionnaire convainc les décideurs de confier la préfecture à Albi. En dépit de plusieurs demandes de Castres pour récupérer la prééminence administrative, la décision restera.

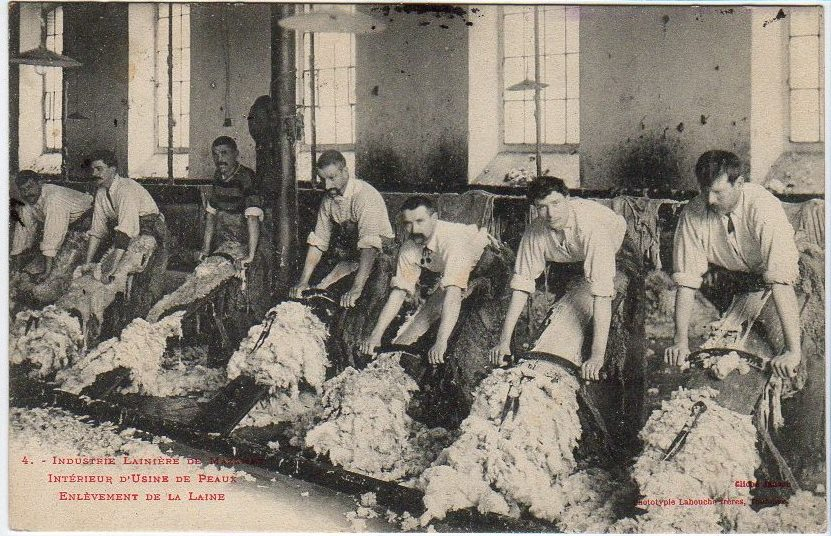
Délainage à Mazamet, capitale mondiale de l'industrie lainière.

Le département fournit quatre bataillons de volontaires nationaux pour défendre les frontières. Les guerres révolutionnaires et napoléoniennes permettent de rapides montées en grade. Quelques tarnais se distinguent : Jean-de-Dieu Soult devient maréchal d'Empire, Jean Joseph Ange d'Hautpoul, militaire royal, épouse la révolution et meurt à la bataille d'Eylau avec le grade de général, tandis que les trois frères Delga de Gaillac, soldats de la révolution devenus officiers meurent, deux à la bataille de Wagram, le troisième durant la retraite de Russie.
Sur le plan économique, l'exploitation du charbon de Carmaux, d'abord artisanale, s'intensifie à partir de la concession accordée par Louis XV à Gabriel de Solages. Il crée la compagnie minière de Carmaux et une verrerie ; il alimente en charbon la Société des Hauts-Fourneaux, forges et aciéries du Saut-du-Tarn à Saint-Juéry. Face au coût du transport vers Bordeaux, il privilégie un usage local et l'exportation de produits manufacturés plus rémunérateurs. L'arrivée du chemin de fer fera décoller l'exploitation minière. Dans le sud du département, les protestants plus instruits créent une bourgeoisie industrieuse qui met en valeur les atouts locaux. La laine de l'élevage local montagnard devient une matière première textile importante. Le travail des peaux et du cuir se développe grâce à l'énergie des moulins installés le long des rivières. Mazamet se spécialise dans le délainage des peaux et on y parle d'une révolution industrielle, Castres dans le textile et Graulhet dans le travail du cuir.

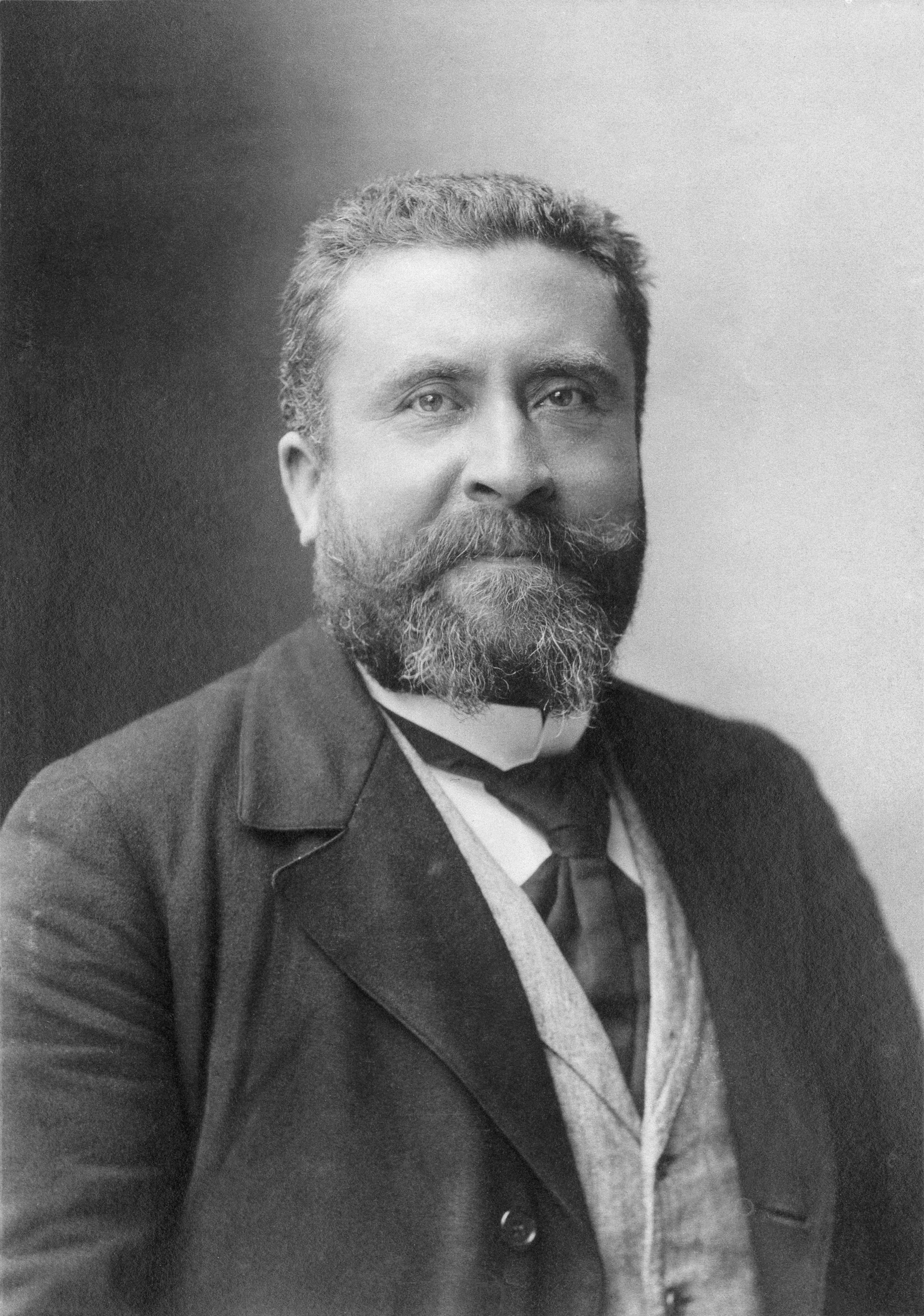
Jean Jaurès, natif de Castres.

Sur le plan politique, l'opposition classique entre la classe ouvrière et la bourgeoisie est représentée par la carrière politique de Jean Jaurès, né à Castres et député socialiste des mineurs Carmaux. Dans le sud, cette opposition prend un caractère plus original : la bourgeoisie protestante est acquise aux idées de la Révolution qui lui a donné la liberté de culte et les ouvriers catholiques sont fortement influencés par le clergé dont une partie fut réfractaire. À la fin du XIXe siècle les patrons votent majoritairement républicain à gauche et les ouvriers conservateurs à droite.
La Première Guerre mondiale est un événement tragique. Le nombre de soldats morts au front marque l'époque. Castres subit une explosion dans la manufacture d'explosifs de Mélou en 1917. Elle fera 4 morts et 21 blessés, et le quartier est sinistré.

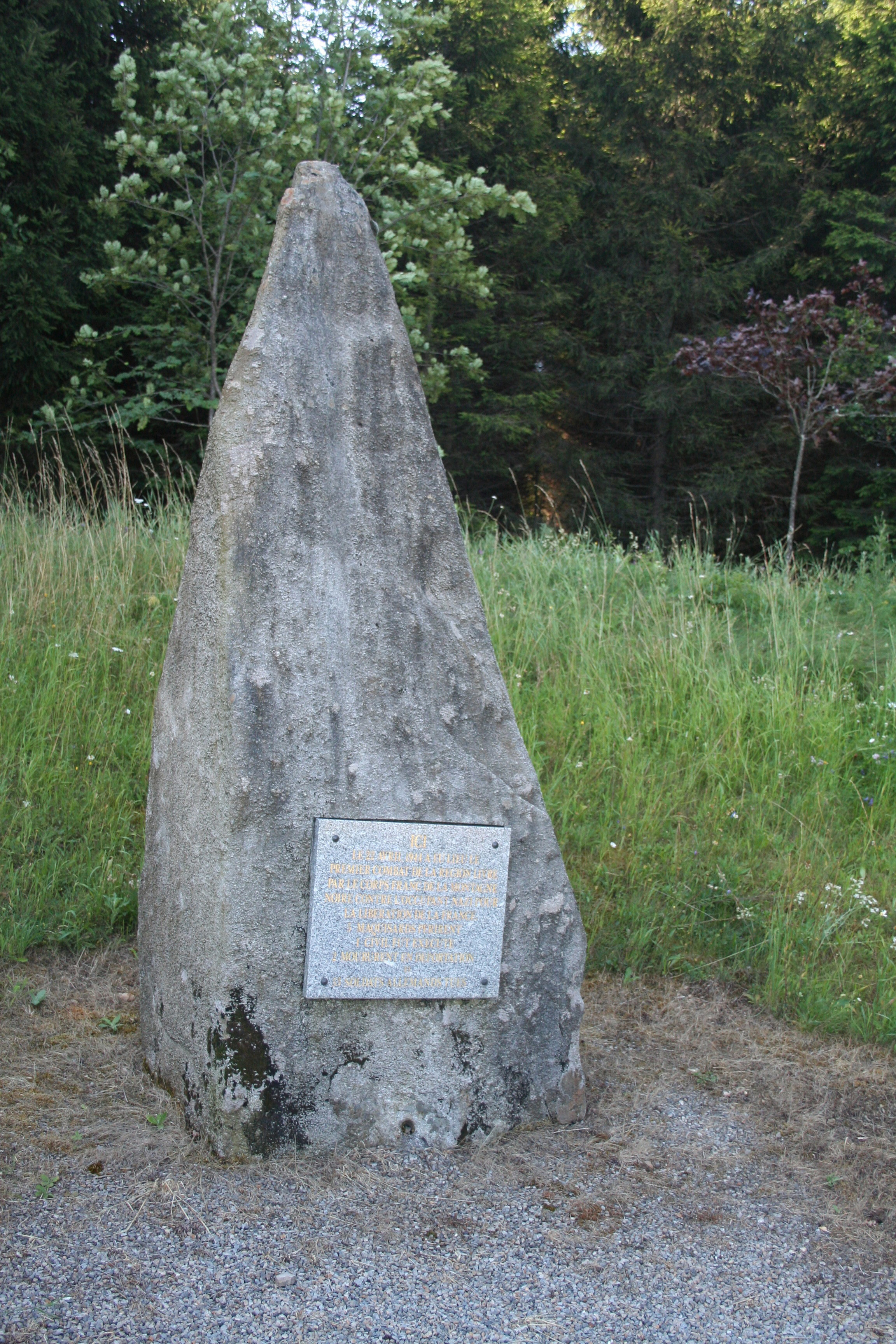
Mémorial de la Résistance à Lacaune.

Durant la Seconde Guerre mondiale, le Tarn est soumis au régime de Vichy.
L’archevêque d’Albi, Jean-Joseph Moussaron, proteste ouvertement dès 1942 contre les persécutions à l’encontre des Juifs. Il organise parallèlement l’accueil clandestin de réfugiés juifs dans certaines institutions catholiques de la région et nomme secrètement des aumôniers dans les maquis. Les petits séminaires de Castres et de Pratlong deviennent le refuge de professeurs et d’élèves juifs ainsi que de Résistants et servent d'infirmerie au maquis de Vabre à partir de l'hiver 1943. Arrêté par la Gestapo le 12 juin 1944 puis incarcéré à Toulouse, Jean-Joseph Moussaron est accueilli triomphalement par les albigeois à sa libération.
En 1942, la zone sud est envahie par les occupants allemands. Cet événement et la réquisition des jeunes pour le service du travail obligatoire alimente la résistance tarnaise en recrues. Les Maquis de Vabre, de la montagne Noire ou de la Grésigne ont fortement compliqué la tâche des occupants. En 1944, il fait partie des départements libérés par les forces françaises de l'intérieur : la libération de Carmaux, grâce à des maquis venus en renfort, est le siège de durs combats. Une fois la bataille gagnée, les opérations seront plus facile et la garnison de Castres se rend sans combattre. Après huit jours de batailles rangées et d'actes de guérilla, 92 maquisards et 14 civils sont tués contre 165 dans les forces d'occupation.
Au 1er janvier 2016 la région Midi-Pyrénées, à laquelle appartenait le département, fusionne avec la région Languedoc-Roussillon pour devenir la nouvelle région administrative Occitanie.

## Emblèmes
Il s'agit d'emblèmes proposés par Robert Louis qui n’ont jamais fait l’objet d'une adoption officielle.

### Blason (non officiel)
| Blason | Blasonnement : Proposé par Robert Louis, non officiel. « D’or au chef-pal de gueules chargé d'une croix clêchée, vidée et pommetée de douze pièces d’or » |

Ce blason du Tarn reprend les couleurs du Languedoc auquel il appartenait avant la Révolution, gueules à croix occitane d'or. La couleur rouge prend la forme d'un « T » majuscule.
| Blason | Blasonnement : Blason dans l'Atlas de Levasseur, non officiel. |

Ce blason du Tarn reprend un ancien blason d'Albi. Il figure dans l'Atlas de Levasseur (1854).

### Drapeau (non officiel)
Cette proposition de drapeau du Tarn reprend les mêmes couleurs que celles du blason, proposé par Robert Louis, sans aucun caractère officiel.

## Géographie

Carte du département du Tarn.

Le Tarn fait partie de la région Occitanie. Il est limitrophe des départements de l'Aveyron, de l'Hérault, de l'Aude, de la Haute-Garonne et de Tarn-et-Garonne. La principale rivière est le Tarn.
Les extrêmes du département sont :
- Arfons (Sud)
- Jouqueviel (Nord)
- Montdurausse (Ouest)
- Murat-sur-Vèbre (Est)
- Paysages du Tarn :

Paysages du Tarn :
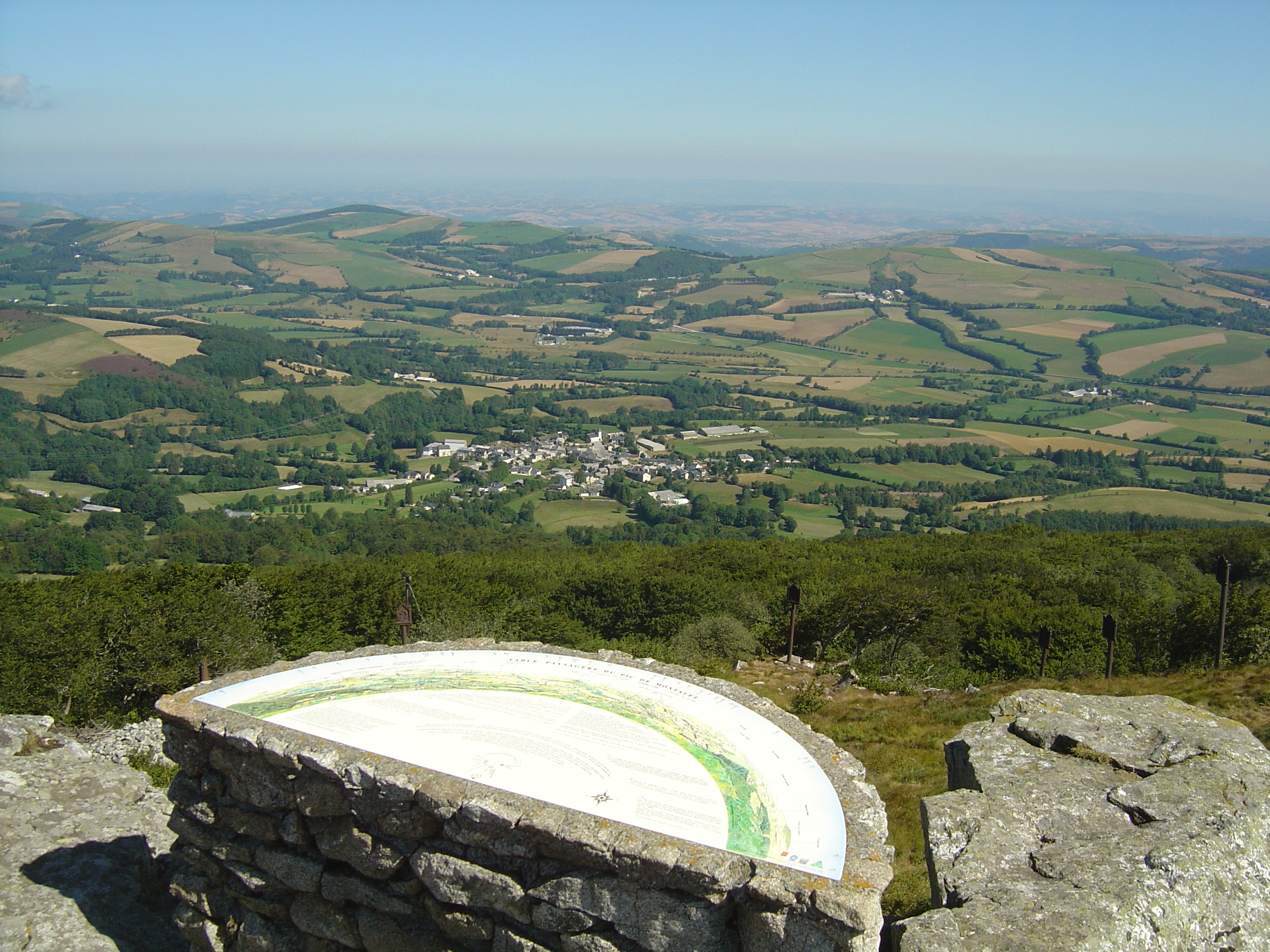
Table d'orientation et panorama du roc de Montalet au sud-est.
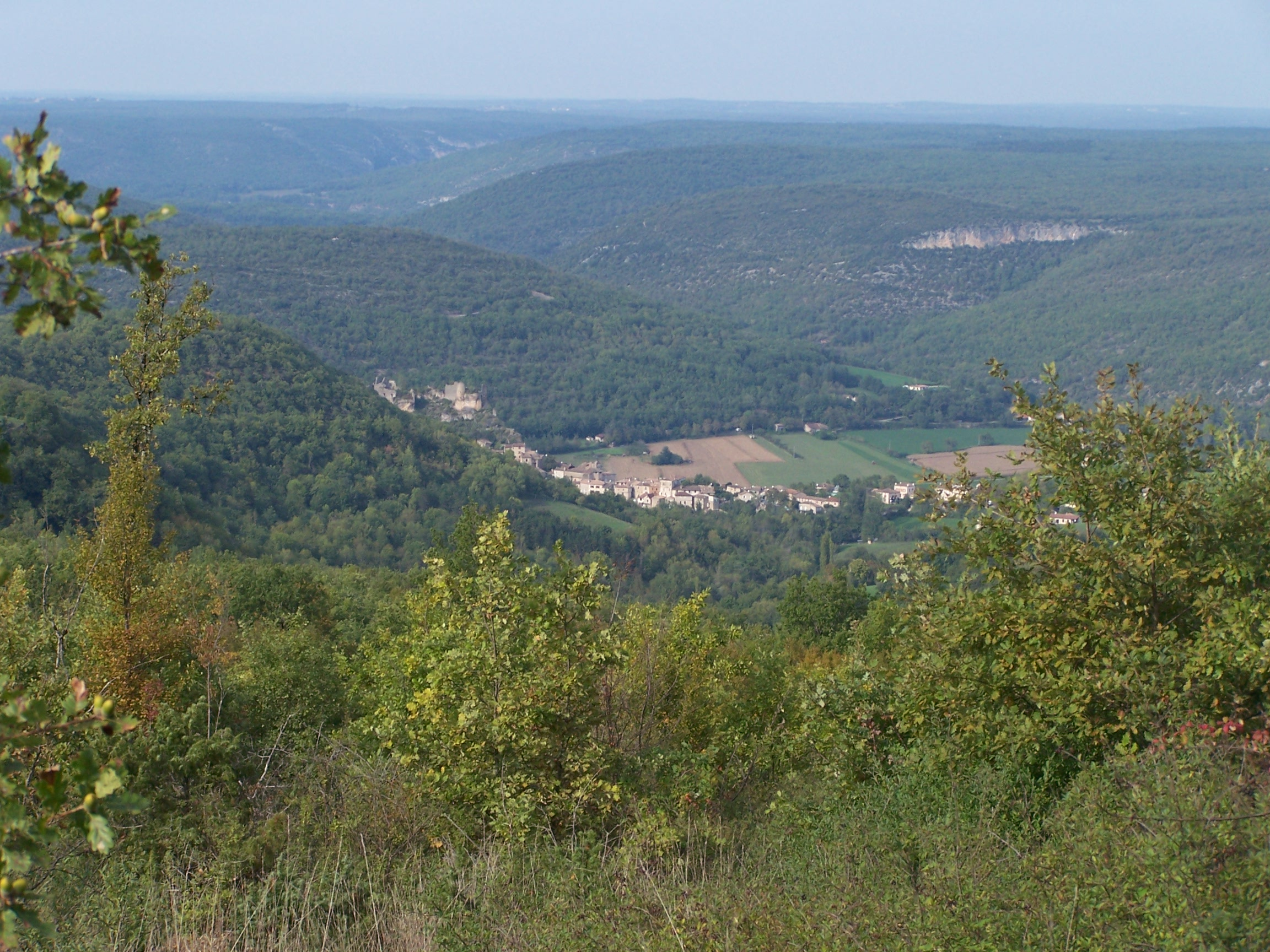
Penne, vu de la route forestière de la forêt de Grésigne, au nord-ouest.
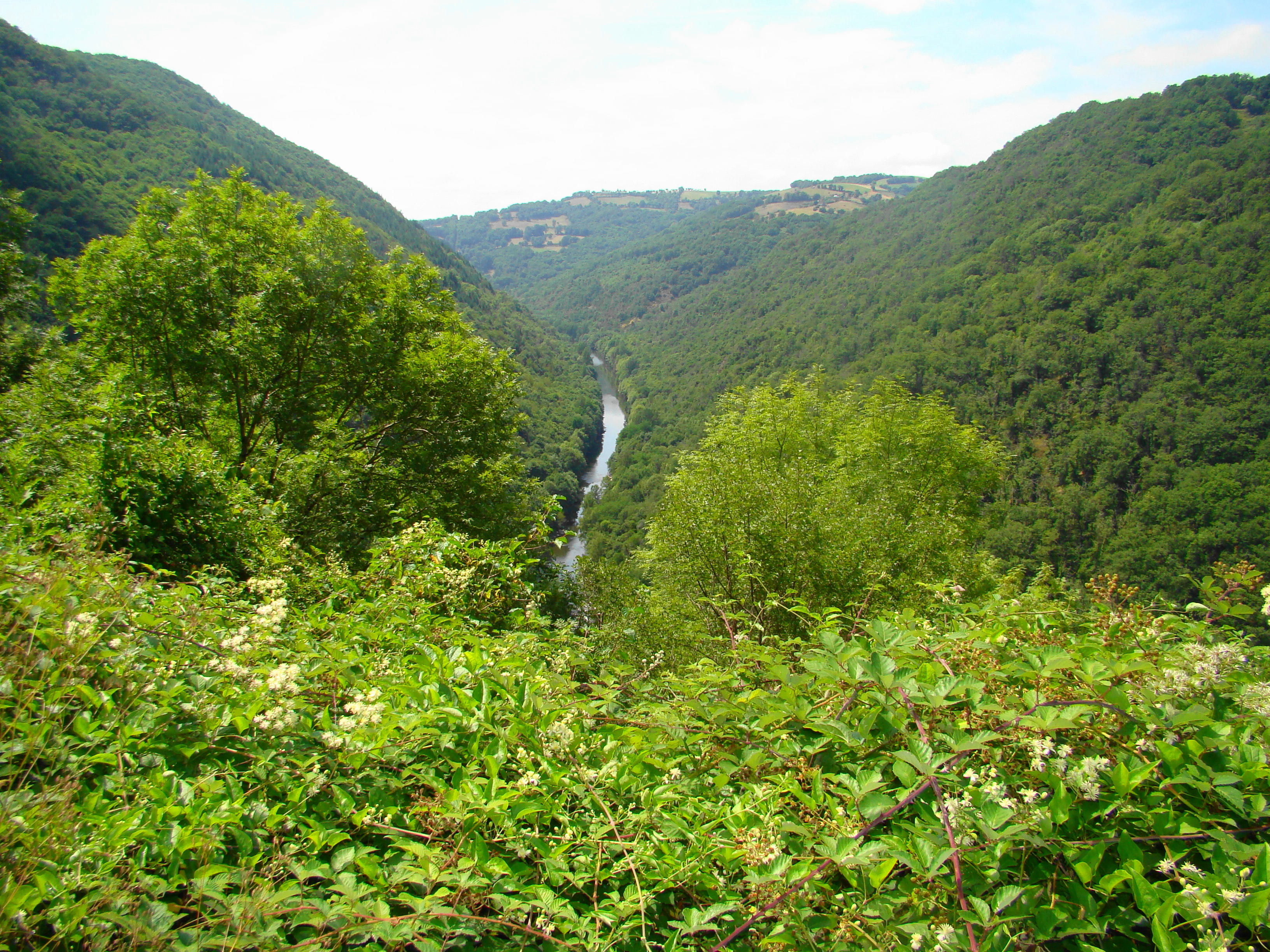
Vallée du Viaur à Jouqueviel, au nord.
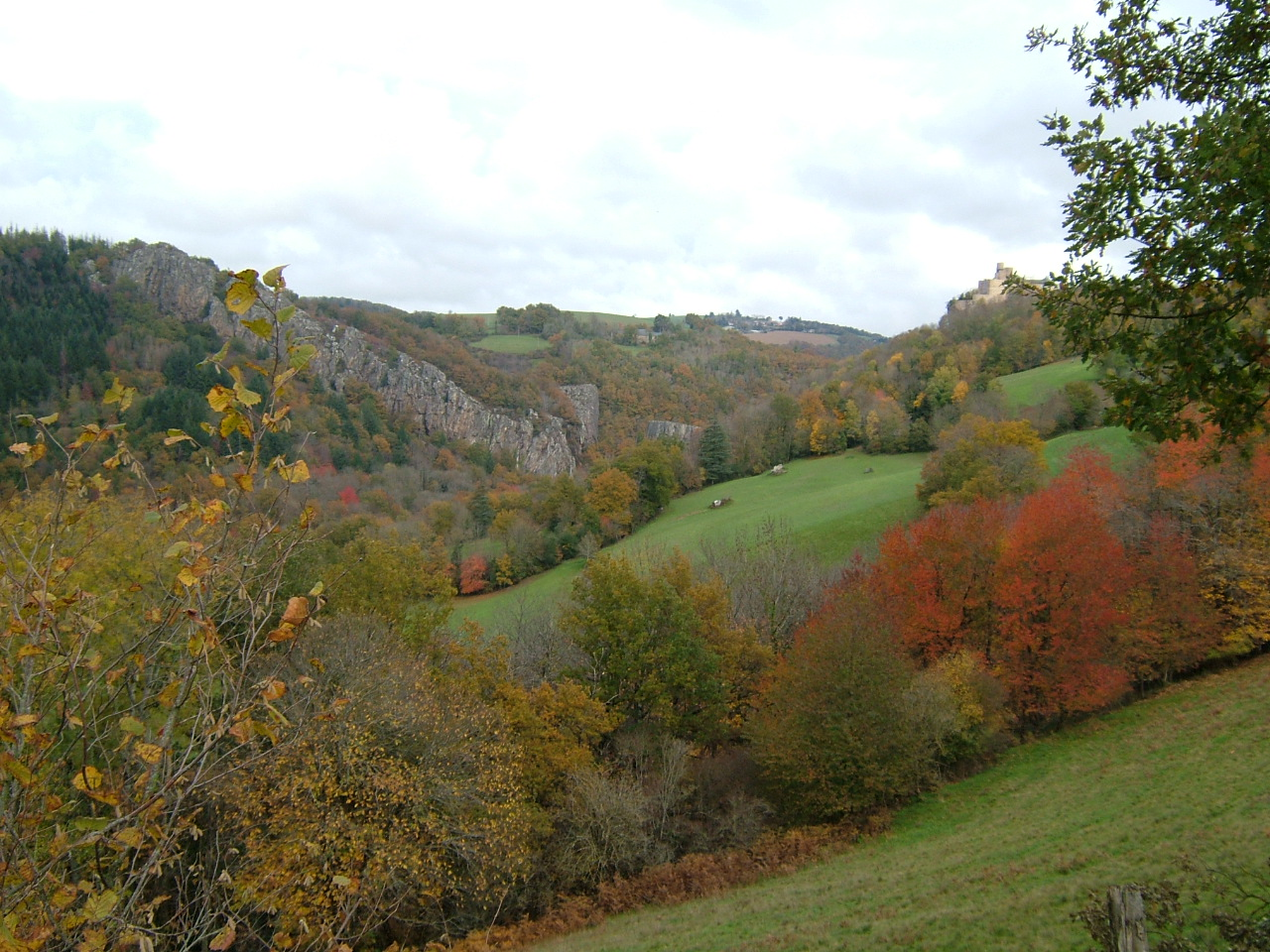
Gorge de l'Oulas et château de Paulin à l'est.

### Relief
Le relief prend la forme d'un amphithéâtre ouvert vers l'ouest. Le puech de Rascas, avec 1 270 m, est le point culminant sur la commune de Lacaune et la partie la plus basse est sur la commune de Saint-Sulpice, à 95 m.
La partie sud-est du département est la plus élevée. Au sud, la montagne Noire présente une ligne continue abrupte qui sépare le Tarn de l'Aude. Elle atteint 1 211 m au pic de Nore. À l'est, le relief descend régulièrement des monts de Lacaune, plateau montagnard vers le Ségala, zone vallonnée et la rivière Viaur qui le coupe du Ségala aveyronnais. Au nord-ouest, la forêt de Grésigne occupe un point haut à 523 mètres à l'arbre de la Plane, proche d'un plateau calcaire qui constitue la pointe sud-est des causses du Quercy.
Au centre, à l'ouest et au sud-ouest, le relief est moins marqué : les pentes se succèdent entre des cuestas et falaises abruptes ou des collines au relief plus doux, dans une roche tendre modelée par l'érosion. Ce paysage est creusé de larges plaines alluviales de part et d'autre des rivières Tarn, Agout et Dadou. La largeur de la vallée du Tarn atteint 10 kilomètres près de Gaillac.

### Géologie

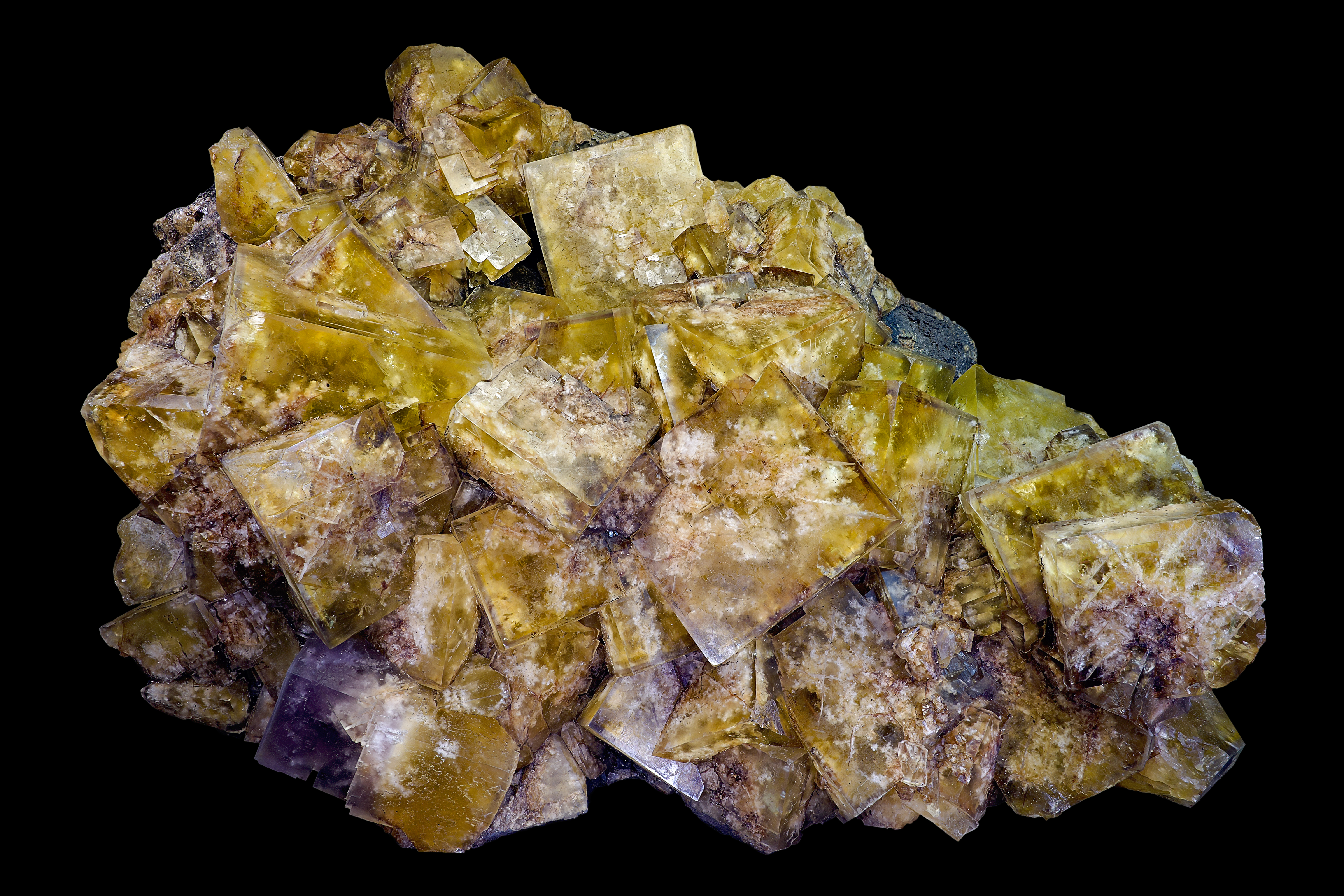
Fluorine de la mine de Peyrebrune à Réalmont.

Le département est coupé en deux unités géologiques appartenant au Massif central et au bassin aquitain.
Le massif Central est représenté par la montagne Noire, séparée par un fossé d'effondrement où coule le Thoré des monts de Lacaune. Ce dernier se poursuit au nord par le ségala d'altitude décroissante mais à l'histoire commune. Ces zones viennent de sédiments du paléozoïque plissés à la naissance du massif Central lors de l'orogenèse hercynienne. Après érosion lors du mésozoïque, l'orogenèse alpine rajeunit le vieux massif, lui restituant un relief plus élevé. Ces épisodes de plissements et cassures ont donné des schistes, grès et gneiss. Ponctuellement, quelques plutons granitiques affleurent. Le plus grand a donné le massif du Sidobre entre Castres et Lacaune.
La partie ouest appartient au bassin aquitain. Ce sont des roches sédimentaires détritiques issues du démantèlement du relief de l'est par l'érosion : molasses et argiles à graviers. Ces roches plus ou moins anciennes ont été peu touchées par les orogenèses de l'époque hercynienne puis alpine. Au nord-ouest, le massif de la Grésigne est une zone passionnante pour les géologues par l'ancienneté des sous-sols sédimentaires et les accidents géologiques qu'ils ont subi : plissements, érosion, soulèvement, cassures...
Les vallées creusées par les rivières sont encaissées dans la partie orientale dure, et plus larges avec des terrasses dans les coteaux molassiques. Ces dernières sont constituées de couches horizontales d'argiles, limons, sables et graviers. La plus haute terrasse comporte des sols lessivés de type boulbènes. Sa mauvaise fertilité explique la présences de forêts à Giroussens ou à Sivens, commune de Lisle-sur-Tarn.
La partie orientale est parcourue de veines de quartz parfois très épaisses dans lesquelles se trouvaient des minerais de fer, plomb, zinc ou fluorine. Ces gisements ont été exploités depuis les Rutènes de l'Antiquité avant d'être abandonnés par épuisement ou coût de production excessif. L'exploitation a été réduite à la fluorine dans la seconde moitié du XXe siècle ; le Tarn représentait 90 % de la production française mais l'extraction a cessé en 2005. Le bassin houiller de Carmaux est issu d'un dépôt organique du carbonifère. L'activité minière y a cessé en 1997 sans avoir épuisé les réserves.
Des carrières ont longtemps été exploitées localement pour la construction : pierre de taille, ardoise et argile pour brique et tuiles. Elles ont fermé à l'exception de celles qui extraient le granite du Sidobre. Les matériaux de construction récents utilisent le sable et le gravier extraits de carrières par concassage ou de gisements dans les terrasses alluviales.

### Hydrographie

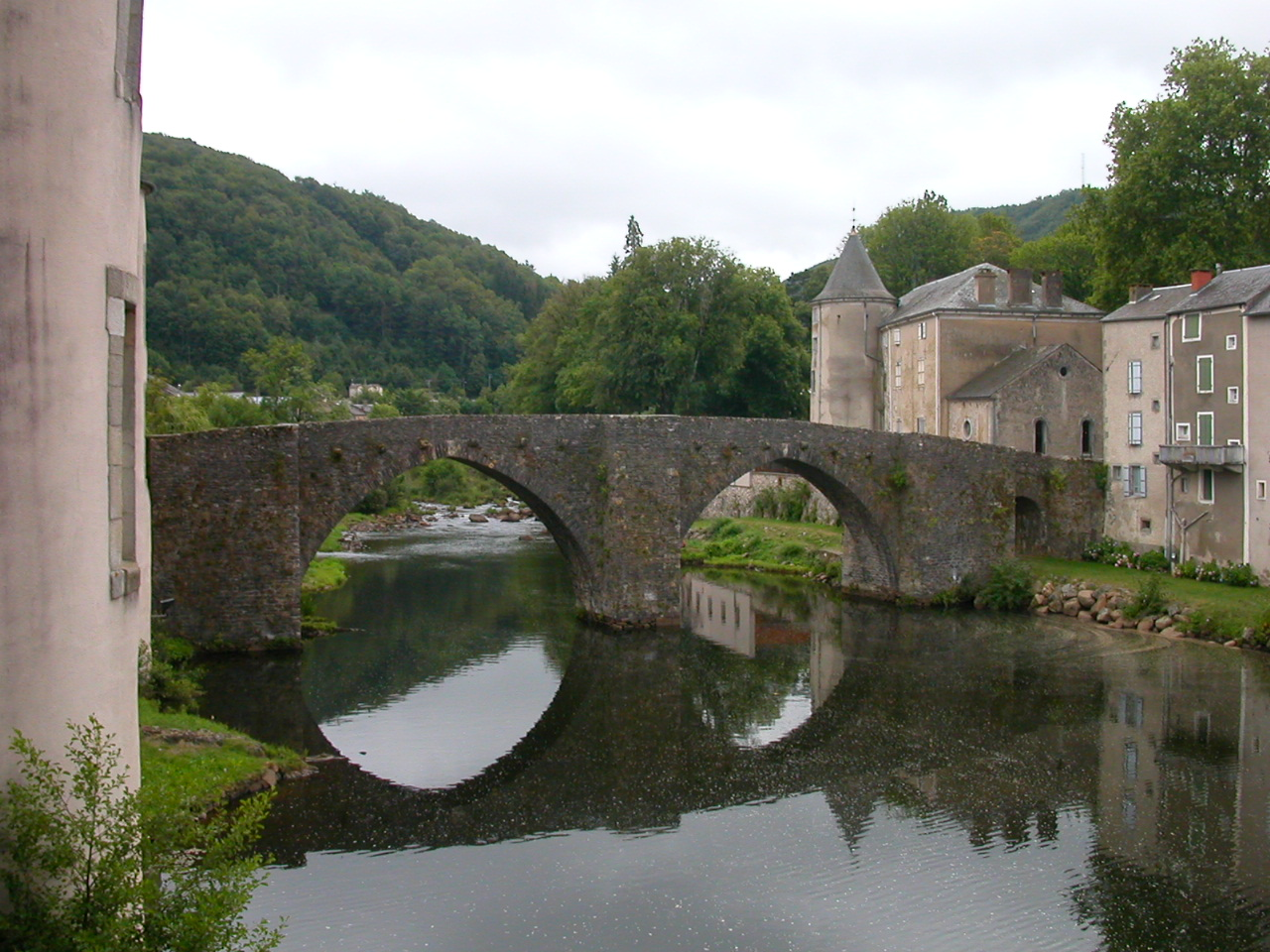
Pont vieux de Brassac sur l'Agout.

La quasi-totalité du département fait partie du bassin de la Garonne, à l'exception de quelques ruisseaux descendant vers la Méditerranée. La ligne de partage des eaux suit la crête de la montagne Noire et des monts de Lacaune. Le relief de l'est du département est un véritable château d'eau avec plus de 1 500 mm et ponctuellement jusqu'à 2 100 mm. La saison arrosée va de décembre à avril et le débit des rivières suit la même durée, la masse neigeuse stockée étant très faible et de courte durée. Les mois secs vont de juin à août et correspondent à une baisse du débit des rivières. L'étiage est sévère sur les petits cours d'eau mais plus lissé dans les rivières en aval.
La principale rivière est le Tarn. Il draine une grande partie du département avec son affluent majeur, l'Agout. Ce dernier, né dans les monts de Lacaune, reçoit les eaux du Thoré et du Sor rive gauche, et celles du Dadou, rive droite.
Ces cours d'eau ont vu les redoutables crues comme celle des inondations de mars 1930 dans le Tarn écrêtées par des barrages. Outre leur rôle régulateur du débit, ils constituent des réserves d'eau pour l'adduction d'eau potable, d'eau pour l'irrigation, la production d'électricité et sont souvent aménagés pour l'accueil de bases nautiques : barrage de la Raviège et sur l'Agout, barrage du Laouzas sur la Vèbre, barrage des Cammazes sur le Sor, Barrages de Rassisse (ou Razisse) et la Bancalié sur le Dadou, barrage des Saints-Peyres sur l'Arn, barrage de la Roucarié et lac de Fonbonne sur le Céret. Le plus ancien est le barrage de Saint-Ferréol qui partage ses rives avec la Haute-Garonne, et l'aude, construit par Pierre-Paul Riquet pour assurer l'approvisionnement en eau du canal du Midi. Depuis 1997, le barrage est inscrit au titre des monuments historiques et fait partie des Grands Sites Occitanie. Le projet du barrage de Sivens sur le Tescou a été très médiatisé par les affrontements juridiques et physiques entre partisans et adversaires.
Au nord du département deux rivières se jettent dans l'Aveyron, ce sont la Vère et le Cérou.
Concernant la qualité halieutique des rivières et ruisseaux, environ un tiers du département est classé en cours d'eau de première catégorie, essentiellement la partie sud-est. Le reste est en deuxième catégorie.

### Climat

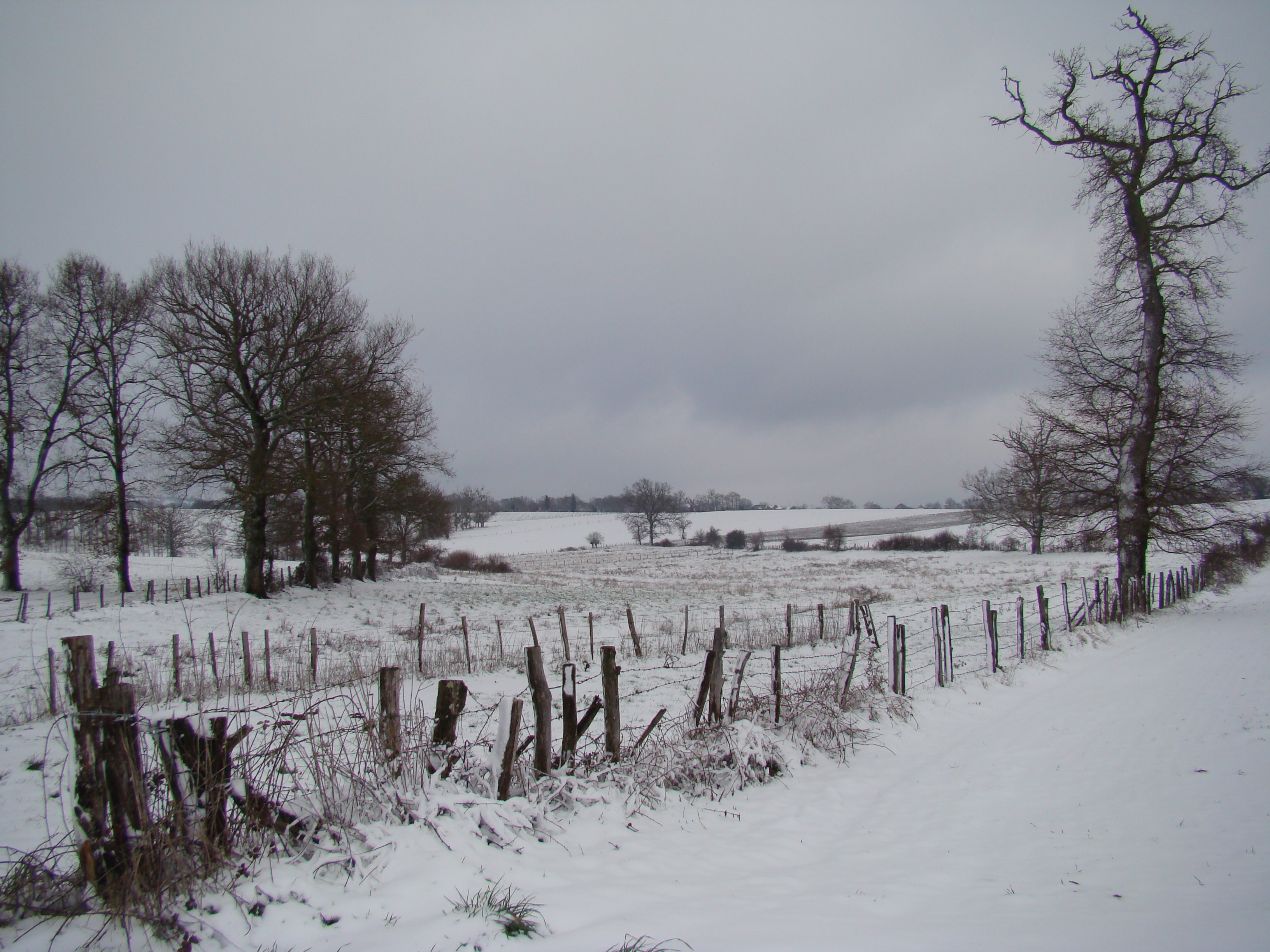
Paysage enneigé à Montirat le 20 janvier 2013.

Le Tarn est soumis à trois types de climats distincts dont la limite est floue et progressive.
Le climat océanique dégradé concerne le nord-ouest du département. Les hivers sont doux et pluvieux et les étés chauds avec une tendance orageuse. L'Autan amène une influence méditerranéenne par un effet de foehn. Il est violent dans la région de Castres, plus modéré au nord où ses effets sont favorables à la maturité du raisin du vignoble gaillacois. Il souffle en moyenne 60 jours par an.
Le climat continental dégradé (ou montagnard) affecte la partie sud-est du département. Il est influencé par la proximité du Massif Central. C'est là qu'il neige le plus sur le Tarn, et qu'il fait le plus froid l'hiver. Des épisodes méditerranéens peuvent affecter le sud-est entre Mazamet et Labastide-Rouairoux. Un gradient de température négatif continu va de Lavaur à Lacaune.
Le climat méditerranéen dégradé concerne le nord-ouest du département avec un important ensoleillement (Albi, 2 450 heures) et des températures relativement douces toute l'année.

### Démographie
Les habitants du Tarn sont les Tarnais et les Tarnaises.

En 2022, le département comptait 396 168 habitants, en évolution de +2,52 % par rapport à 2016 (France hors Mayotte : +2,11 %).
| 1791 | 1801    | 1806    | 1821    | 1826    | 1831    | 1836    | 1841    | 1846    |
| ---- | ------- | ------- | ------- | ------- | ------- | ------- | ------- | ------- |
| -    | 270 908 | 296 228 | 313 713 | 327 655 | 335 844 | 346 614 | 351 795 | 360 679 |

| 1851    | 1856    | 1861    | 1866    | 1872    | 1876    | 1881    | 1886    | 1891    |
| ------- | ------- | ------- | ------- | ------- | ------- | ------- | ------- | ------- |
| 363 073 | 354 832 | 353 633 | 355 513 | 352 718 | 359 232 | 359 223 | 358 757 | 346 739 |

| 1896    | 1901    | 1906    | 1911    | 1921    | 1926    | 1931    | 1936    | 1946    |
| ------- | ------- | ------- | ------- | ------- | ------- | ------- | ------- | ------- |
| 339 369 | 332 093 | 330 533 | 324 090 | 295 588 | 301 717 | 302 994 | 297 871 | 298 117 |

| 1954    | 1962    | 1968    | 1975    | 1982    | 1990    | 1999    | 2006    | 2011    |
| ------- | ------- | ------- | ------- | ------- | ------- | ------- | ------- | ------- |
| 308 197 | 319 560 | 332 011 | 338 024 | 339 345 | 342 723 | 343 402 | 365 335 | 377 675 |

| 2016    | 2021    | 2022    | - | - | - | - | - | - |
| ------- | ------- | ------- | - | - | - | - | - | - |
| 386 448 | 393 572 | 396 168 | - | - | - | - | - | - |

Entre 1990 et 1999, les communes de l'est du département se sont dépeuplées, comme les bassins de Carmaux et Castres-Mazamet, alors que l'ouest était en croissance, en particulier le croissant Lavaur-Gaillac-Albi. Cette évolution se poursuit dans les mêmes tendances avec la dynamique des bassins d'emploi. La densité est très hétérogène, allant de 5 hab./km2 dans des petites communes du sud-est, dans la montagne, à plus de 200 hab./km2 dans 16 communes des aires urbaines d'Albi et Castres-Mazamet. Le solde migratoire compense le bilan négatif entre naissances et décès.

### Communes les plus peuplées
| Nom                     | Code Insee | Intercommunalité                  | Superficie (km2) | Population (dernière pop. légale) | Densité (hab./km2) | Modifier                                    |
| ----------------------- | ---------- | --------------------------------- | ---------------- | --------------------------------- | ------------------ | ------------------------------------------- |
| Albi                    | 81004      | CA de l'Albigeois                 | 44,26            | 50 605 (2022)                     | 1 143              | modifier les données · modifier les données |
| Castres                 | 81065      | CA de Castres-Mazamet             | 98,17            | 42 700 (2022)                     | 435                | modifier les données · modifier les données |
| Gaillac                 | 81099      | CA Gaillac Graulhet Agglomération | 50,93            | 16 080 (2022)                     | 316                | modifier les données · modifier les données |
| Graulhet                | 81105      | CA Gaillac Graulhet Agglomération | 56,75            | 13 275 (2022)                     | 234                | modifier les données · modifier les données |
| Lavaur                  | 81140      | CC Tarn-Agout                     | 62,83            | 10 884 (2022)                     | 173                | modifier les données · modifier les données |
| Mazamet                 | 81163      | CA de Castres-Mazamet             | 72,08            | 10 123 (2022)                     | 140                | modifier les données · modifier les données |
| Carmaux                 | 81060      | CC Carmausin-Ségala               | 14,16            | 9 927 (2022)                      | 701                | modifier les données · modifier les données |
| Saint-Sulpice-la-Pointe | 81271      | CC Tarn-Agout                     | 23,99            | 9 674 (2022)                      | 403                | modifier les données · modifier les données |
| Saint-Juéry             | 81257      | CA de l'Albigeois                 | 9,21             | 6 575 (2022)                      | 714                | modifier les données · modifier les données |
| Labruguière             | 81120      | CA de Castres-Mazamet             | 60,73            | 6 567 (2022)                      | 108                | modifier les données · modifier les données |
| Rabastens               | 81220      | CA Gaillac Graulhet Agglomération | 66,29            | 5 801 (2022)                      | 88                 | modifier les données · modifier les données |
| Aussillon               | 81021      | CA de Castres-Mazamet             | 10,26            | 5 617 (2022)                      | 547                | modifier les données · modifier les données |
| Lisle-sur-Tarn          | 81145      | CA Gaillac Graulhet Agglomération | 86,56            | 4 857 (2022)                      | 56                 | modifier les données · modifier les données |
| Lescure-d'Albigeois     | 81144      | CA de l'Albigeois                 | 14,18            | 4 585 (2022)                      | 323                | modifier les données · modifier les données |
| Saïx                    | 81273      | CC du Sor et de l'Agout           | 13,79            | 3 714 (2022)                      | 269                | modifier les données · modifier les données |

## Environnement

### Sites natura 2000
Le Tarn possède dix sites classés natura 2000. Ces zones sont concernées par une gestion extensive de l'agriculture avec des pratiques préservant l'environnement, l'information des usagers des sites sur leur fragilité et la conciliation des activités économiques et l'accès aux promeneurs.

### Faune

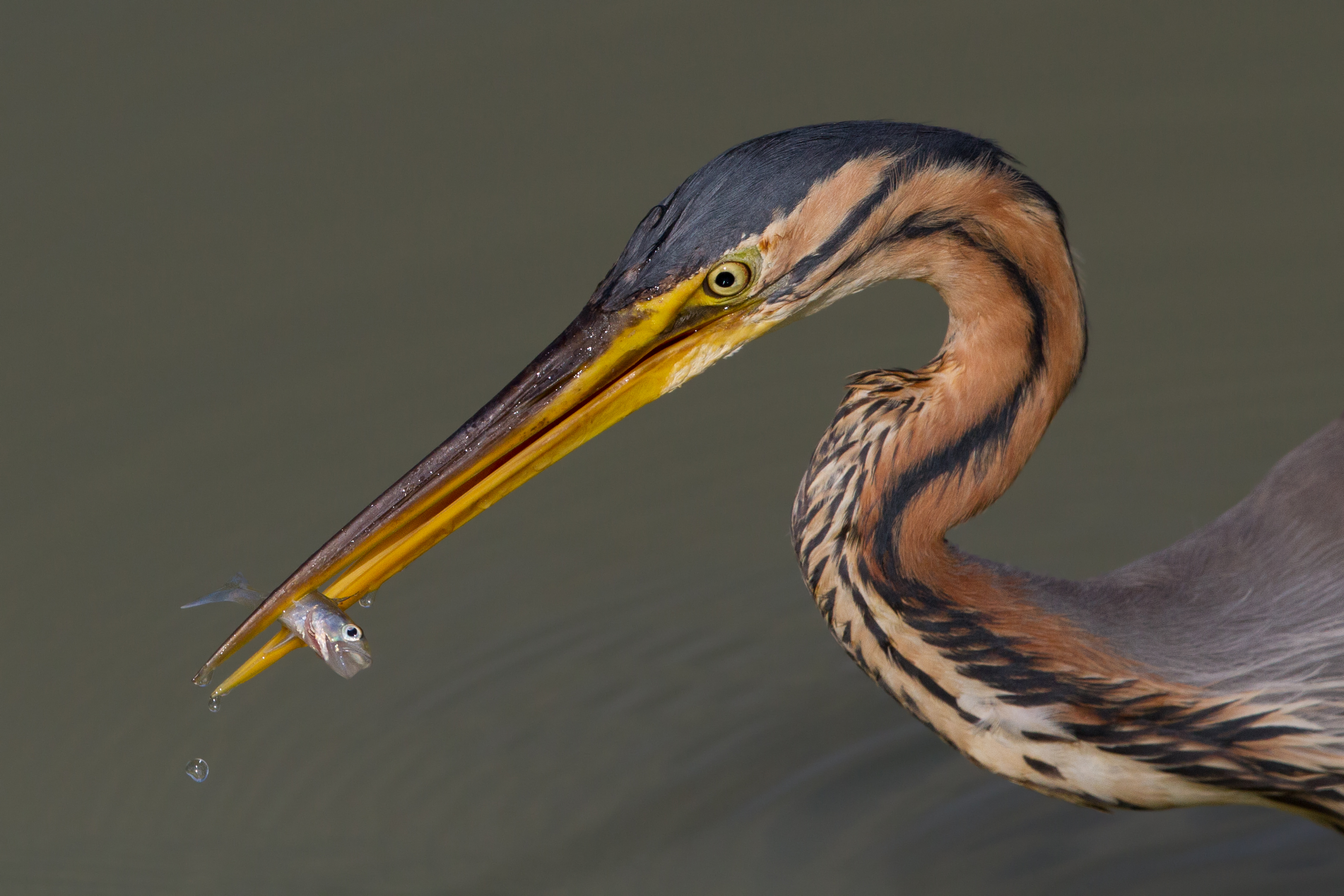
Un héron pourpré capturant un alevin de sandre dans le département du Tarn. Juillet 2012.

La faune sauvage est variée en fonction des espaces naturels ou modifiés par l'homme. Les animaux les plus connus sont ceux qui servent de gibier : sangliers, cerfs, chevreuils, lièvres...
À Albi, des silures sont devenus célèbres depuis que des scientifiques sont venus étudier leur méthode de chasse au pigeon que les poissons gobent au bord de l'eau. Dans la même ville, des faucons pèlerins ont élu domicile sur les toits de la cathédrale. La mairie d'Albi a fait installer des caméras et un blogue leur est consacré pour suivre les nichées.

### Flore
Les espaces boisés naturels majeurs sont ceux de la forêt domaniale de Grésigne, la forêt de Sivens, la forêt de la Montagne noire et celle des Monts de Lacaune. Ailleurs, quelques bois signalent des espaces incultes ou les rives des cours d'eau.
Des tourbières, présentes dans le sud-est du département, représentent une biodiversité fragile. Ces biotopes sont situés majoritairement dans les monts de Lacaune, mais aussi dans le Sidobre, la montagne Noire et les monts d'Alban. Ils sont caractérisés par une humidité permanente liée à un climat frais et arrosé, uns situation en point bas abondamment pourvu en eau de ruissellement et un sous-sol acide. Ce milieu est menacé par le drainage, la plantation de résineux et l'abandon du pâturage naturel.

## Économie

### Secteur primaire
La place de l'agriculture dans le Tarn est importante. La partie montagneuse est affectée à l'élevage : les sols riches et l'eau abondante permettent une bonne pousse de l'herbe qui supporte mieux le climat plus froid que les grandes cultures. Le Ségala, ancien fournisseur de bovins de travail, est une terre de tradition d'élevage bovin, laitier et boucher. Les monts de Lacaune ont donné leur nom à la brebis lacaune dont le lait sert à élaborer le fromage de roquefort.
La partie occidentale du département est cultivée pour produire des céréales (blé, triticale, maïs), des oléagineux (colza, tournesol) et des protéagineux (luzerne, soja). À Gaillac, le vignoble bimillénaire occupait 3 923 ha en 2008.

#### Production
La forêt représente 172 000 ha, soit 28,4 % de la surface totale.
En 2013, le département était placé en deuxième place régionale pour l'élevage, derrière l'Aveyron au niveau de la population bovine (152 000 bovins dont 20 500 vaches laitières et 56 400 vaches allaitantes et de la population ovine. (317 500 ovins dont 204 000 brebis). Les vaches produisent 1 250 000 hl de lait, les brebis 265 000 et les chèvres 71 000.
La production céréalière, toujours en 2013, occupait 100 000 ha pour une production de 5,3 millions de quintaux de blé dur, blé tendre, orge et maïs. Les oléagineux produisaient 795 000 quintaux sur 38 000 ha (colza, tournesol), 800 ha étaient consacrés aux protéagineux et 16 700 ha aux prairies naturelles et cultivées.
En 2012, 5 % des exploitations étaient certifiées en agriculture biologique, représentant 3,6 % de la surface agricole utile.

### Secteur secondaire
L'industrie du Tarn est née du développement industriel XVIIIe siècle au deuxième tiers du XXe siècle : charbon de Carmaux, sidérurgie à Saint-Juéry, délainage à Mazamet, textile à Castres ou mégisserie à Graulhet.

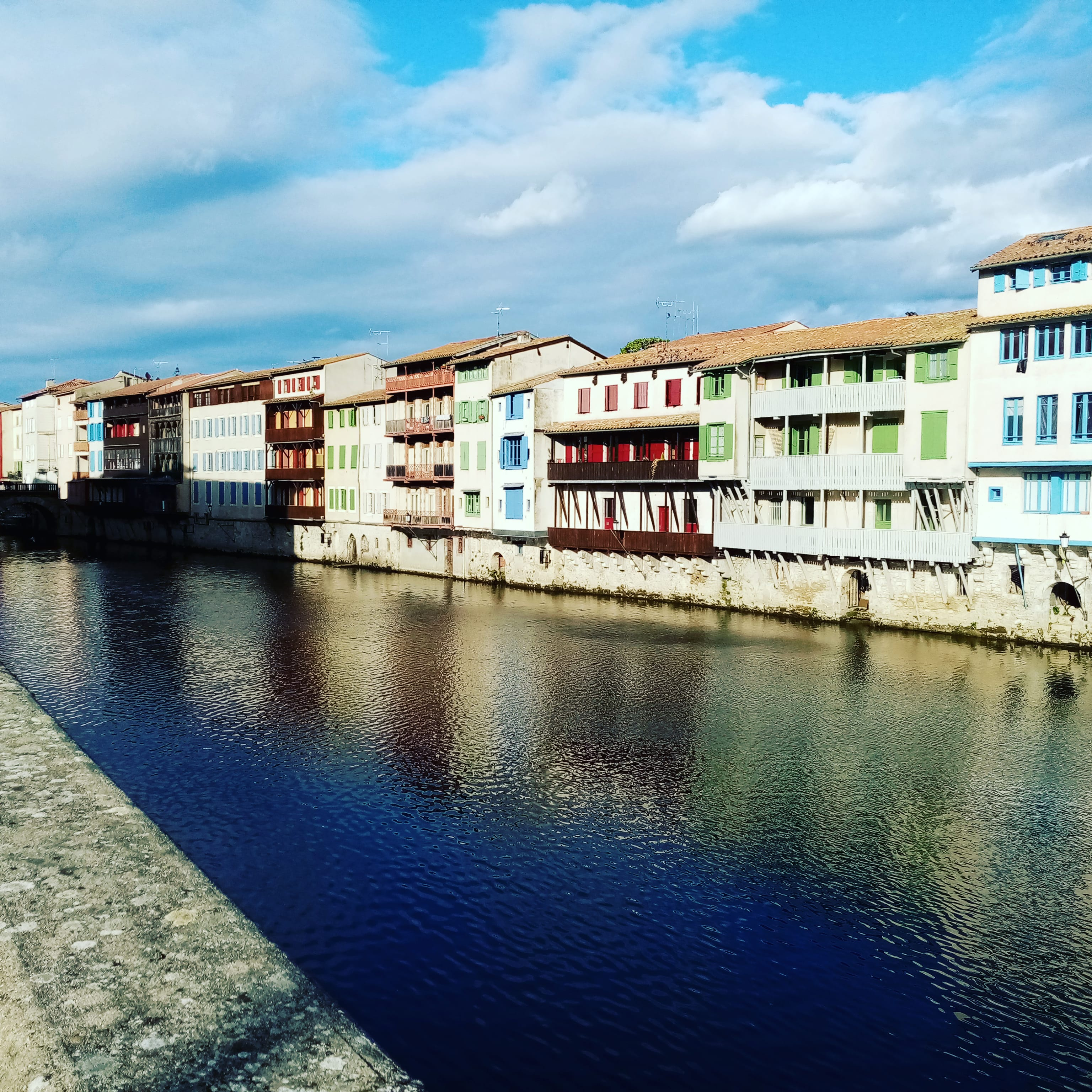
Vieilles maisons sur l'Agoût de Castres dit la « Petite Venise du Languedoc » en 2021

Ces secteurs ont subi réorganisation des filières, délocalisations et fermetures. Le Tarn a dû créer de nouvelles activités et recomposer une industrie prospère.
La verrerie ouvrière d'Albi est l'héritière d'une longue tradition verrière du Tarn alors que les laboratoires Pierre Fabre de Castres sont un groupe pharmaceutique et cosmétique datant seulement d'une cinquantaine d'années.

### Secteur tertiaire
Les services et le commerce ont permis le développement des deux pôles Albi-Carmaux et Castres-Mazamet.

#### Immobilier
Le prix de l'immobilier a beaucoup augmenté dans le Tarn entre 1999 et 2007, passant d'un indice 100 à un indice 250. En 2009, cet indice était de 220, 240 en 2011 et environ 225 en 2015.
| Communes            | Prix Appartement (m²) | Prix maison (m²) | Revenu annuel moyen | Résidence principale (%) | Résidence secondaire (%) | Logement inoccupé (%) |
| ------------------- | --------------------- | ---------------- | ------------------- | ------------------------ | ------------------------ | --------------------- |
| Albi                | 1 795 €               | 1 831 €          | 23 170 €            | 88                       | 2                        | 10                    |
| Castres             | 1 291 €               | 1 357 €          | 23 140 €            | 88                       | 2                        | 10                    |
| Gaillac             | 1 336 €               | 1 608 €          | 22 480 €            | 88                       | 2                        | 10                    |
| Graulhet            | 822 €                 | 1 150 €          | 21 430 €            | 86                       | 2                        | 12                    |
| Carmaux             | 864 €                 | 1 110 €          | 20 450 €            | 86                       | 1                        | 13                    |
| Mazamet             | 850 €                 | 1 018 €          | 20 560 €            | 79                       | 6                        | 15                    |
| Lavaur              | 1 451 €               | 1 822 €          | 24 210 €            | 92                       | 2                        | 6                     |
| Lacaune             | NC                    | 1 109 €          | 24 510 €            | 72                       | 17                       | 11                    |
| Réalmont            | 1 088 €               | 1 396 €          | 22 415 €            | 88                       | 3                        | 9                     |
| Puylaurens          | NC                    | 1 357 €          | 22 415 €            | 81                       | 8                        | 11                    |
| Cordes-sur-Ciel     | 816 €                 | 1 602 €          | 22 415 €            | 67                       | 20                       | 13                    |
| Rabastens           | 1 475 €               | 1 919 €          | 26 720 €            | 87                       | 3                        | 10                    |
| Alban               | NC                    | 1 196 €          | 22 415 €            | 84                       | 8                        | 8                     |
| Valence-d'Albigeois | NC                    | 1 109 €          | 22 415 €            | 83                       | 4                        | 14                    |

#### Tourisme
Le tourisme est un axe de développement important. Même sans accès à la mer ni à la montagne, le tourisme culturel côtoie le tourisme vert et sportif, permettant une bonne répartition de l'accueil dans le département entre hôtellerie et camping. L'accueil à la ferme est également important, permettant de mettre en valeur la cuisine tarnaise et la vente de ses produits.
La cité épiscopale d'Albi appartient au Patrimoine mondial de l'Unesco depuis 2010, et Cordes-sur-Ciel a été élu village préféré des Français en 2014. Par ailleurs, quatre villages adhèrent à l'association des plus beaux villages de France : Castelnau-de-Montmiral, Lautrec, Monestiés et Puycelsi.
Les zones vertes naturelles permettent le développement du tourisme vert et sportif. Le département offre 4 800 km de chemins de randonnées dont 650 km de grande randonnée et grandes randonnées de pays.
Le sud-est du département appartient au parc naturel régional du Haut-Languedoc. L'aire délimitée englobe des zones vertes ou arides sauvages. Les villages offrent produits régionaux et activités aux visiteurs : culturelles, découverte du milieu naturel ou sportives.

## Démographie

### Histoire de la population du Tarn
| 1791 | 1801    | 1806    | 1821    | 1826    | 1831    | 1836    | 1841    | 1846    |
| ---- | ------- | ------- | ------- | ------- | ------- | ------- | ------- | ------- |
| -    | 270 908 | 296 228 | 313 713 | 327 655 | 335 844 | 346 614 | 351 795 | 360 679 |

| 1851    | 1856    | 1861    | 1866    | 1872    | 1876    | 1881    | 1886    | 1891    |
| ------- | ------- | ------- | ------- | ------- | ------- | ------- | ------- | ------- |
| 363 073 | 354 832 | 353 633 | 355 513 | 352 718 | 359 232 | 359 223 | 358 757 | 346 739 |

| 1896    | 1901    | 1906    | 1911    | 1921    | 1926    | 1931    | 1936    | 1946    |
| ------- | ------- | ------- | ------- | ------- | ------- | ------- | ------- | ------- |
| 339 369 | 332 093 | 330 533 | 324 090 | 295 588 | 301 717 | 302 994 | 297 871 | 298 117 |

| 1954    | 1962    | 1968    | 1975    | 1982    | 1990    | 1999    | 2006    | 2011    |
| ------- | ------- | ------- | ------- | ------- | ------- | ------- | ------- | ------- |
| 308 197 | 319 560 | 332 011 | 338 024 | 339 345 | 342 723 | 343 402 | 365 335 | 377 675 |

| 2016    | 2021    | 2022    | - | - | - | - | - | - |
| ------- | ------- | ------- | - | - | - | - | - | - |
| 386 448 | 393 572 | 396 168 | - | - | - | - | - | - |

En 2022, le département comptait 396 168 habitants, en évolution de +2,52 % par rapport à 2016 (France hors Mayotte : +2,11 %).
La démographie du Tarn est caractérisée par une faible densité et une population stable depuis les années 1980 qui connaît un regain de croissance dans les années 2000, mais est vieillissante.
Le département a été créé par décret du 4 mars 1790. Il comporte alors cinq districts (Albi, Castres, Lavaur, Gaillac, Lacaune). Le premier recensement sera réalisé en 1801 et ce dénombrement, reconduit tous les cinq ans à partir de 1821, permettra de connaître plus précisément l'évolution des territoires.
Avec 335 844 habitants en 1831, le département représente 1,3 % de la population française, qui est alors de 32 569 000 habitants. De 1831 à 1866, il va gagner 19 669 habitants, soit une augmentation de 0,17 % moyen par an, égal au taux d'accroissement national de 0,48 % sur cette même période.
Le département perd 28 628 habitants entre la Guerre franco-prussienne de 1870 et la Première Guerre mondiale, soit une baisse de 8,12 % alors qu'il est de 10 % au niveau national. La population gagne 0,77 % pour la période de l'entre-deux guerres courant de 1921 à 1936 parallèlement à une croissance au niveau national de 6,9 %.
À l'instar des autres départements français, le Tarn va ensuite connaître un essor démographique, toutefois modéré, après la Seconde Guerre mondiale.
En six ans, de 2014 à 2020, sa population s'est accrue de près de 6 600 unités, c'est-à-dire de plus ou moins 1 100 personnes par an. Mais cette variation est différenciée selon les 314 communes que comporte le département.

### Densité de population
La densité de population est en augmentation depuis 1968, en cohérence avec l'augmentation de la population.
En 2021, la densité était de 68,4 hab./km2, soit deux fois inférieure à celle de la France entière qui est de 107,1 hab./km2 pour la même année.
| 1968 |  | 57.7 |  |

| 1975 |  | 58.7 |  |

| 1982 |  | 58.9 |  |

| 1990 |  | 59.5 |  |

| 1999 |  | 59.6 |  |

| 2009 |  | 65.0 |  |

| 2014 |  | 66.8 |  |

| 2020 |  | 67.9 |  |

### Répartition par sexes et tranches d'âges
La population du département est plus âgée qu'au niveau national.
En 2020, le taux de personnes d'un âge inférieur à 30 ans s'élève à 30,4 %, soit en dessous de la moyenne nationale (35,3 %). À l'inverse, le taux de personnes d'âge supérieur à 60 ans est de 32,4 % la même année, alors qu'il est de 26,4 % au niveau national.
En 2020, le département comptait 188 693 hommes pour 202 373 femmes, soit un taux de 51,75 % de femmes, légèrement supérieur au taux national (51,63 %).
Les pyramides des âges du département et de la France s'établissent comme suit.
| Hommes | Classe d’âge | Femmes |
| ------ | ------------ | ------ |
| 1,2    | 90 ou +      | 2,8    |
| 9,5    | 75-89 ans    | 12,2   |
| 19,6   | 60-74 ans    | 20,1   |
| 20,7   | 45-59 ans    | 20,1   |
| 16,7   | 30-44 ans    | 16,3   |
| 15,4   | 15-29 ans    | 13,3   |
| 17     | 0-14 ans     | 15,1   |

| Hommes | Classe d’âge | Femmes |
| ------ | ------------ | ------ |
| 0,7    | 90 ou +      | 1,9    |
| 7,0    | 75-89 ans    | 9,5    |
| 16,6   | 60-74 ans    | 17,5   |
| 20,0   | 45-59 ans    | 19,5   |
| 18,8   | 30-44 ans    | 18,3   |
| 18,3   | 15-29 ans    | 16,7   |
| 18,6   | 0-14 ans     | 16,7   |

## Culture

### Langue régionale

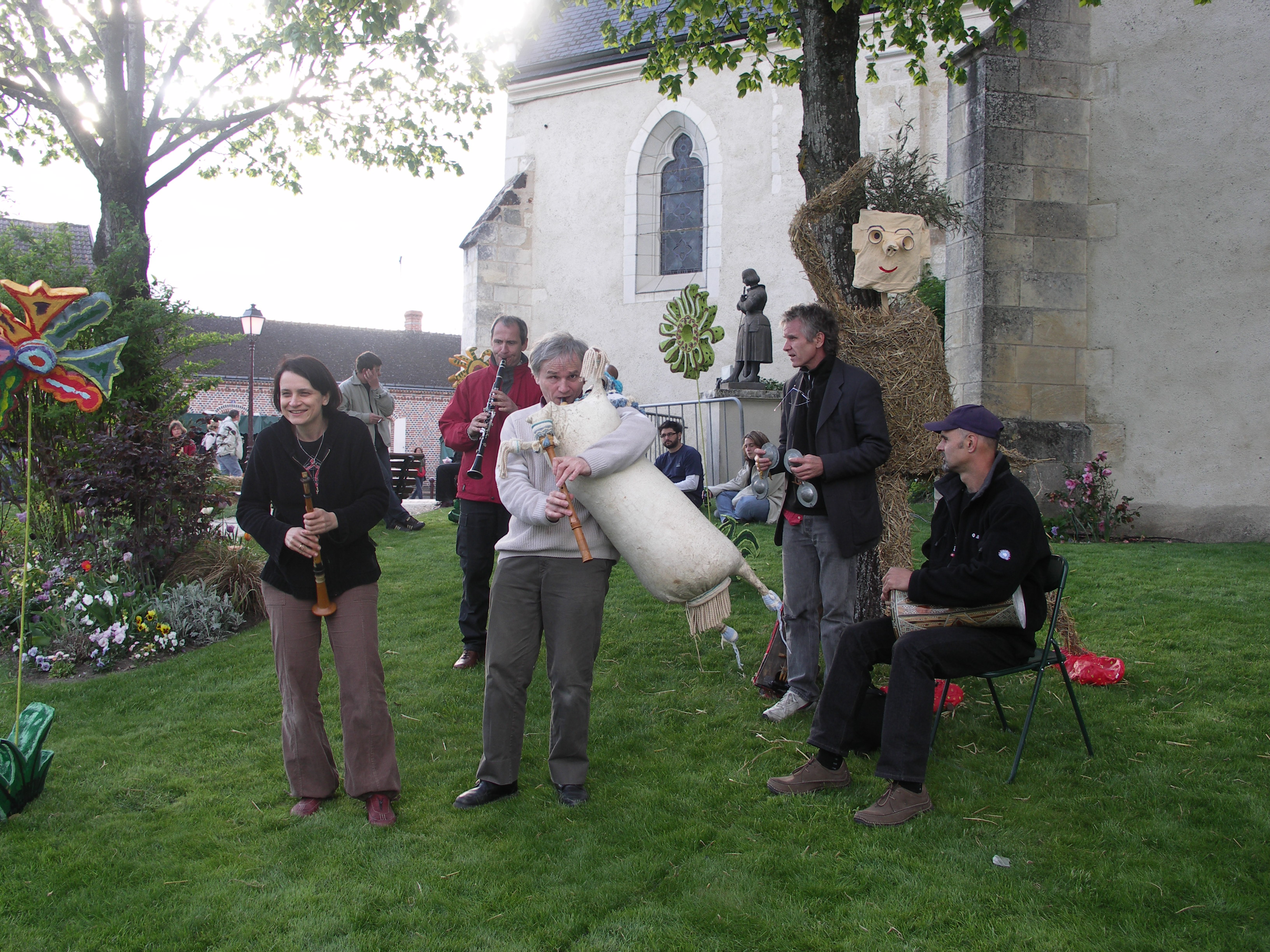
La Talvera.

Le Tarn est situé au cœur de l'Occitanie. Le languedocien est une variante dialectale de l'occitan. Même si le nombre de locuteurs a beaucoup baissé, un effort de maintien avait été entrepris dans les années 1930 : le parler paysan a laissé la place à un renouveau culturel après la Seconde Guerre mondiale. L'occitan s'est enrichi d'un institut d'études occitanes qui a codifié la grammaire et unifié le vocabulaire issu d'un parler aux accents multiples. Depuis le début du XXIe siècle, des panneaux bilingues aux entrées d'agglomération sont apparus, et des cours sont dispensés. Le régionalisme occitan est stimulé par radio albigés, albigeois en français, radio locale associative. À Cordes-sur-Ciel, l'association Cordae et le groupe la Talvera, œuvrent en commun. Les concerts en occitan des débuts, en 1981, se sont enrichis d'un travail de recherche et de diffusion sur les anciens poètes et chansonniers de langue occitane, la création poétique et musicale, la connaissance de la musique ancienne et des instruments qui lui sont associés et la formation pour faire vivre cette culture au-delà des générations.
La culture occitane dans le Tarn doit aussi à d'autres personnages marquants (liste non exhaustive) : Daniel Loddo, membre de la Talvera, Louisa Paulin, poétesse réalmontaise, Georges Blanc, écrivain-philosophe-traducteur français-occitan, Auger Galhard, poète rabastinois du XVIe siècle, Mathieu Blouin, rapporteur des guerres de Religion en Languedoc, Historio vertadieiro de las causos pus memourablos fachos a la vilo de Gailhac en Albigés duran lous troubles de Franso (histoire véritable des causes les plus mémorables arrivées en la ville de Gaillac en Albigeois durant les troubles de France)...
D'après Abel Hugo, vers 1835, le dialecte en usage dans le département du Tarn était le langage de tous les habitants des campagnes ; ils entendaient difficilement la langue française et ne la parlait presque jamais. À la même époque, le peuple des villes entendait bien le français, mais le parlait mal. Il s'exprimait communément en dialecte.
La loi Deixonne de 1951 sur l'enseignement des langues et dialectes locaux à l'école est nommée du nom du député du Tarn Maurice Deixonne qui l'a portée.
Le nationalisme occitan est un mouvement politique qui vise à obtenir l'autonomie de l'Occitanie, voire son indépendance. Ce mouvement est marginal dans la population tarnaise : en 2014, lors des élections européennes, la liste « Occitanie, pour une Europe des peuples. (Occitània, per una Europa des pòbles) » a recueilli 0,02 % des suffrages.

### Gastronomie

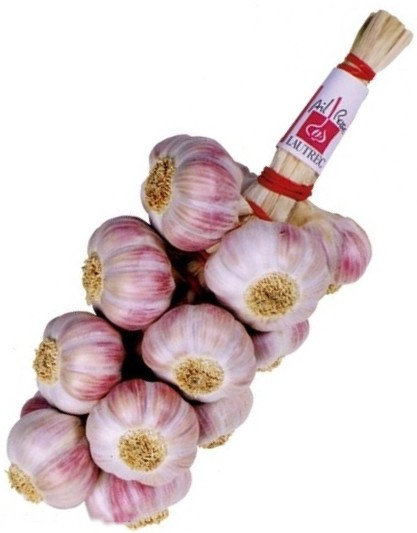
Ail rose de Lautrec, produit phare du Tarn.

Le Tarn est à cheval entre les cuisines languedocienne et gasconne.
La partie orientale du département, terre montagneuse d'élevage, est lié à la charcuterie. Le jambon de Lacaune en est le fleuron, utilisé en cuisine dans de nombreuses recettes. À ses côtés, le galabard, boudin à la viande, le fetge ou foie salé, les saucisson et saucisse de Lacaune et le melsát, sorte de saucisse, sont des spécialités locales. La cuisine albigeoise utilise souvent le jambon ou les lardons pour graisser marmite et poêle à frire. La viande de marques Le Veau d'Aveyron & du Ségala et Agneau fermier des pays d'Oc sont des produits labellisés. La partie occidentale est le domaine des céréales et de l'élevage volailler qui lui est associé. Poulets et canards sont fréquents et la graisse de canard a une place importante en cuisine. Le Tarn appartient aux délimitations IGP du canard à foie gras du sud-ouest et des volailles du Lauragais et du Languedoc. Les légumes frais sont très utilisés dans la cuisine estivale. L'hiver, les plats mêlant viande et légumes sont courants, dont le cassoulet local ou le févoulet, son cousin à base de fèves.
Les vins locaux bénéficient des AOC Gaillac et Gaillac-premières-côtes, mais aussi des IGP Côtes-du-tarn et comté tolosan ; le vignoble produit des vins des trois couleurs (blanc, rosé et rouge) des vins secs ou doux et liquoreux et des vins effervescents. L'autre produit phare connu bien au-delà des limites du département est l'ail rose de Lautrec.
Les fromages sont principalement des fromages de chèvre de type cabécou et le roquefort. Ce dernier, s'il est exclusivement affiné dans les caves de Roquefort-sur-Soulzon, n'en est pas moins un fromage partiellement tarnais au vu du nombre de producteurs de lait de brebis et de la race lacaune exclusivement utilisée pour son élaboration.
La pâtisserie départementale comprend des desserts qui dérivent de pâte à pain parfumée ou feuilletée au beurre, tels le poumpet ou la croustade aux pommes ou au raisins secs. Des petits gâteaux comme le petit janot, la navette et la gimblette d'Albi, les croquants de Cordes ou les curbelets accompagnent café ou vin blanc en fin de repas.
Yves Thuriès est un des cuisiniers tarnais le plus connu. Deux fois élu meilleur ouvrier de France dans les catégories pâtisserie-confiserie et glaces-sorbets-crèmes glacées en 1976, il a créé une chocolaterie et le musée des arts du sucre et du chocolat de Cordes-sur-Ciel.

### Architecture
La riche histoire du Tarn lui permet de conserver un patrimoine bâti important. Deux sites sont inscrits au patrimoine mondial de l'UNESCO : la cité épiscopale d'Albi et l'église Notre-Dame-du-Bourg de Rabastens au titre des Chemins de Compostelle en France.
L'architecture ancienne se répartit en trois grands ensembles : la brique foraine, la pierre calcaire blanche et la pierre grise schisteuse ou granitique. La première domine dans la vallée du Tarn et secondairement dans celle de l'Agout. Elle donne des villes rouges à toiture en tuile canal de même origine et couleur. Dans les campagnes, la brique en terre crue, moins chère, est encore visible sur des constructions agricoles annexes. La pierre blanche domine les coteaux molassiques de l'ouest du département. Elle se taille bien pour encadrer les ouvertures et sert à orner les encadrements sur les maisons et églises en brique. La couverture est de tuile canal. Ponctuellement, la présence de grès rougeâtre permet de bâtir aussi, Cordes-sur-Ciel et Réalmont en sont des exemples. La partie orientale du Tarn est en pierre grise. Proche de la région de l'argile, les toitures sont en tuiles, mais dans les Monts de Lacaune, l'ardoise donne une unité grise. Le granite permet des encadrements d'ouverture de grande taille et solides.
De nombreuses habitations de ville anciennes sont à colombage dans toutes les zones. Elles témoignent d'une époque où le bois était le matériau le plus abordable.

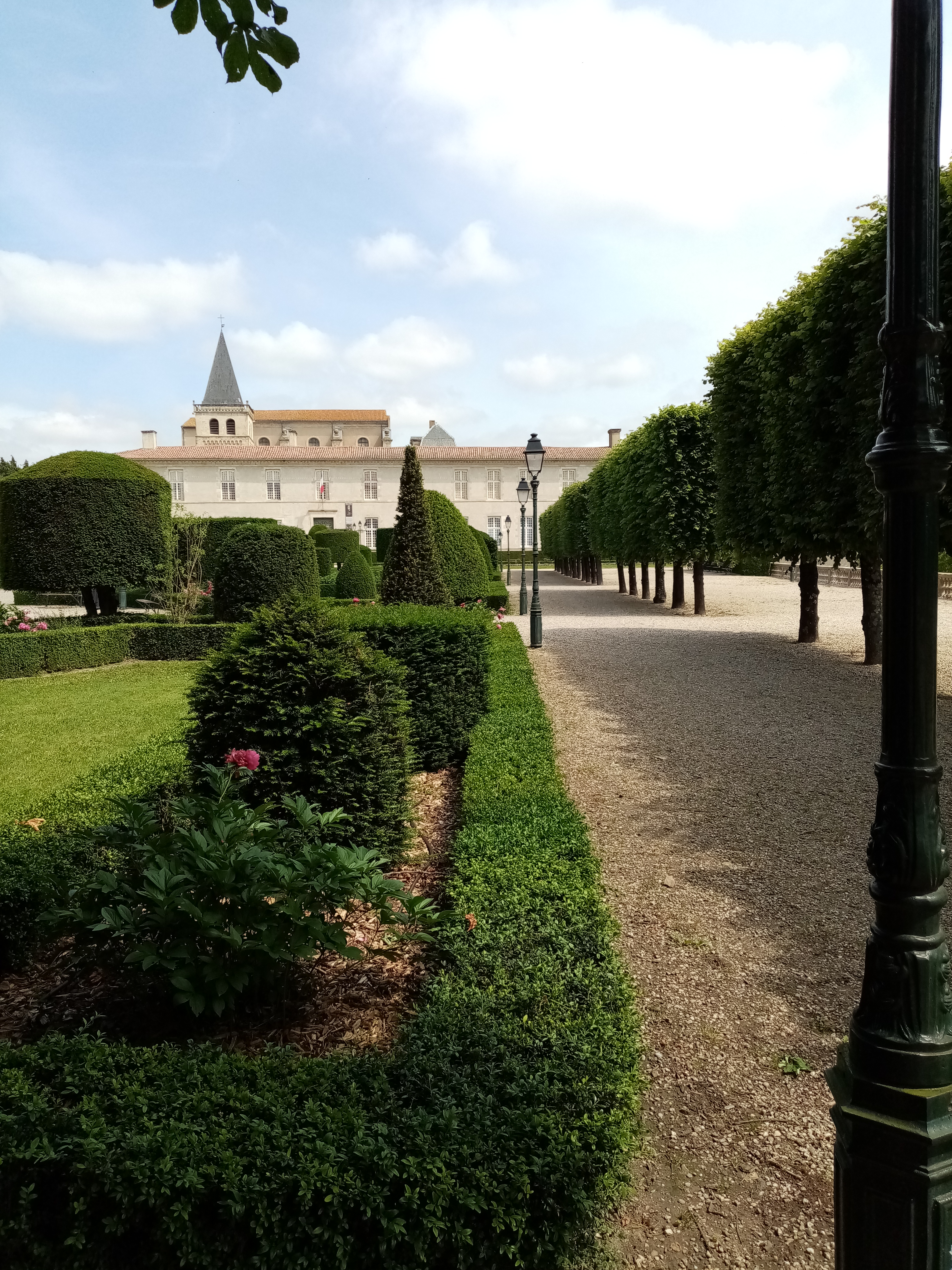
Evêché de Castres construit au XVIIe siècle par Jules Hardouin-Mansart et André Le Nôtre.
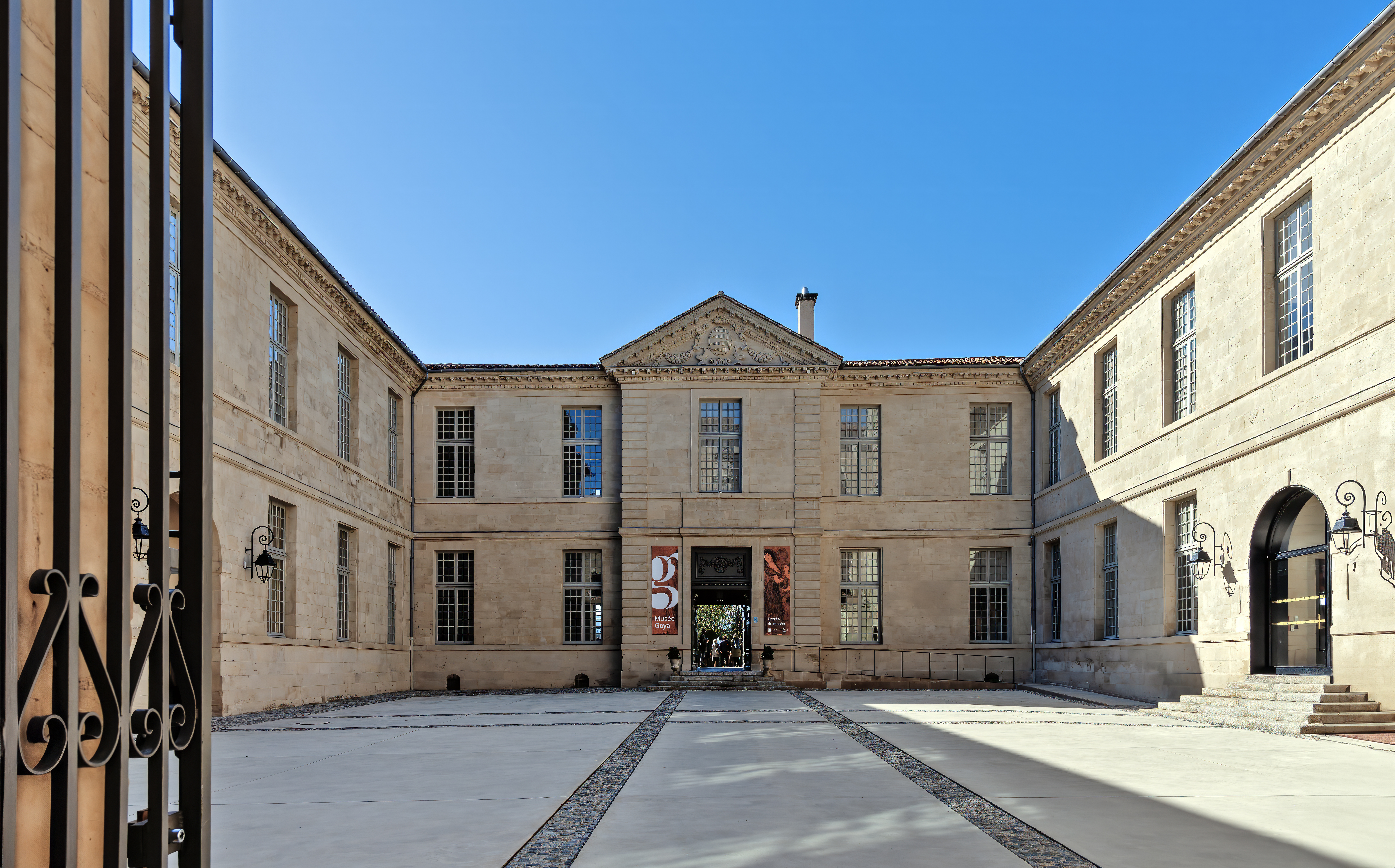
Palais épiscopal de Castres abritant le Musée Goya depuis 1947.
Pont vieux d'Albi mêlant pierre et brique.
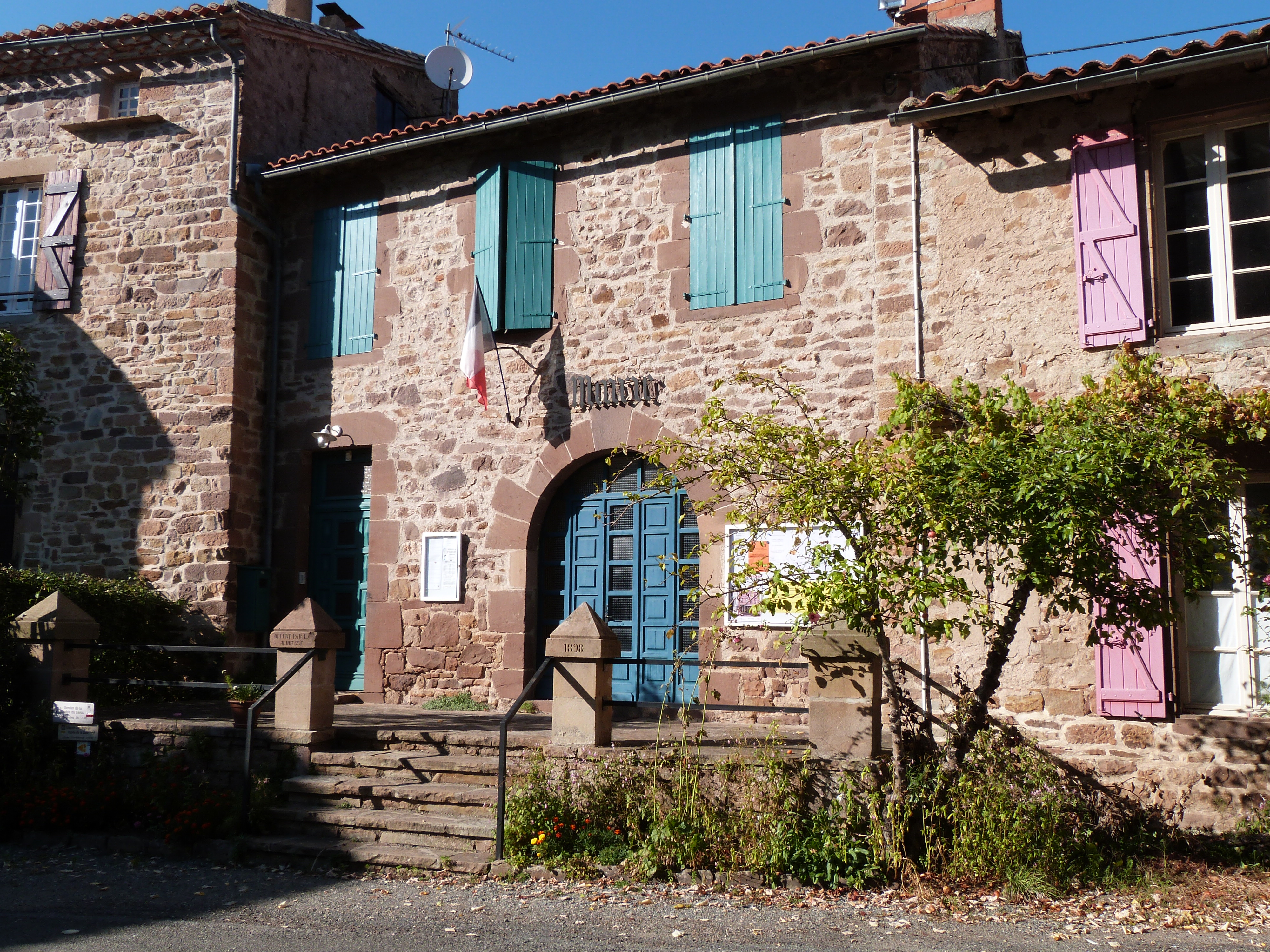
Habitat traditionnel villageois en grès rouge à Salles
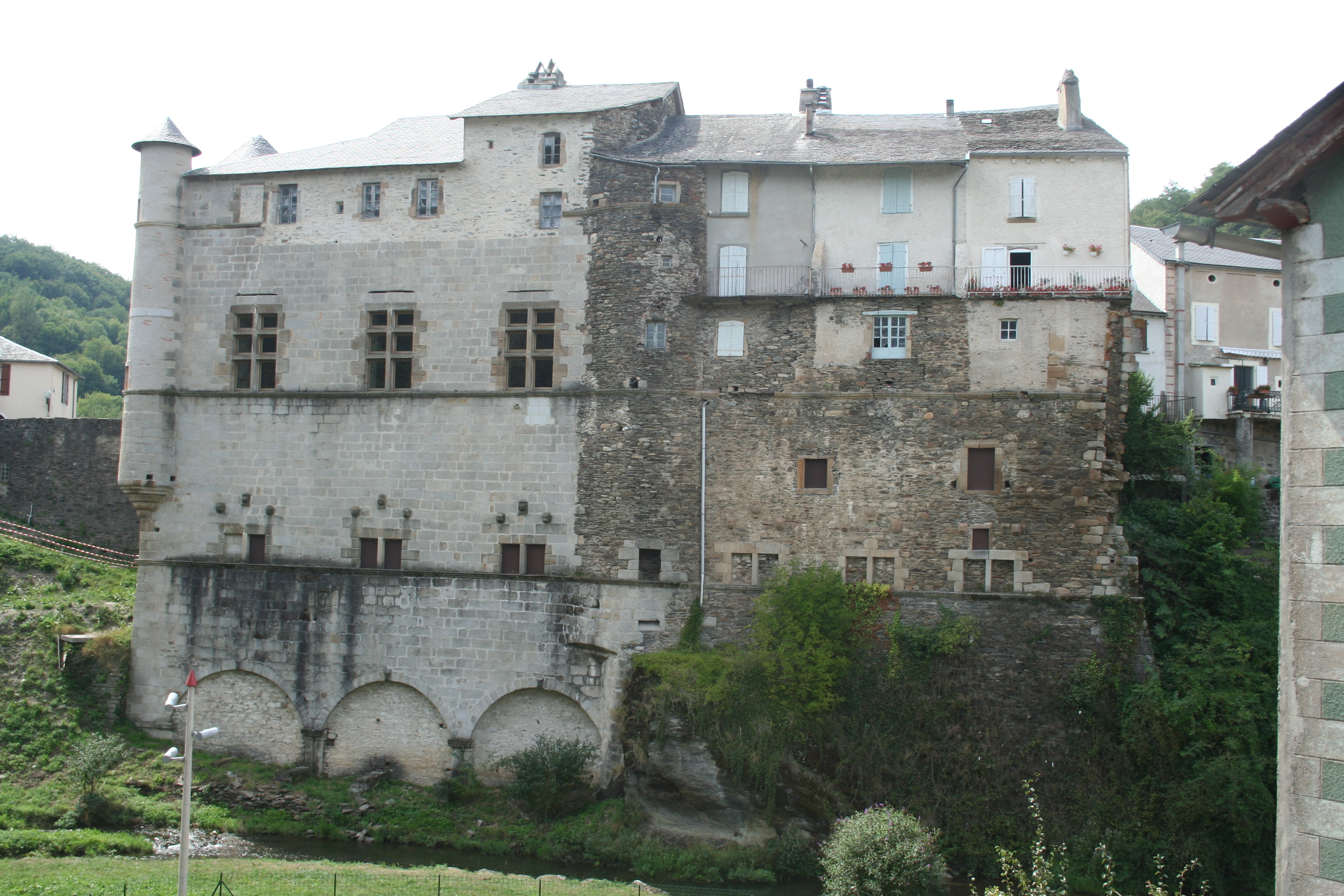
Château de Lacaze mêlant schiste, granite et toiture en ardoise.
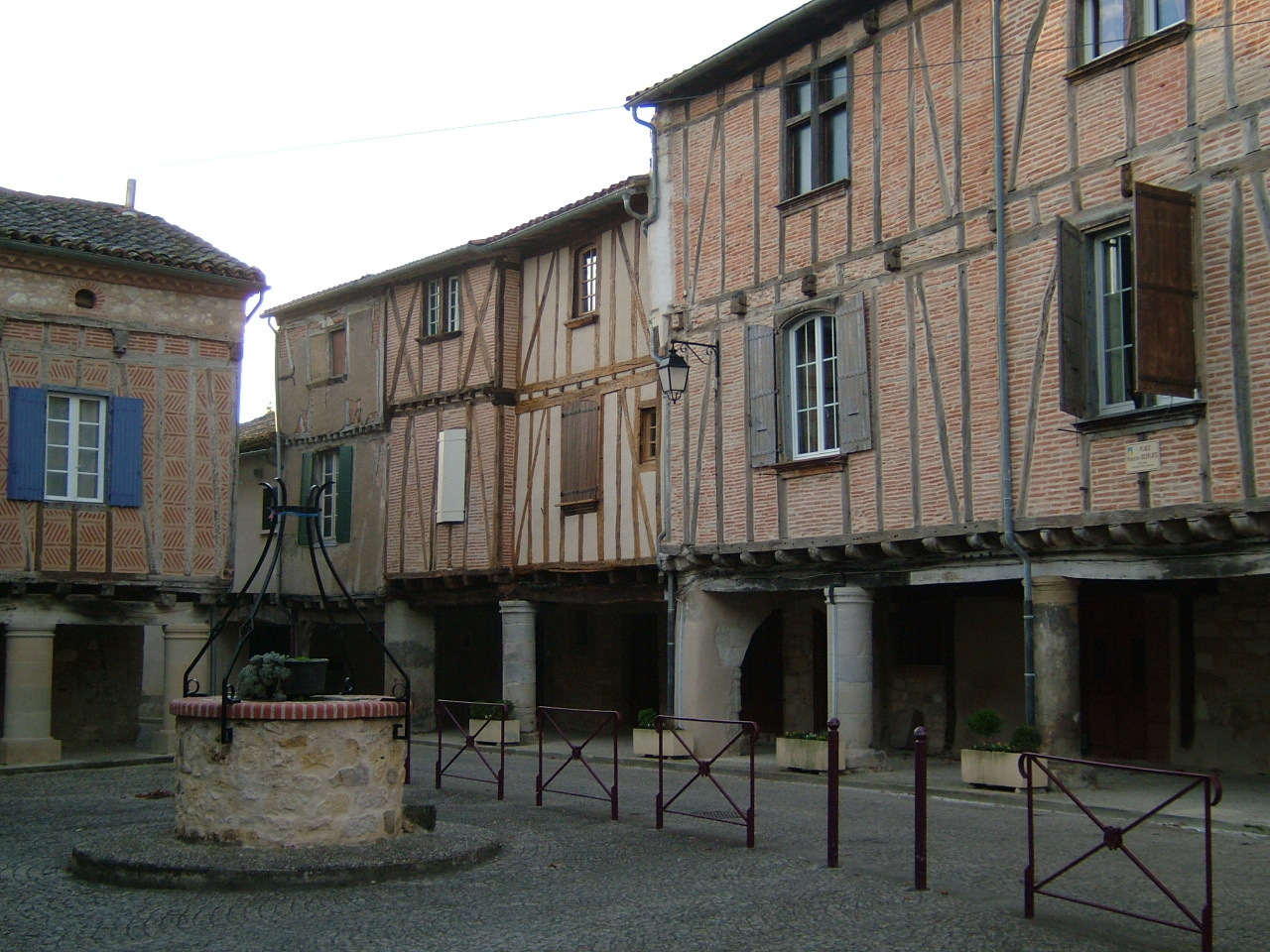
Maisons à colombage à Montdragon.
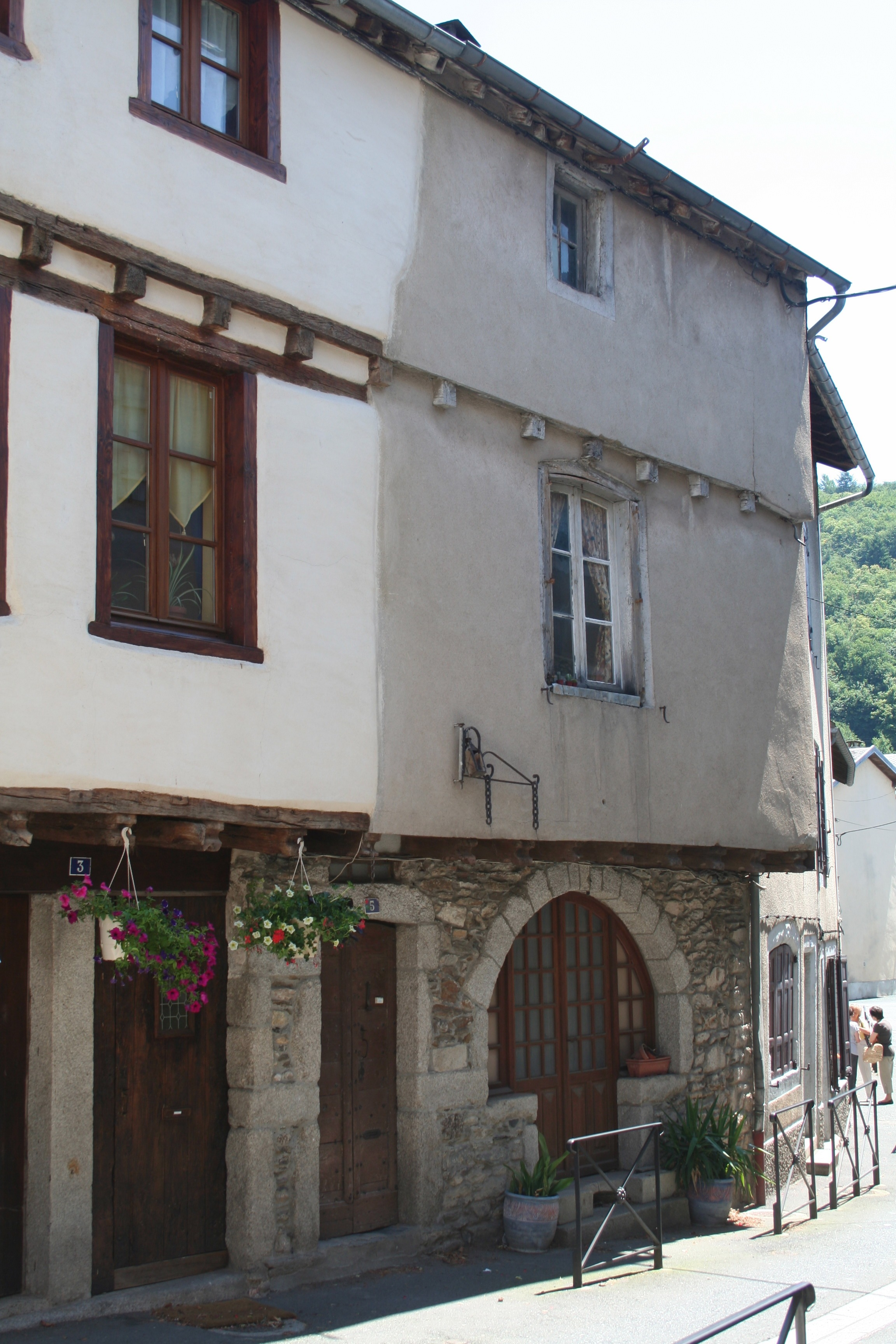
Ossature bois à Brassac.

Plus récemment, la révolution industrielle a enrichi le patrimoine tarnais. Plusieurs de ces constructions sont distinguées par les monuments historiques : le viadur ferroviaire du Viaur dû à l'ingénieur Paul Bodin, la Centrale électrique de la mine de charbon de Carmaux ou la Centrale hydroélectrique n° 1 du Saut du Tarn à Saint-Juéry. Des travaux d'aménagements ont modifié le centre-ville d'Albi au XIXe siècle à la suite des plans de Jean-François Mariès, comme l'ouverture de la place Jean-Jaurès à Castres pour créer un espace urbain non bâti.
Quelques éléments d'architecture contemporaine ont été construits. À Albi, le quartier des cordeliers est la zone avant-gardiste de la ville. Il comporte la médiathèque Pierre-Amalric due à l'architecte Pierre Brunerie et inaugurée en 2001. De l'autre côté de la rue, un complexe regroupe un théâtre et un cinéma. Le bâtiment dessiné par Dominique Perrault est mis en service en février 2014.

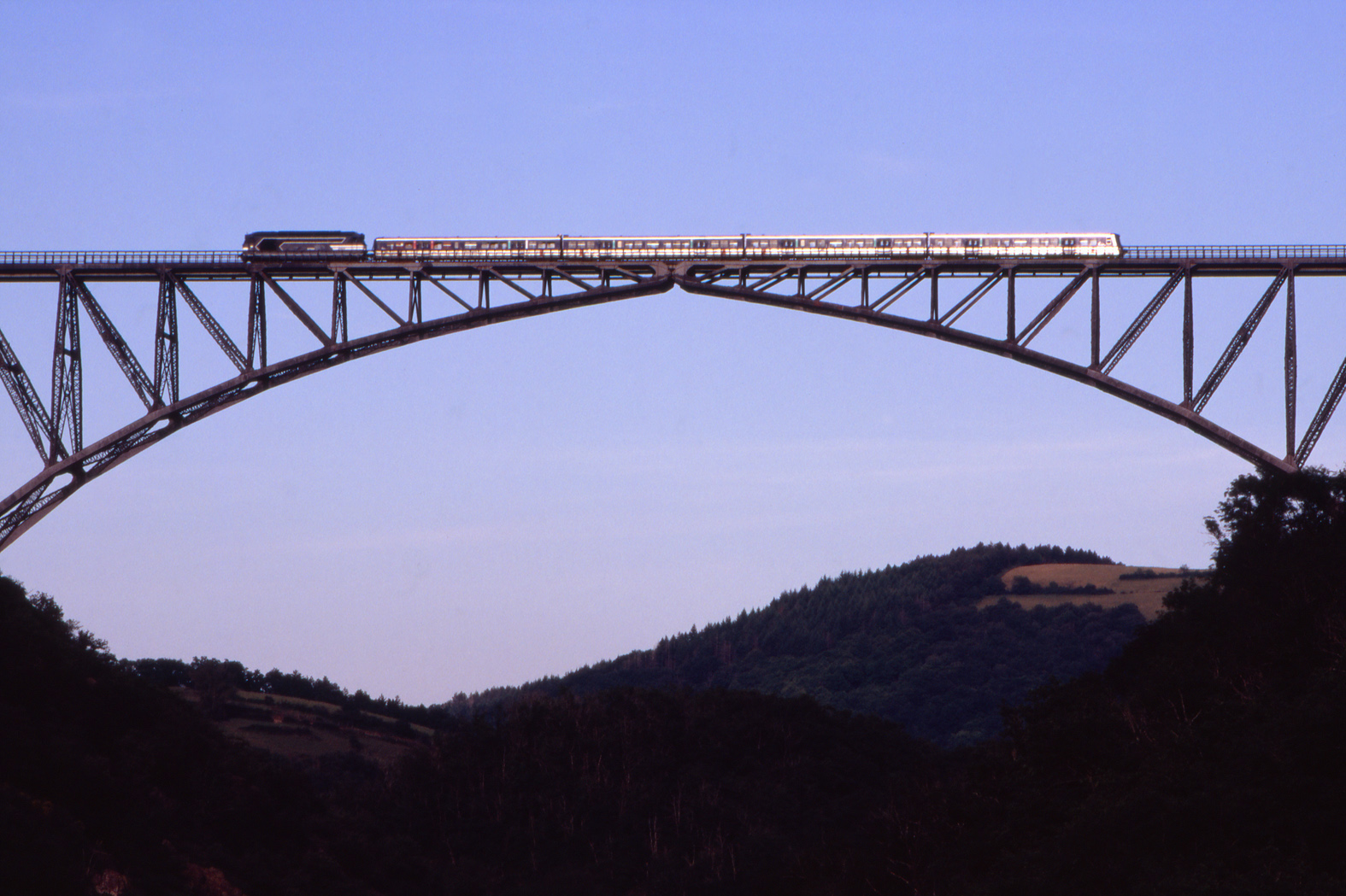
Viaduc du Viaur.
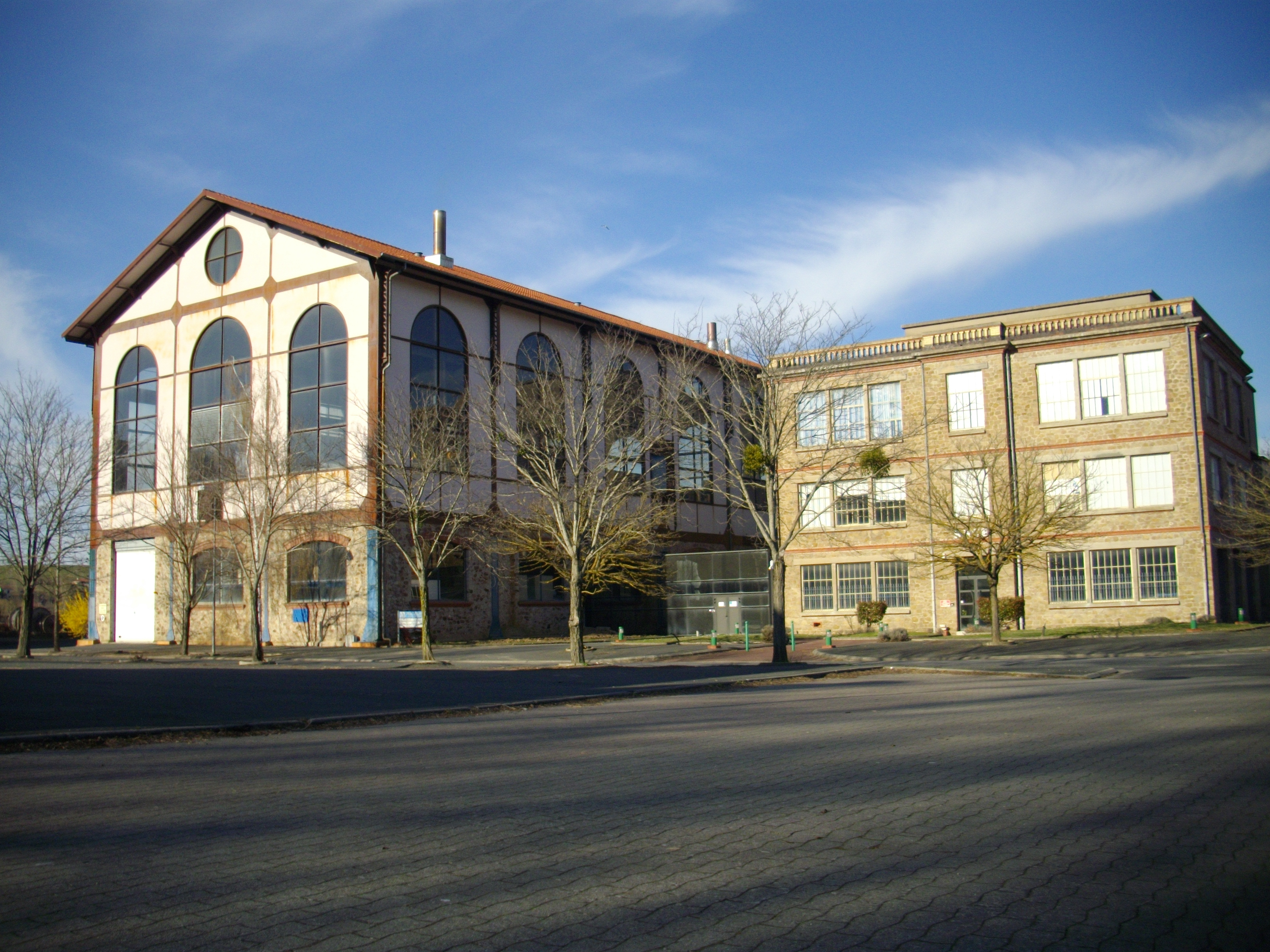
Centrale électrique de Carmaux.
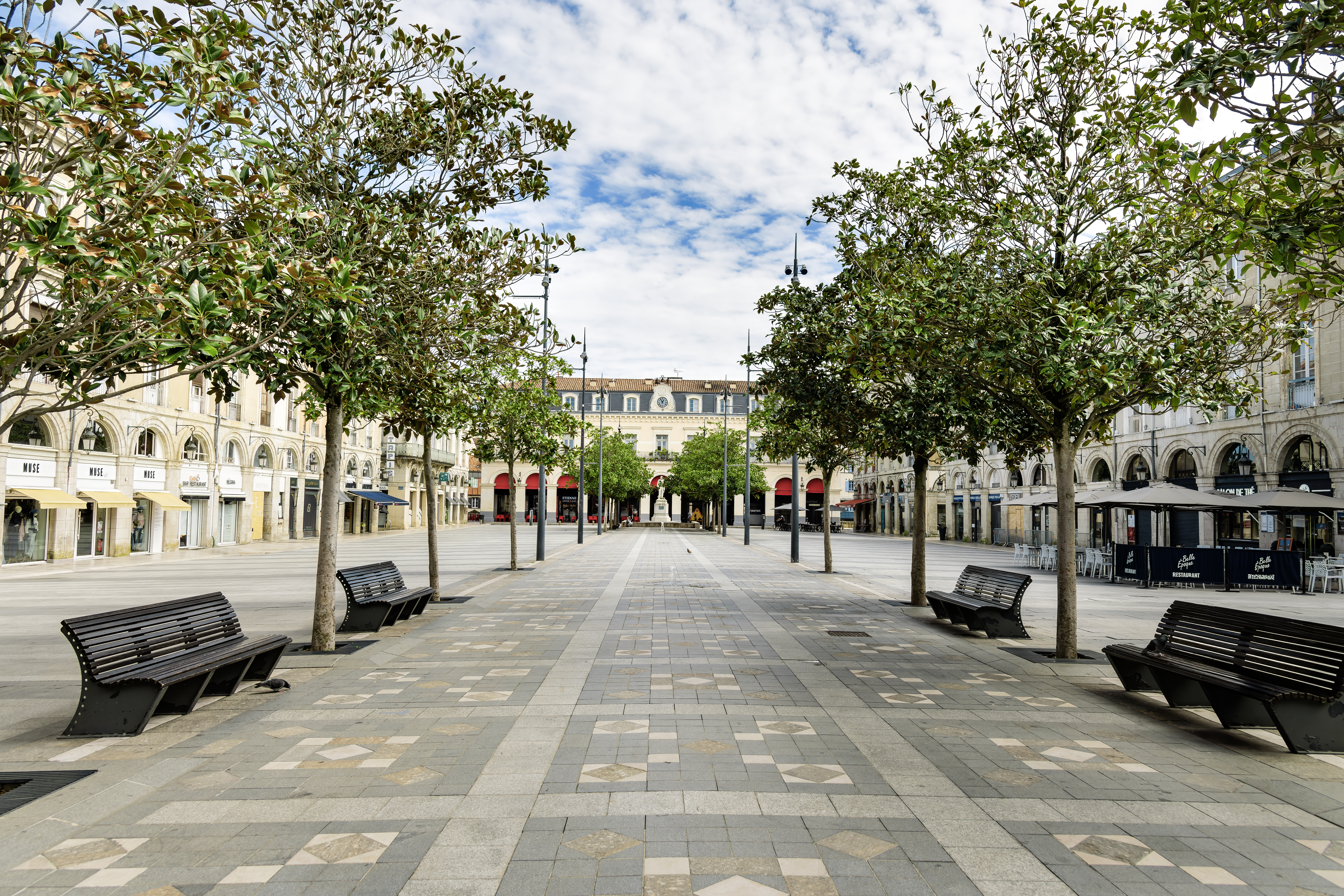
Place Jean-Jaurès de Castres.
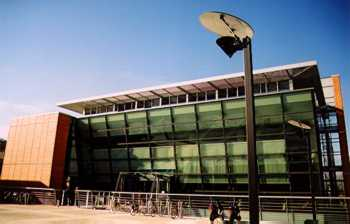
Médiathèque Pierre-Amalric d'Albi.

Jules Hardouin-Mansart, architecte, et André Le Nôtre, jardinier du roi, ont dessiné le palais épiscopal et les jardins de l'Évêché de Castres. Jean-François Mariès est connu pour avoir écrit une lettre demandant l'abandon de la démolition de la cathédrale d'Albi décidé sous la Révolution, puis pour avoir initié des travaux d'aménagement du vieil Albi. Pierre Amalric, Albigeois d'adoption, a été mécène de la préservation du centre ancien d'Albi et initiateur de l'association pour la sauvegarde du vieil Alby. Charles Portal a fait un gros travail d'historien et de préservation du patrimoine bâti de Cordes-sur-Ciel. Il est à l'initiative de la création de l'association des amis du vieux Cordes et du musée qui porte son nom.

### Littérature

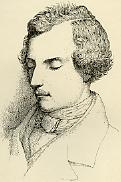
Maurice de Guérin.

Outre les écrivains de langue occitane, le Tarn a vu naître des plumes de langue française. Au XVIIe siècle, l'académie de Castres, puis début XVIIIe siècle au salon littéraire de l'écrivain Antoinette de Salvan de Saliès, les auteurs contemporains sont lus, commentés et stimulent les plus hardis à proposer leurs textes. Joseph Vaissète né à Gaillac, participe à la rédaction de la monumentale histoire générale de Languedoc.
Maurice de Guérin, poète et écrivain, a laissé quelques œuvres méconnues pourtant louées par Charles-Augustin Sainte-Beuve ou George Sand. Sa sœur, Eugénie, a laissé un journal et sa correspondance avec son frère. Des érudits tarnais incluent Balzac, dont le père, Bernard-François Balssa, était natif de Montirat dans la vallée du Viaur. Marcel Marchandeau est un poète gaillacois. Henri Pascal de Rochegude, homme de lettres, a légué son château à la ville d'Albi avec sa bibliothèque. Michel Folco est un écrivain contemporain.
Les bibliothèques sont nombreuses. Initialement reliées par la bibliothèque départementale permettant de mutualiser les collections, elles ont été reprises par les intercommunalités sous le vocable de médiathèque, ajoutant presse et outils vidéo à l'édition papier classique.
Jean Noël Dominique Escande (1933-2016), écrivain, historien, a collaboré a plusieurs ouvrages collectifs (La Chartreuse de Saix, Jean Valette, la cuisine tarnaise...), a publié des articles dans les revues locales (Sud-Tarn tribune, Les cahiers tarnais, la revue du Tarn...) et a fait paraitre, d'après des correspondances inédites, plusieurs ouvrages sur l'histoire dans le Tarn ( "Escoussens sous la royauté", "Escoussens sous la révolution", "Le Languedoc en Carmagnole", "Les papiers d'Anarcharsis Combes", " Le Vent du Boulet", "Le Journal de Mathieu", " l'Enfance de Clément") disponibles aux Éditions Château d'Escoussens.

### Peinture et sculpture
Raymond Lafage, dessinateur et graveur, est né à Lisle-sur-Tarn où un musée lui est consacré.
Henri de Toulouse-Lautrec a son musée au palais de la Berbie d'Albi. Marcel Briguiboul est l'initiateur du musée Goya de Castres. Jules Cavaillès appartient au mouvement des peintres de la réalité poétique.
De nombreuses sculptures ornent places, rond-point et square, mettant à l'honneur la gloire locale. Casimir Ferrer est un artiste contemporain dont de nombreuses œuvres ornent les villes du Tarn. Le musée des beaux-arts de Gaillac présente une collection de peintures d'artistes locaux : Firmin Salabert, élève d'Ingres, Raymond Tournon (père) et ses fils Georges et Raymond.
Casimir Ferrer, peintre et sculpteur né à Trébas, a installé son atelier à Saint-Juéry. Une de ses œuvres, Le menhir, est visible sur la commune de Saint-André.
Jean Noël Dominique Escande (1933-2016), dessinateur, peintre.

### Musique

#### Musiciens
Daniel Loddo et la Talvera militent en musique pour la conservation du patrimoine occitan. Claire, du duo féminin d'accordéon burlesque Les Délinquante, est albigeoise.
François Sudre, professeur de musique du XIXe siècle a créé la méthode solresol. Pierre Boussaguet est un contrebassiste de jazz.

#### Festivals
Festival Pause Guitare à Albi, Été de Vaour, Musique des Lumières à Sorèze, Summer Festival à Blaye-les-Mines...

### Cinéma et théâtre
Éric Carrière (humoriste), membre du duo Les Chevaliers du Fiel, est né à Gaillac.
Fleur Geffrier, actrice de cinéma et de télévision, est originaire de Rabastens.

### Sciences

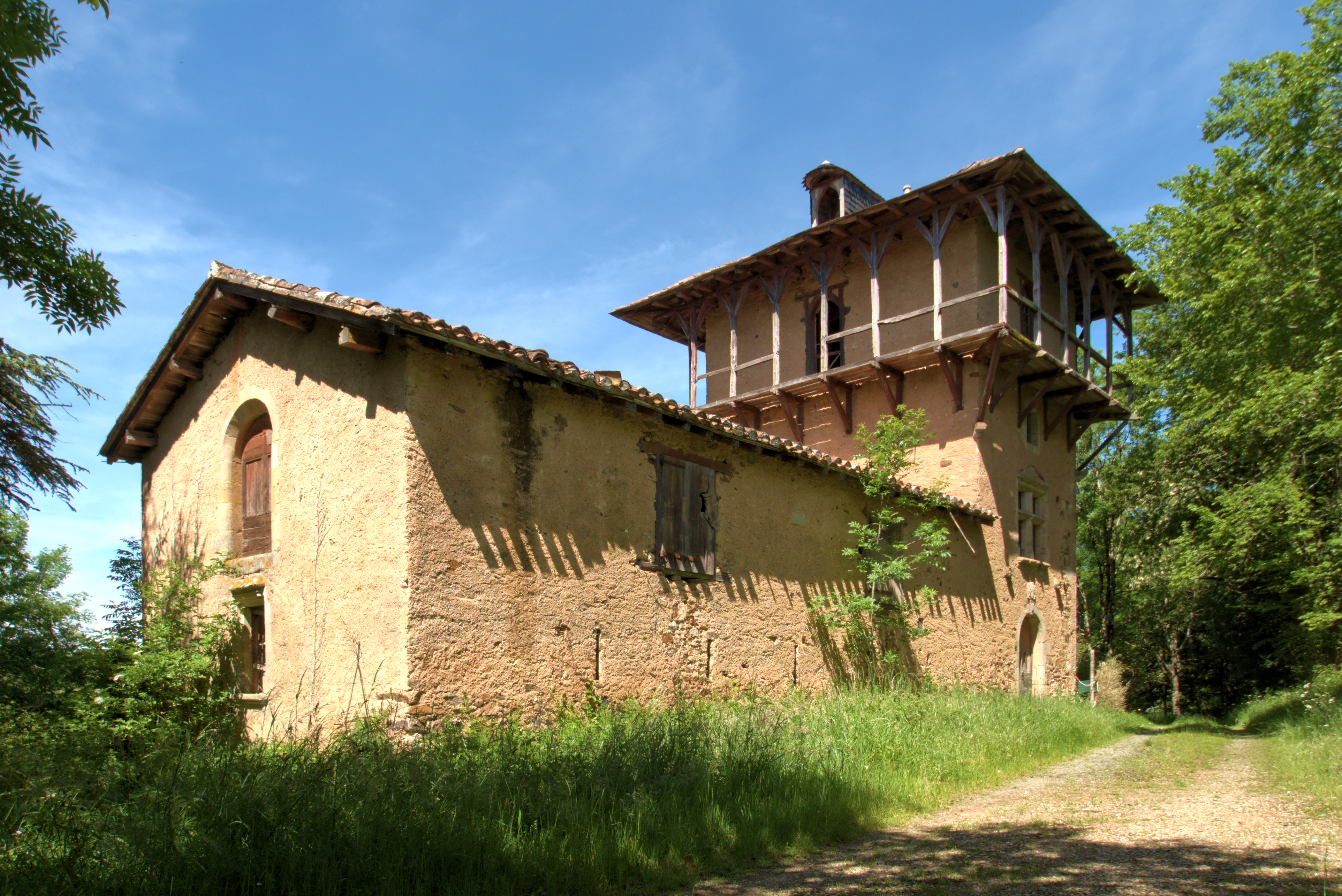
Tour d'observation du château de Castelfranc.

Guillaume de Nautonier de Castelfranc est un astronome et géographe protestant. Il a construit un observatoire astronomique dans son château de Castelfranc.
De nombreux médecins tarnais ont marqué leur époque. Un des plus anciens connus est Barthélémy Cabrol, chirurgien de Henri IV, puis Pierre Borel au XVIIe siècle. Au XIXe siècle, Philippe Pinel a jeté les bases de la psychiatrie et l'hôpital de Lavaur porte son nom. À la même époque, Antoine Portal, médecin de Louis XVIII, impulsa la création de l'académie de médecine. Au cours du XXe siècle, Pierre Amalric a été un ophtalmologue de réputation mondiale, faisant progresser sa science grâce entre autres à des congrès organisés à Albi. Il a aussi œuvré à la préservation de la vieille ville d'Albi. Toujours dans les métiers de la santé, Pierre Fabre, pharmacien castrais a créé les Laboratoires Pierre Fabre, entreprise de pharmacie et cosmétique.
L'expédition de Lapérouse partie en 1786, avait une mission scientifique d'exploration. Elle emmenait des botanistes et zoologistes chargés de noter les êtres vivants rencontrés et devait reconnaître les limites des côtes de l'Océan Pacifique et des archipels qui l'occupent. Jean-François de Lapérouse était leur chef, choisi pour ses qualités humaines et son expérience de la navigation. Paul de Viviès est un météorologue qui mena en 1949, une expédition dans les terres australes et antarctiques françaises, notamment sur l'île Amsterdam où une base scientifique porte son nom. Jean-Louis Étienne, médecin et aventurier, est un explorateur des régions désertiques et un scientifique préoccupé d'environnement. Il a mené des expéditions entre 1986 et 2010.
À partir des débuts de l'aviation, mécaniciens et pilotes explorent les airs. Deux Tarnais firent partie des débuts de l'aéropostale : Gaston Vedel, aviateur ou Louis Cavaillès, mécanicien.

### Cultes

#### Catholique
L'Église catholique dans le Tarn comporte trois cathédrales à Albi, Castres et Lavaur, issues de l'ancienne organisation à trois diocèses. Seule celle d'Albi est le siège de l'archidiocèse du Tarn. De nombreuses églises représentent les paroisses. Chaque commune a au moins la sienne.
Joseph Vaissète, moine né à Gaillac, est connu pour sa participation à la rédaction du monumental ouvrage Histoire générale de Languedoc. Émilie de Vialar a fondé les sœurs de Saint-Joseph-de-l'Apparition, Victor-Félix Bernadou fut cardinal et Antoine Gaubil missionnaire.
Jean-Joseph Moussaron, archevêque d'Albi de 1940 à 1956, a initié la béatification de Jeanne-Émilie de Villeneuve et a été reconnu Juste parmi les Nations pour son action sous l'Occupation.

#### Protestants
Historiquement, le sud du département est un bastion du protestantisme. Cette implantation de longue date se présente sous la forme de la présence de temple dans de nombreuses communes, même petites. Les églises évangéliques, réformée.
Quelques protestants tarnais sont passés à la postérité. Guillaume de Nautonier de Castelfranc est un pasteur et astronome. Jean de Ligonier, protestant castrais, a fui les persécutions à 20 ans. Accueilli en Angleterre, il est devenu officier de son armée. Les affaires Calas et Sirven, portées par Voltaire, ont défrayé la chronique des années 1760-1765, obligeant la justice à plus de retenue contre les protestants.
Quelques pasteurs du XIXe siècle ont marqué l'histoire ou la philosophie de leurs écrits en plus de leur ministère : Daniel Moziman, Camille Rabaud ou Héliodore Jospin.

#### Musulman
Cette religion récente dans le Tarn est essentiellement liée à l'immigration de travailleurs issus de l'Afrique du Nord au XXe siècle. Des mosquées et lieux de prière sont implantés dans les villes d'Albi, Aussillon, Castres, Gaillac, Graulhet, Labruguière, Lavaur, Mazamet et Saint-Juéry.

### Israélite
Il n'a a pas de synagogue dans le Tarn, les plus proches étant à Toulouse et Montauban.

#### Autres

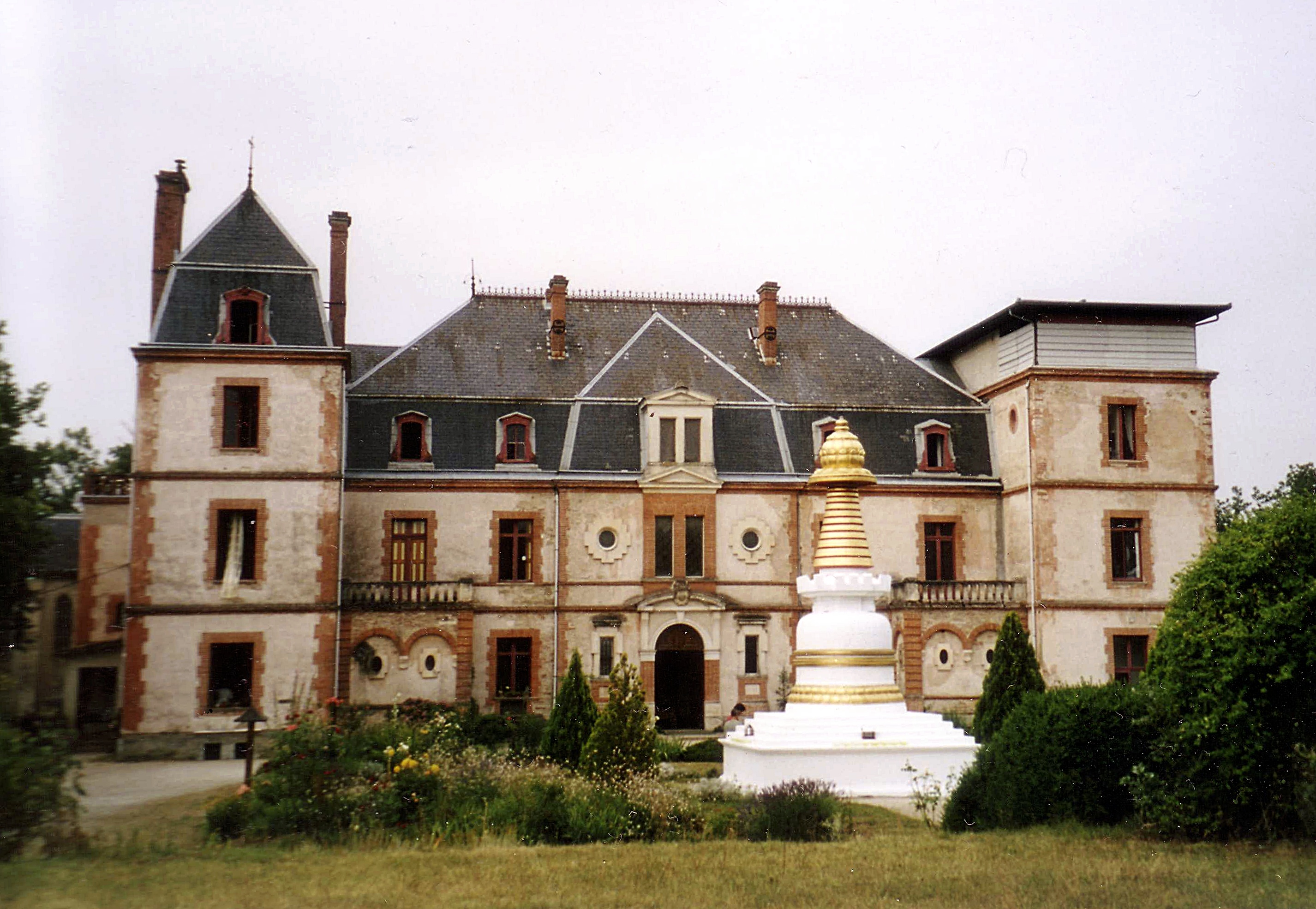
Institut.

L'Institut Vajra Yogini, à Marzens est un centre bouddhique. Dans la commune voisine de Labastide-Saint-Georges, le monastère Nalanda accueille des moines. Les deux sites sont des représentants de la tradition Gelugpa, la plus récente des quatre écoles du bouddhisme tibétain.

## Sport
‌

### Rugby à XV
Le Castres olympique est quintuple champion de France de 1re division (1949, 1950, 1993,, 2013 et 2018), triple vice-champion de France (1995, 2014 et 2022).
Le CO termine également premier de la saison régulière en 2001 et en 2022.
Le CO est champion de France du groupe B en 1989, vainqueur de la coupe de France en 1948, du Challenge Sud-Radio et du Bouclier européen en 2003.
L'US Carmaux est champion de France de 1re division en 1951 de 2e division en 1972 et de 3e division en 1995.
Le SC Mazamet est vice-champion de France en 1958 et remporte le challenge Yves du Manoir cette même année.
C'est le seul club du département à avoir remporté ce trophée.
Le SC Graulhet club phare du département devant le SC Albi et le Castres olympique de 1976 à 1988 est champion de France de groupe B (1991). Le SCG termine notamment premier de la saison régulière du championnat de France de première division en 1965 et 1968.
Le SC Albi devient notamment champion des Pyrénées en battant le champion de France en titre le Stade toulousain en 1926, club axé sur la formation qui a récemment vu éclore Adrien Seguret champion du monde junior en 2018.
Enfin l'union athlétique gaillacoise ou l'ASV Lavaur ont aussi une équipe connue.
La liste non exhaustive de joueurs nés dans le Tarn et ayant porté le maillot de l'équipe de France de rugby à XV montre que le département est une terre de formation de grands joueurs : Daniel Revallier, Alexandre Albouy, Jean-Marc Aué, Yannick Jauzion, Clément Poitrenaud, Yannick Caballero, Geoffrey Palis, Thomas Ramos. Chez les femimines, Safi N'Diaye .
Le club de Gaillac a donné le nom de Bernard Laporte au stade Laborie en 2003, et celui de Castres a donné le nom de Pierre Fabre au stade Pierre-Antoine en 2017.

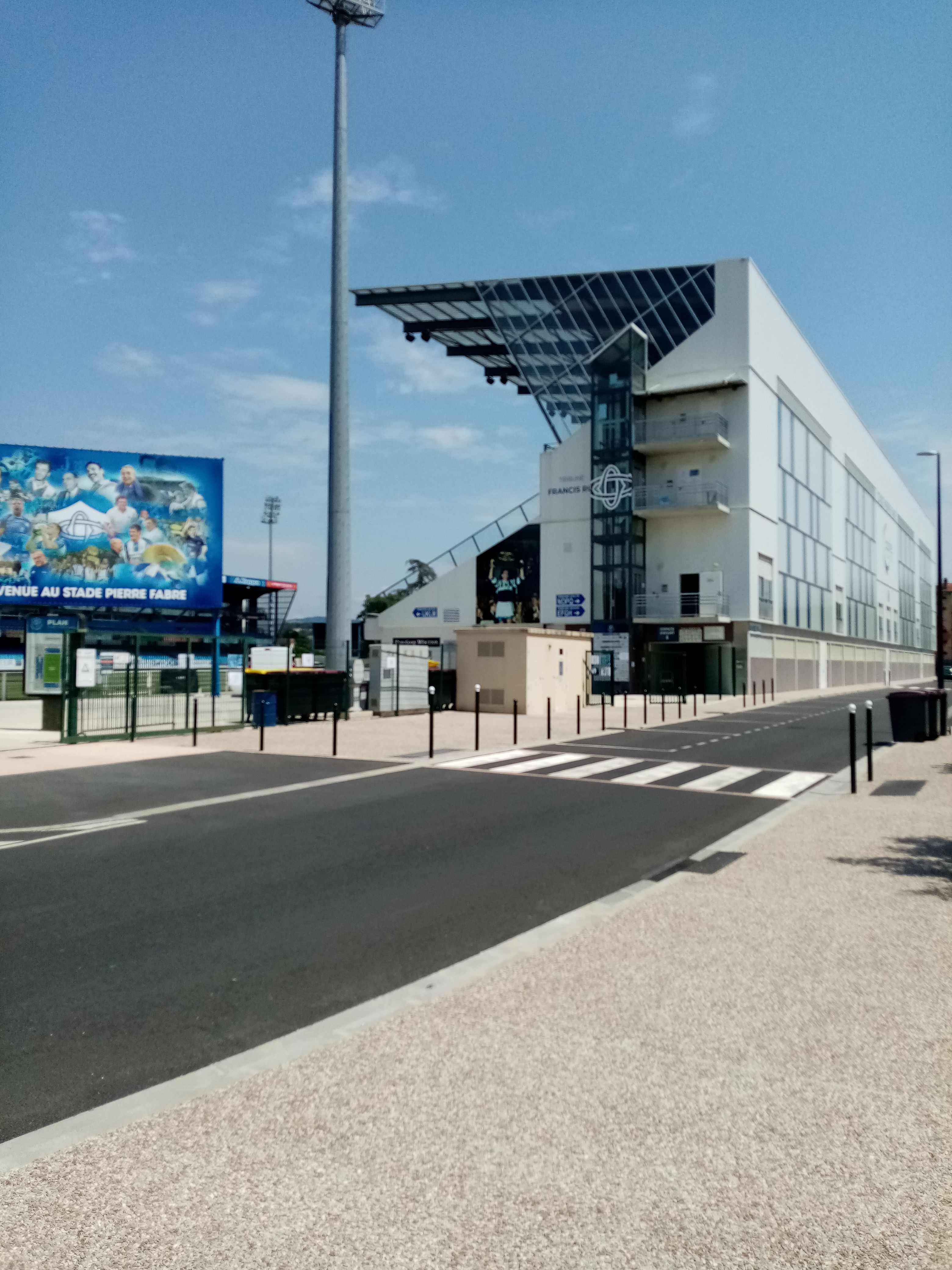
Stade Pierre-Fabre à Castres où évolue le CO en Top 14 et Coupe d'Europe
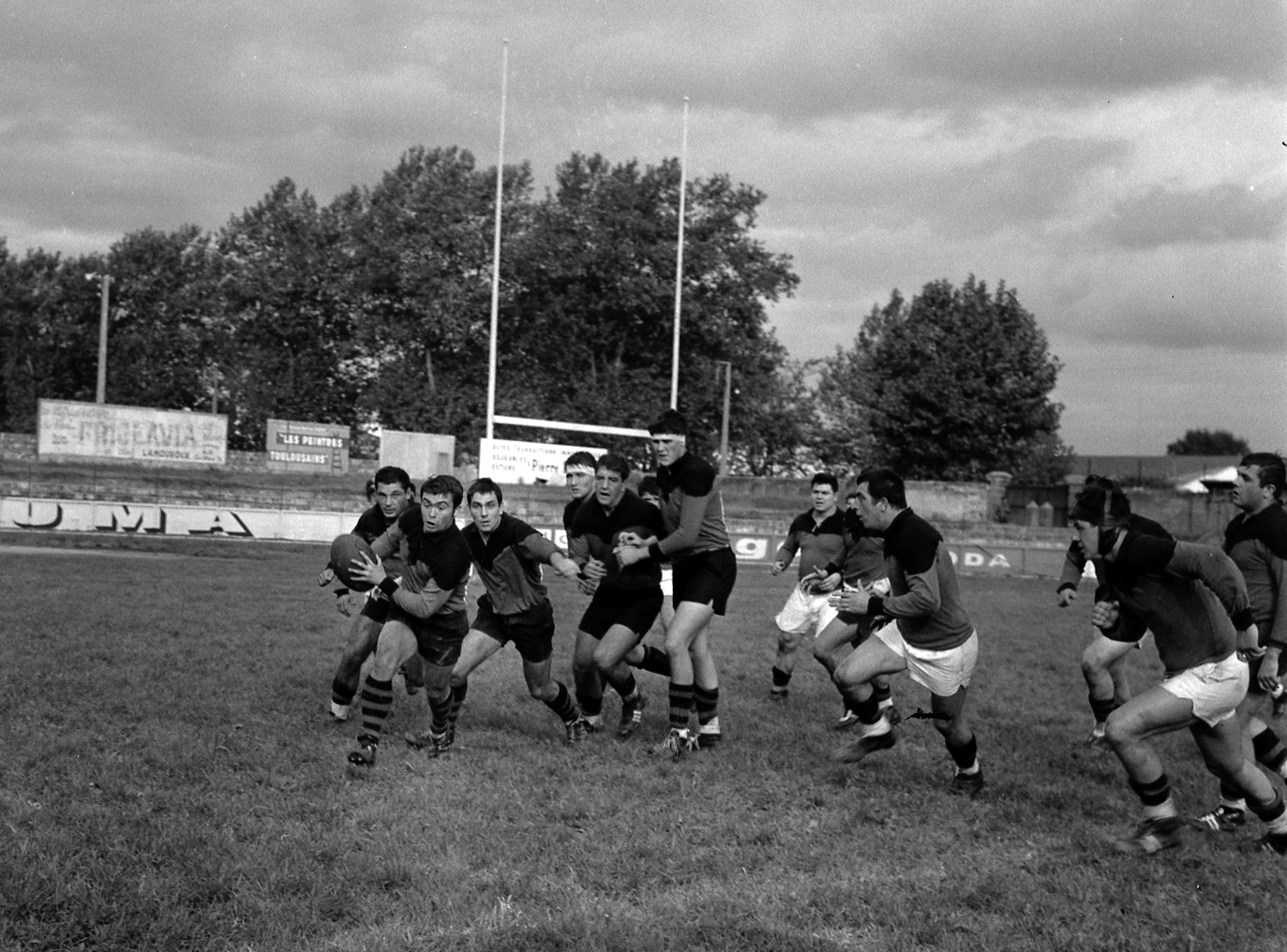
Victoire de l'US Carmaux à domicile sur le Stade toulousain 15-0 en Championnat de France 1967.
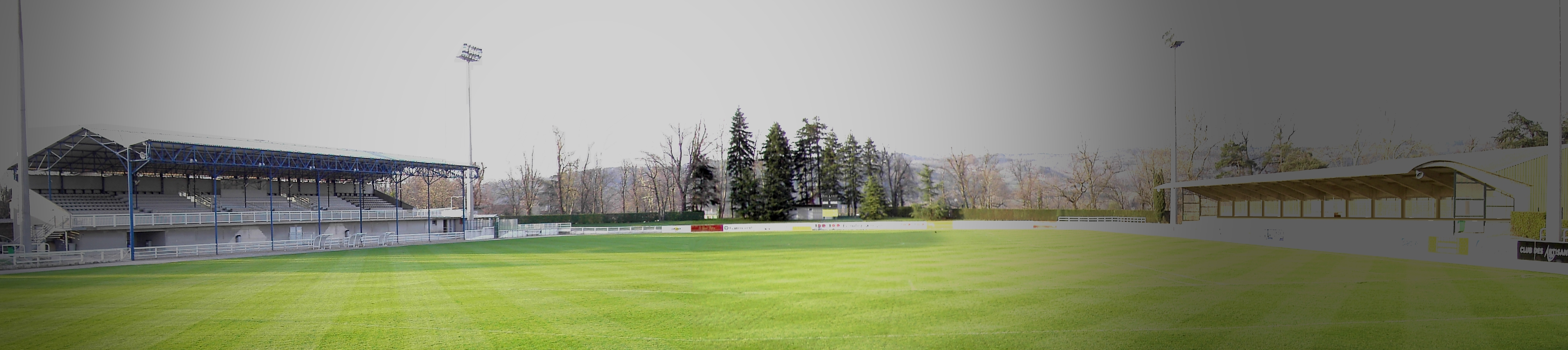
Stade Lucien-Mias du SCM à Mazamet.
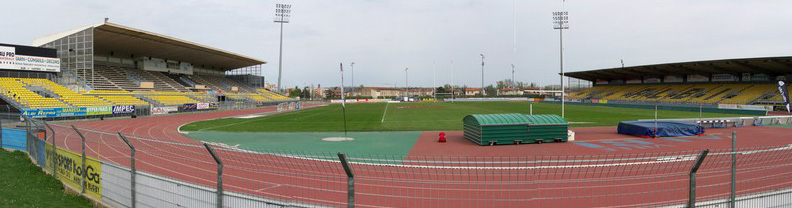
Vue panoramique du Stadium municipal d'Albi.

### Rugby à XIII
Le club Albi Rugby League XIII a remplacé le Racing Club albigeois XIII en 2008. Ce dernier a longtemps constitué l'un des clubs les populaires comme en témoigne les cinq titres de Championnat de France remportés en 1938, 1956, 1958, 1962 et 1977, ainsi qu'une Coupe de France en 1974.
Le Racing Club Lescure-Arthès XIII a été champion en élite 2 en 1991.
Réalmont XIII, Marssac rugby XIII, Racing club Valdériès XIII, XIII Saint-Pierrais sont d'autres clubs départementaux.

### Football
L'ASPTT féminines dispute le Championnat de France de première division pour la première fois. Ce club a connu une brève heure de gloire lorsque Stephanie Roche, joueuse d'Albi, a vu un de ses buts arriver en deuxième place du Prix Puskás de la FIFA 2014 du plus beau but mondial.
Le Lavaur Football Club devient en Juin 2023 le club référence du département avec ses seniors 1 en Régional 1 (seule équipe du Tarn). Son école de football a été récompensée par le label Excellence (médaille d’argent) et sa section féminine par la médaille de bronze.
Le district du Tarn possède 19 écoles de football labellisées FFF.
Claude Puel natif de Castres, jouait en juniors au Castres Football Club quand il est remarqué par l'AS Monaco dont il intègre son centre de formation en 1977.
Nabil Taïder natif de Lavaur, commence le football à l'âge de six ans au Castres FC. Repéré dans les équipes de jeunes du Castres FC par Erick Mombaerts, il intègre le centre fédéral de préformation de Castelmaurou à l'âge de treize ans.
Guillaume Borne natif de Castres, commence le football à l'AS Lagarrigue, dans la banlieue de Castres, avant de rejoindre le Castres Football Club dans la catégorie benjamins. Lorsqu'il passe dans la catégorie 13 ans, il intègre le Centre de préformation de Castelmaurou.
À 15 ans, il intègre le Centre de formation du Stade rennais.
Saphir Taïder natif de Castres a joué au Castres FC et à l'US Albi avant d'intégrer le centre de formation du Grenoble Foot 38.

### Autres sports collectifs
Albi Volley-Ball - USSPA, Castres Volley-Ball

### Athlétisme

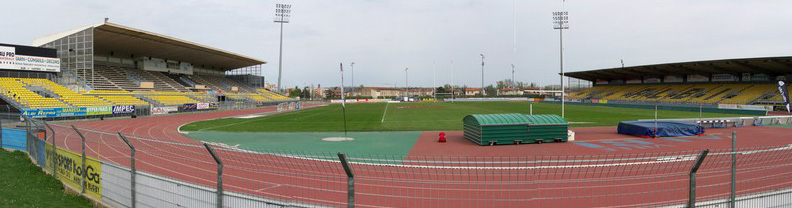
Stadium municipal d'Albi avec son terrain de rugby où évolue le SCA et sa piste d'athlétisme.

La piste d'athlétisme d'Albi accueille régulièrement des compétitions de haut niveau, organisées par l'ECLA Albi, le club local. Le Championnat de France 2011 a notamment vu Christophe Lemaitre battre le Record de France du 100 mètres en 9,92 s le 29 juillet 2011. En 2012, le DécaNation a permis au public albigeois de voir quelques médaillés se mesurer une semaine après les Jeux olympiques de Londres de 2012, notamment Renaud Lavillenie ou Justin Gatlin. Albi accueille une troisième fois les championnats de France élite en 2018 et le 7 juillet 2018, Ninon Guillon-Romarin ajoute un centimètre à son propre record de France du saut à la perche en décrochant son deuxième titre élite en plein air avec la marque de 4,73 m.
Le Marathon d'Albi ou la Ronde givrée du Sidobre sont des compétitions de plein air sur route.
Virginie Michanol (sprint) et Célia Perron (heptathlon) sont natives d'Albi et licenciées à l'ECLA Albi.

### Cyclisme

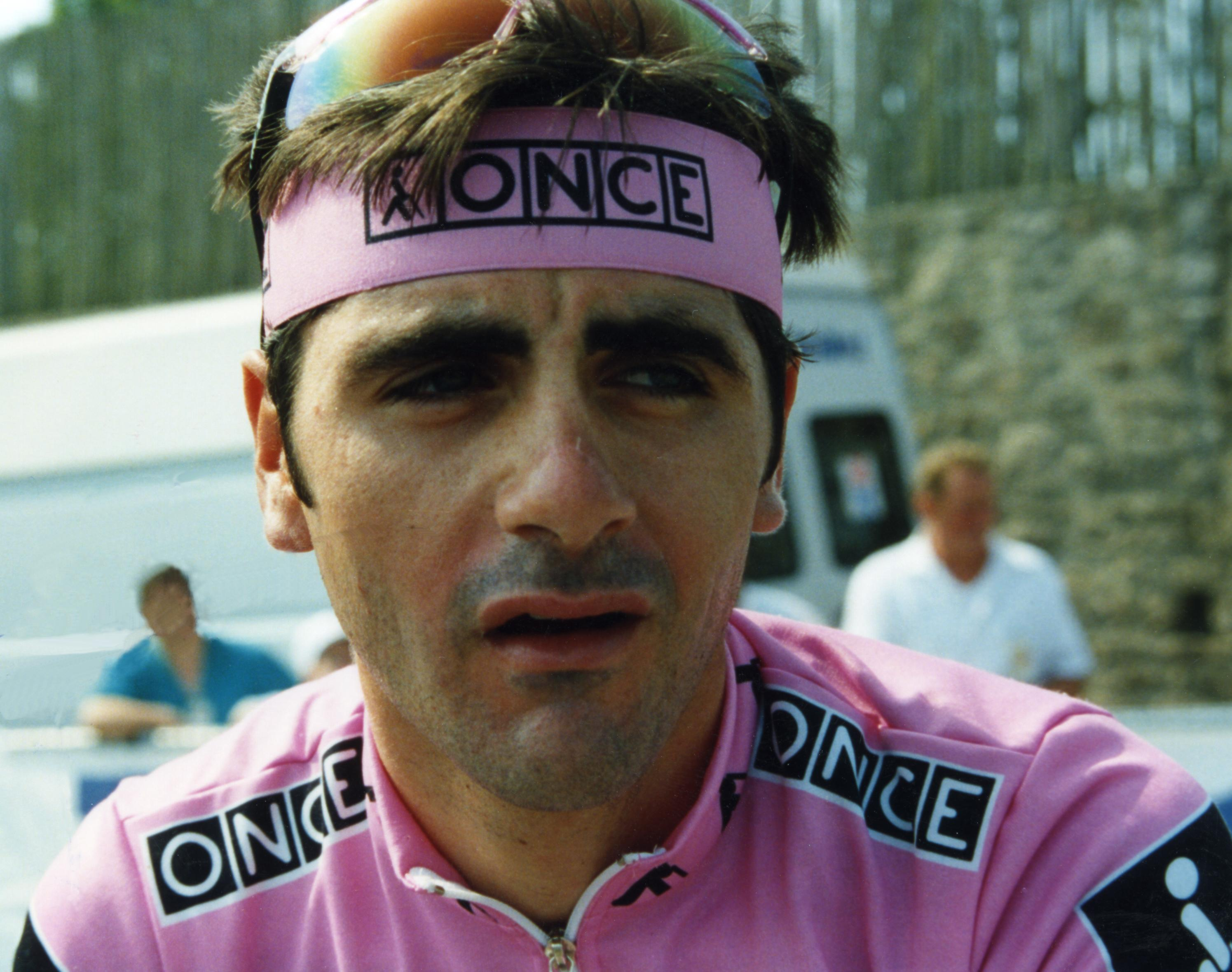
Le cycliste mazamétain Laurent Jalabert, commentateur sportif sur France Télévision.

Le relief varié du Tarn offre des routes variées pour la pratique du cyclisme, mais le département ne possède pas de vélodrome.
Le cyclisme de route a donné quelques grands champions comme le Castrais Jacques Esclassan, les frères de Mazamet Laurent Jalabert ou Nicolas Jalabert. Plus récemment on retrouve l'Albigeois Lilian Calmejane vainqueur d'étape sur le Tour de France. Le développement d'autres formes de cyclisme comme le cross ou la descente permet de varier les compétitions.

### Autres sports individuels
Le judo et le tennis sont des sports bien représentés et l'équitation est bien répartie dans tout le département, entre centre équestres ou tourisme équestre.

### Sports mécaniques
Le circuit des Planques, entre Albi et Saint-Juéry, a accueilli 17 grands prix de 1933 à 1955. L'actuel Circuit d'Albi du Séquestre l'a remplacé en 1959, le premier étant trop dangereux.
Les rallye Val d'Agout, rallye du Sidobre et rallye des Côtes du Tarn font partie de la coupe de France des rallyes.
| Sport           | Nombre de clubs | Nombre de licenciés |
| --------------- | --------------- | ------------------- |
| Athlétisme      | 20              | 2 136               |
| Cyclisme        | 13              |                     |
| Judo            | 40              | 2 766               |
| Karaté          | 25              |                     |
| Rugby à XV      | 37              |                     |
| Tennis          | 51              | 5 762               |
| Tennis de table | 11              |                     |

## Transports

### Routier

#### Réseau
Le réseau routier était de près de 11 900 km en 2012 réparti en 40 km d'autoroute, 105 de routes nationales, 4 130 km de routes départementales et 7 600 km de voies communales.
L'artère principale du département est l'axe Toulouse-Lyon via la A68 (et la RN88 entièrement en 2x2 voies dans le département) desservant Saint-Sulpice, Gaillac, Albi et Carmaux. Depuis les années 1990, le pôle Castres-Mazamet constate le développement économique du nord du département grâce à cette autoroute et se sent écarté. Un projet d'axe A68-Puylaurens-Castres se met en place. Après 20 ans d'évolution du projet, de recherche de financement, de choix du parcours et de consultations, en 2015, le dossier est bouclé. Seule l'enquête publique reste à venir avant le début des travaux, même si les détracteurs soutenus par des candidats aux élections départementales continuent à mobiliser contre le projet. Le 12 septembre 2022, le Conseil national de la protection de la nature rend un avis défavorable sur le projet d'autoroute A69, l'objectif de démarrer les travaux en 2023 est cependant maintenu.

#### Transports en commun
Le conseil général a favorisé la réalisation d'un transport d'autobus public départemental, nommé Tarnbus. Pour réduire le nombre de véhicules sur les grands axes, des aires de covoiturage ont été mises en place, en particulier aux bretelles d'accès de l'A68.

### Ferroviaire

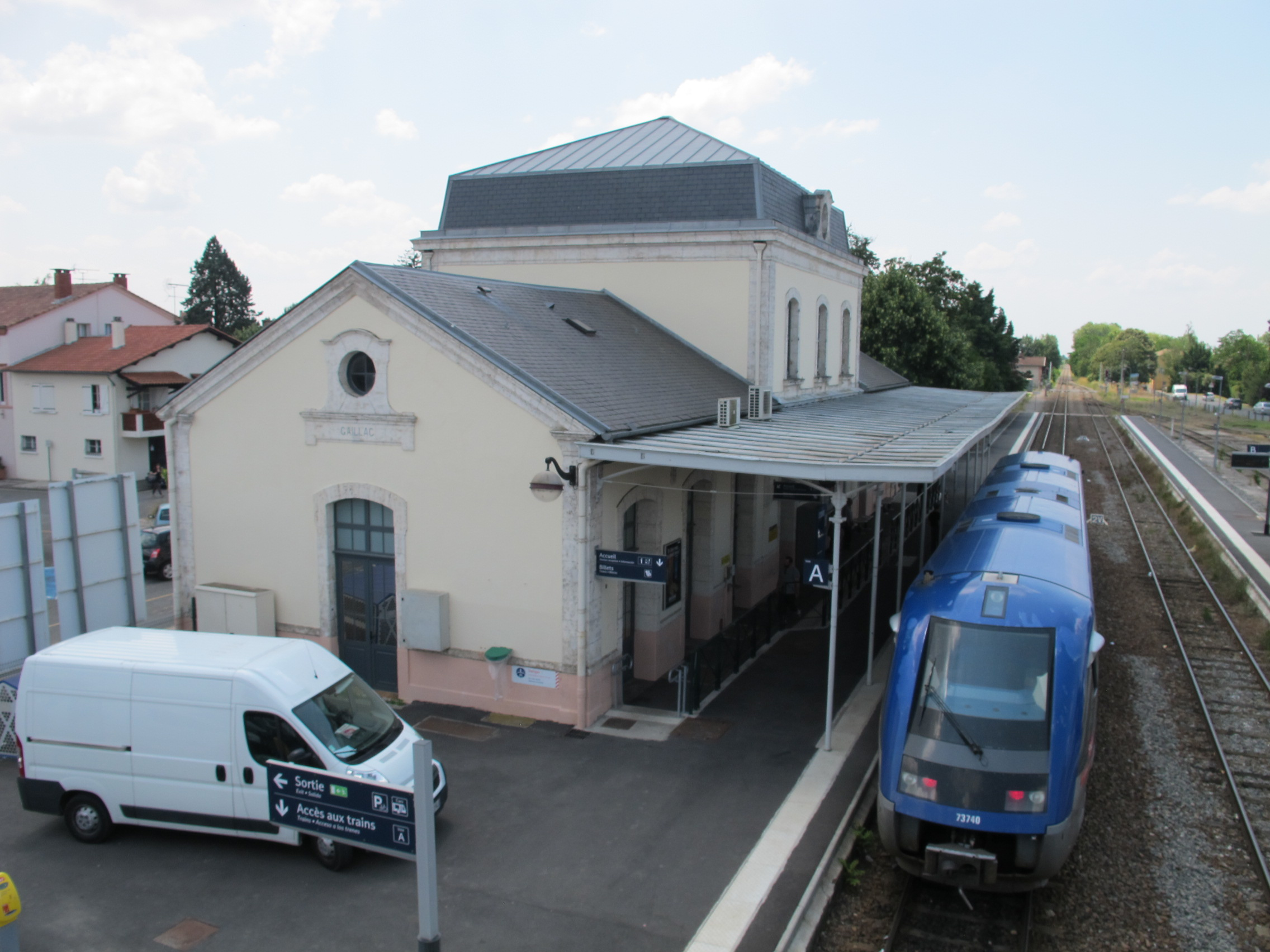
Gare SNCF de Gaillac où stationne un train X 73500
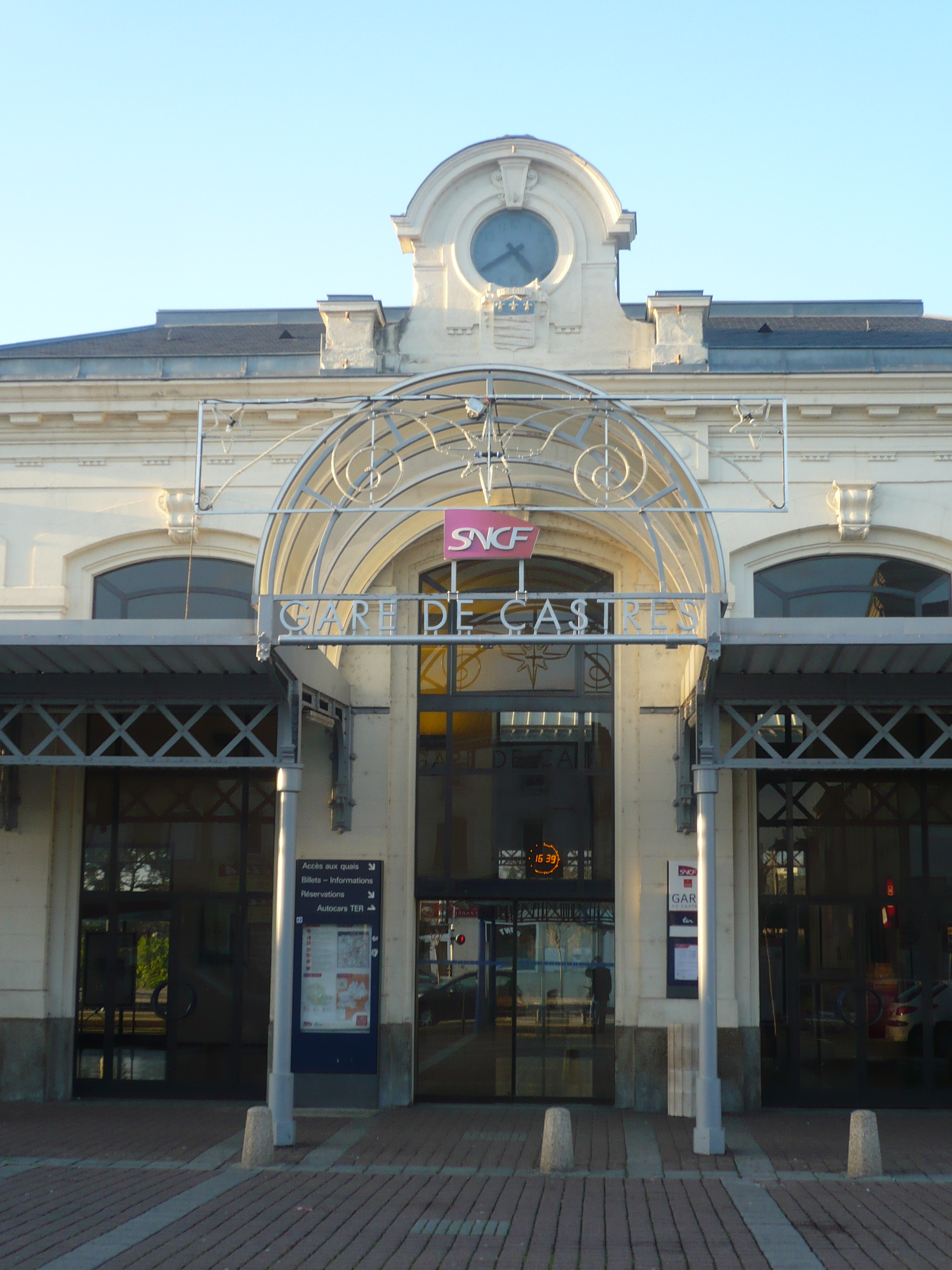
Pôle multimodal de Castres regroupant gare SNCF et gare routière.
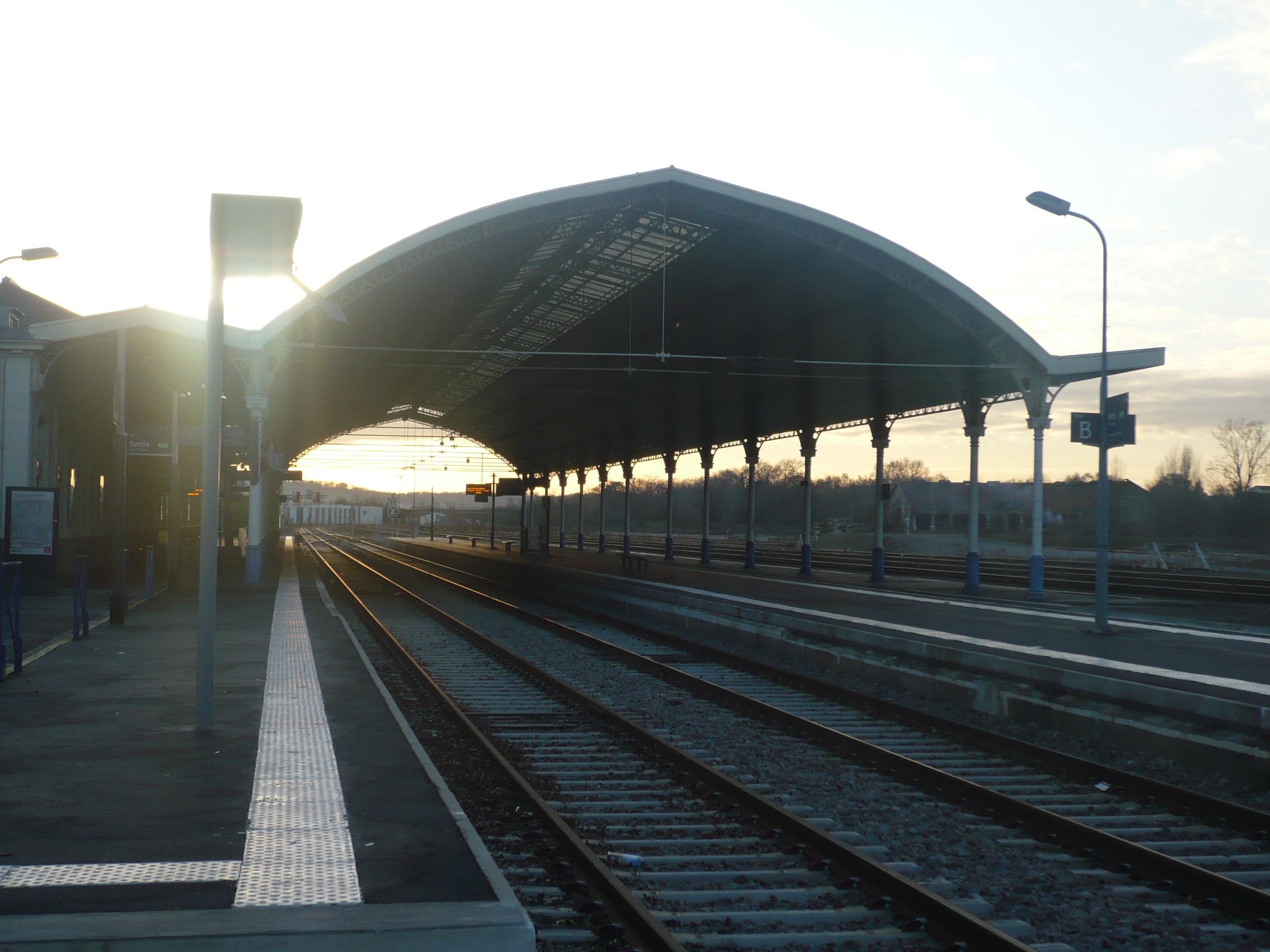
Quai de la gare SNCF reliant la cité castraise à Toulouse et Mazamet.

#### Historique
Lors de la construction du réseau ferré, le Tarn était séparé entre la compagnie d'Orléans et la compagnie du Midi. Cet état de fait explique la présence de deux gares dans une ville de la taille d'Albi.
De la ligne de Castelnaudary à Rodez, il ne reste que la portion Albi-Rodez. La plateforme de la portion Albi-Laboutarié-Castres a été transformée en voie verte pour les bicyclettes et amateurs de jogging. la portion Castres-Castelnaudary a été déferrée. La ligne de Castres à Bédarieux a été réduite à la section Castres-Mazamet. La ligne de Brive-la-Gaillarde à Toulouse-Matabiau via Capdenac traverse le Tarn entre Saint-Sulpice et Milhars. Sur cette ligne, à la gare de Tessonnières, se greffe l'embranchement pour Albi.

#### Lignes en 2014
La longueur du réseau tarnais était de 206 kilomètres en 2013. 18 gares sont desservies par ces lignes.
Les trains circulant dans le Tarn sont essentiellement des TER Occitanie. Ils roulent sur une ligne en Y. La branche commune va de Toulouse à Saint Sulpice ; des travaux y ont été menés entre 2011 et 2013 pour doubler partiellement la voie. De là, la branche sud rejoint Lavaur, Vielmur, Castres, Mazamet. La branche nord passe par Rabastens, Lisle-sur-Tarn, Gaillac, Tessonnières, Marssac, Albi et Carmaux ; la ligne se prolonge vers l'Aveyron et Rodez. À Tessonnières se rattache une ligne qui va vers Capdenac. Une liaison grande ligne qui dessert le Tarn nord via le réseau intercités (Ligne Albi-Carmaux-Rodez-Capdenac-Figeac-Paris) est localement appelé le « train de Jaurès » : c'est un descendant du train que prenait le député de Carmaux pour aller siéger à Paris.

#### Matériel roulant
Les anciens autorails X 2800 ont disparu au cours des années 2000. Les couplages X 2100-XR 6000 et rames réversibles régionales tractées l'ont été dans la première moitié des années 2010. Le matériel plus récent n'a pas toujours été à la hauteur des attentes et les  automotrices X 72500 ont été revendues à d'autres régions, après moins de vingt ans de service. Les autorails X 73500 et automotrices autorails grande capacité (AGC) et Régiolis constituent le parc opérant sur le Tarn en 2019.

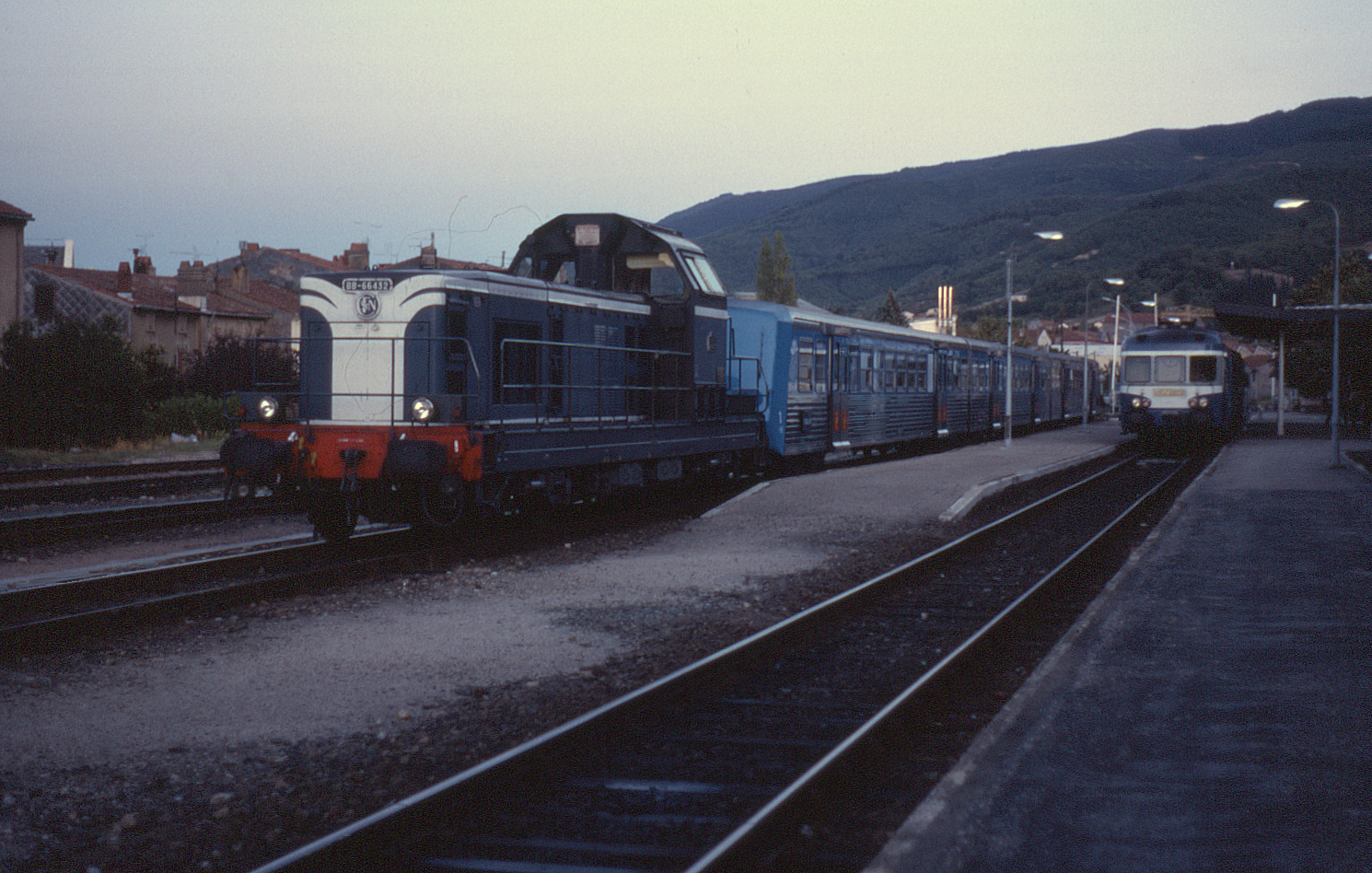
Rame tractée et X 2800 à Mazamet en 1989.
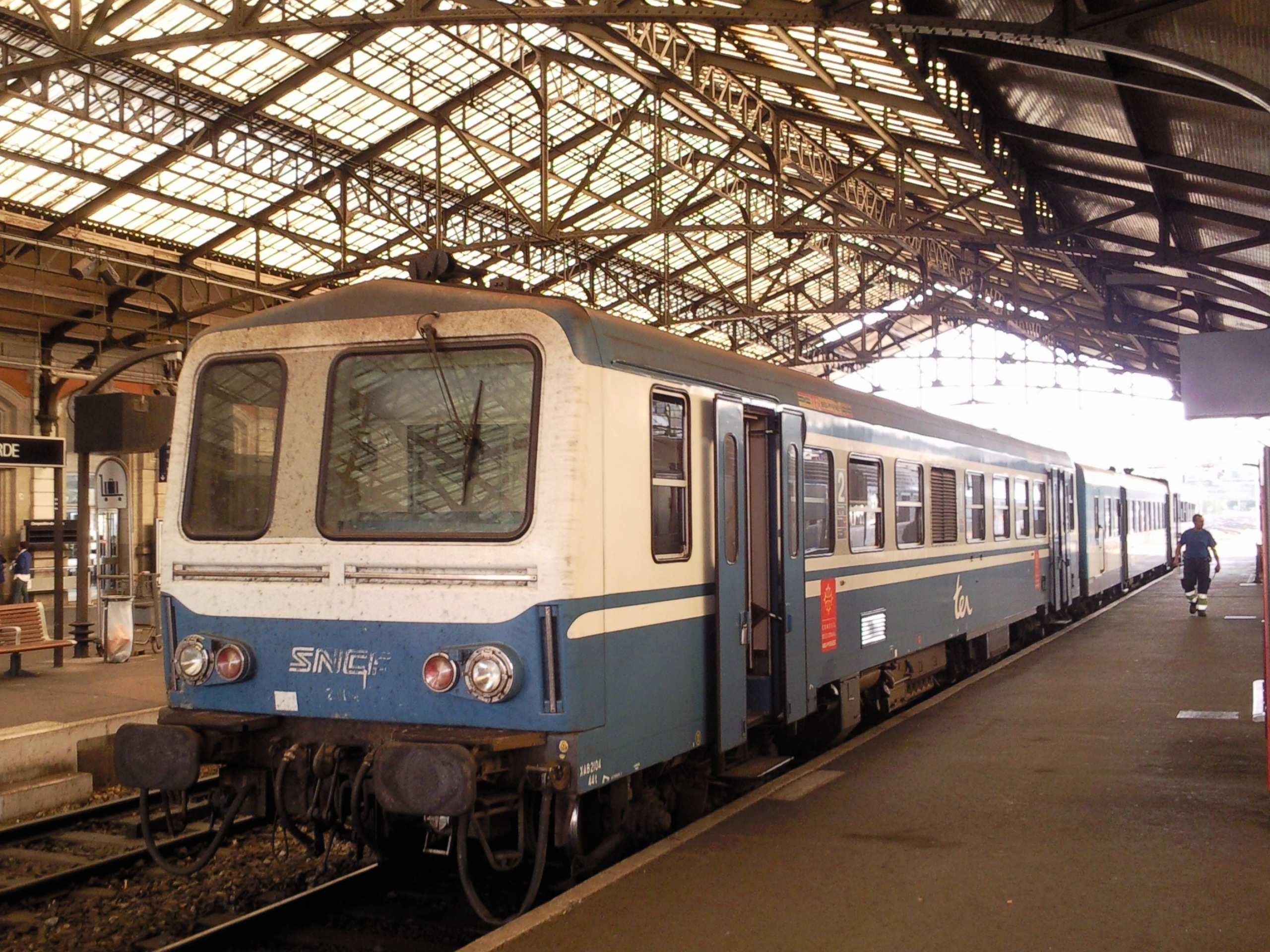
X 2100.
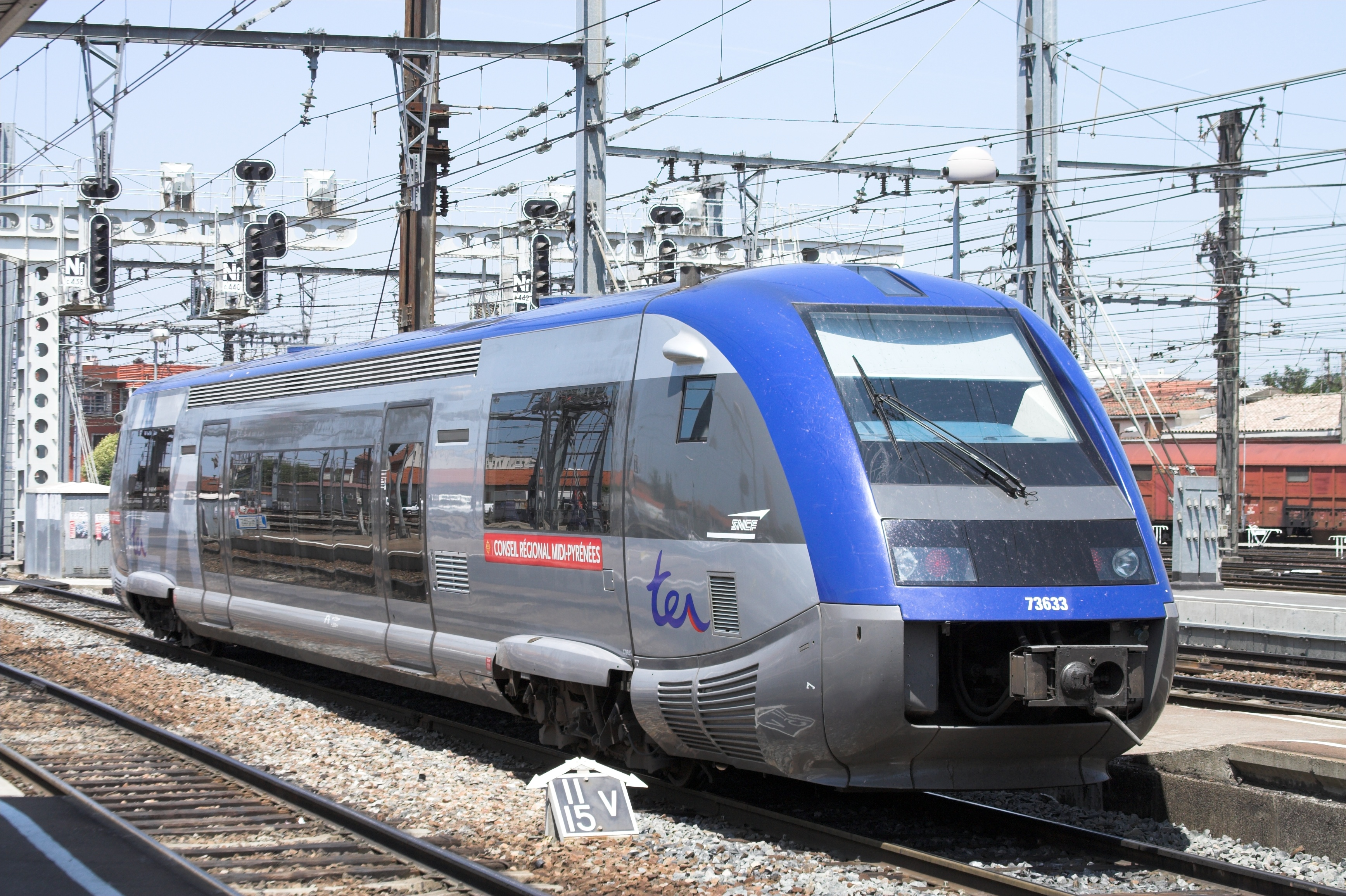
X 73500 Midi-Pyrénées.
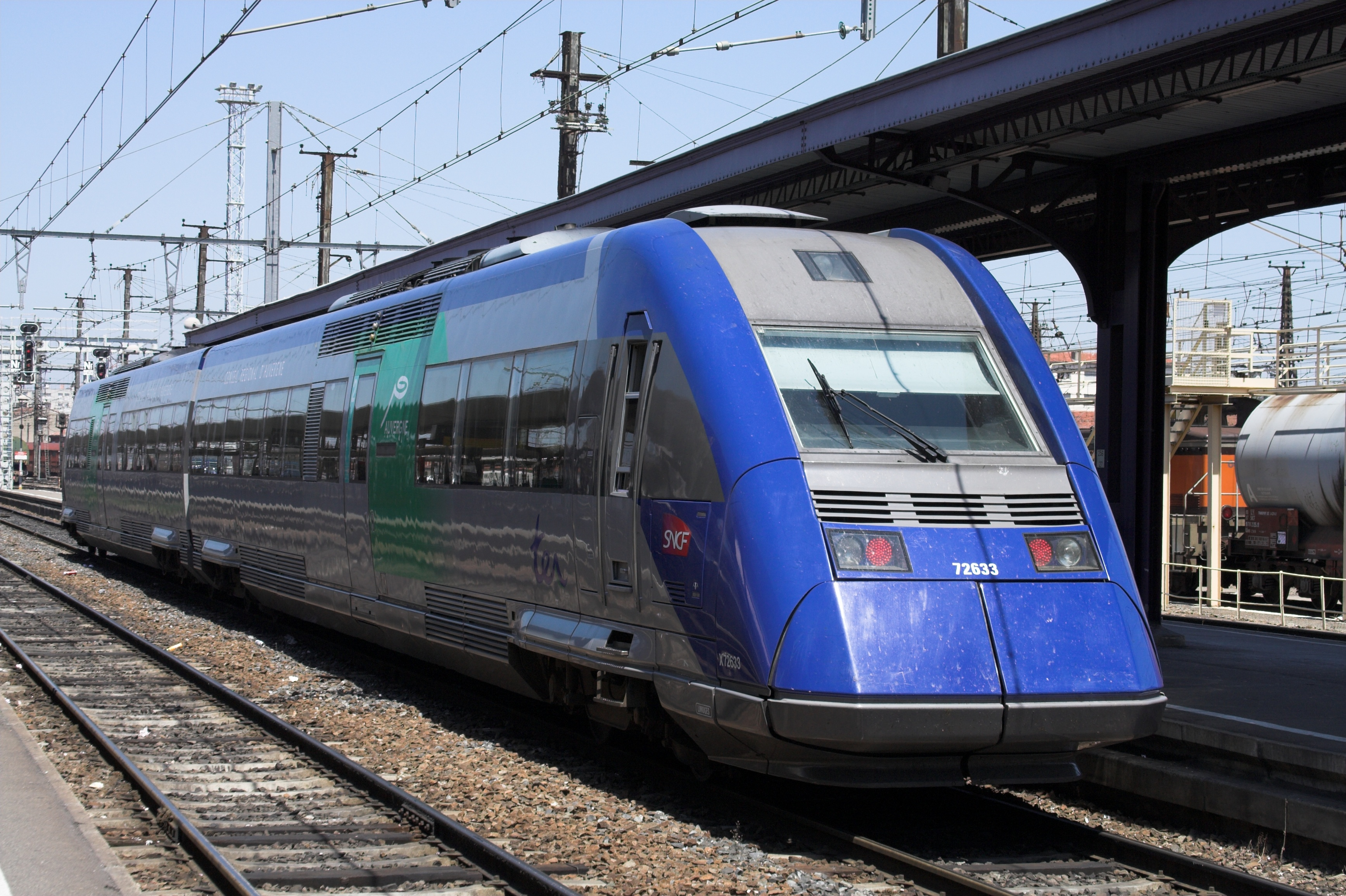
X 72500.
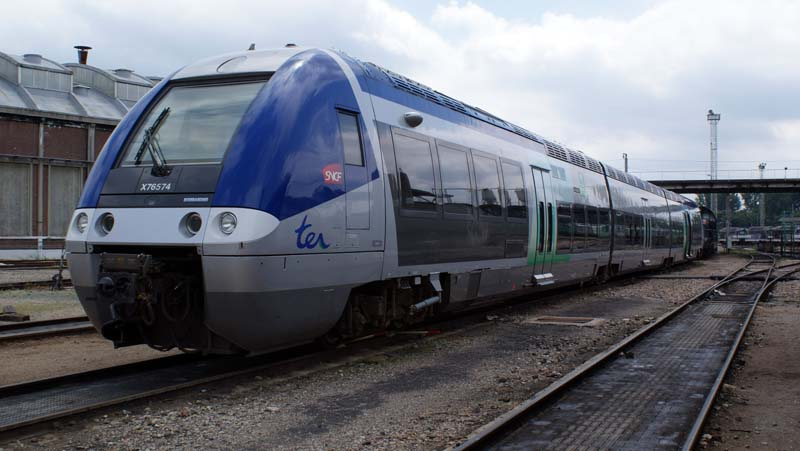
AGC X 76500.
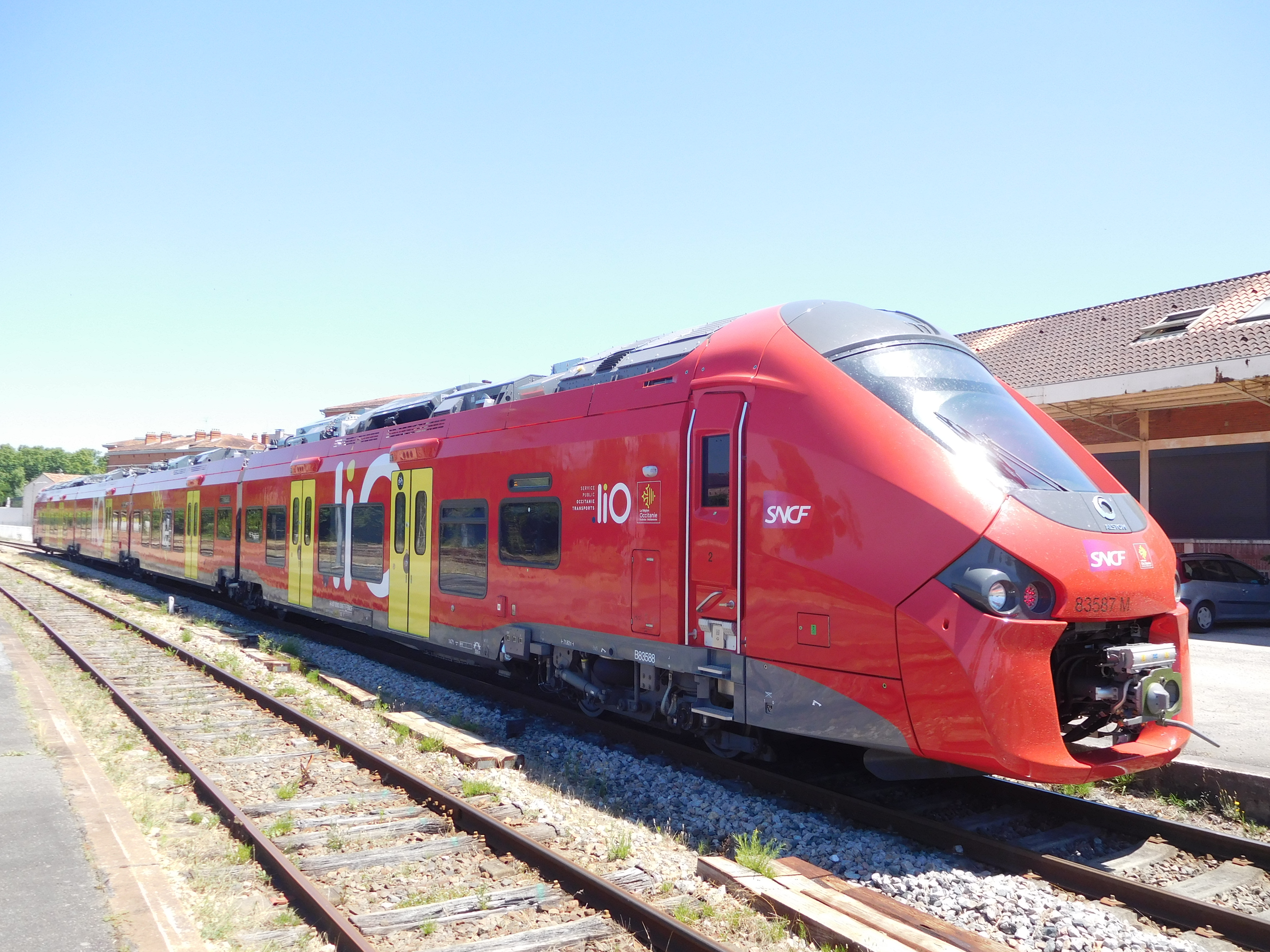
Régiolis Occitanie.

#### Tourisme

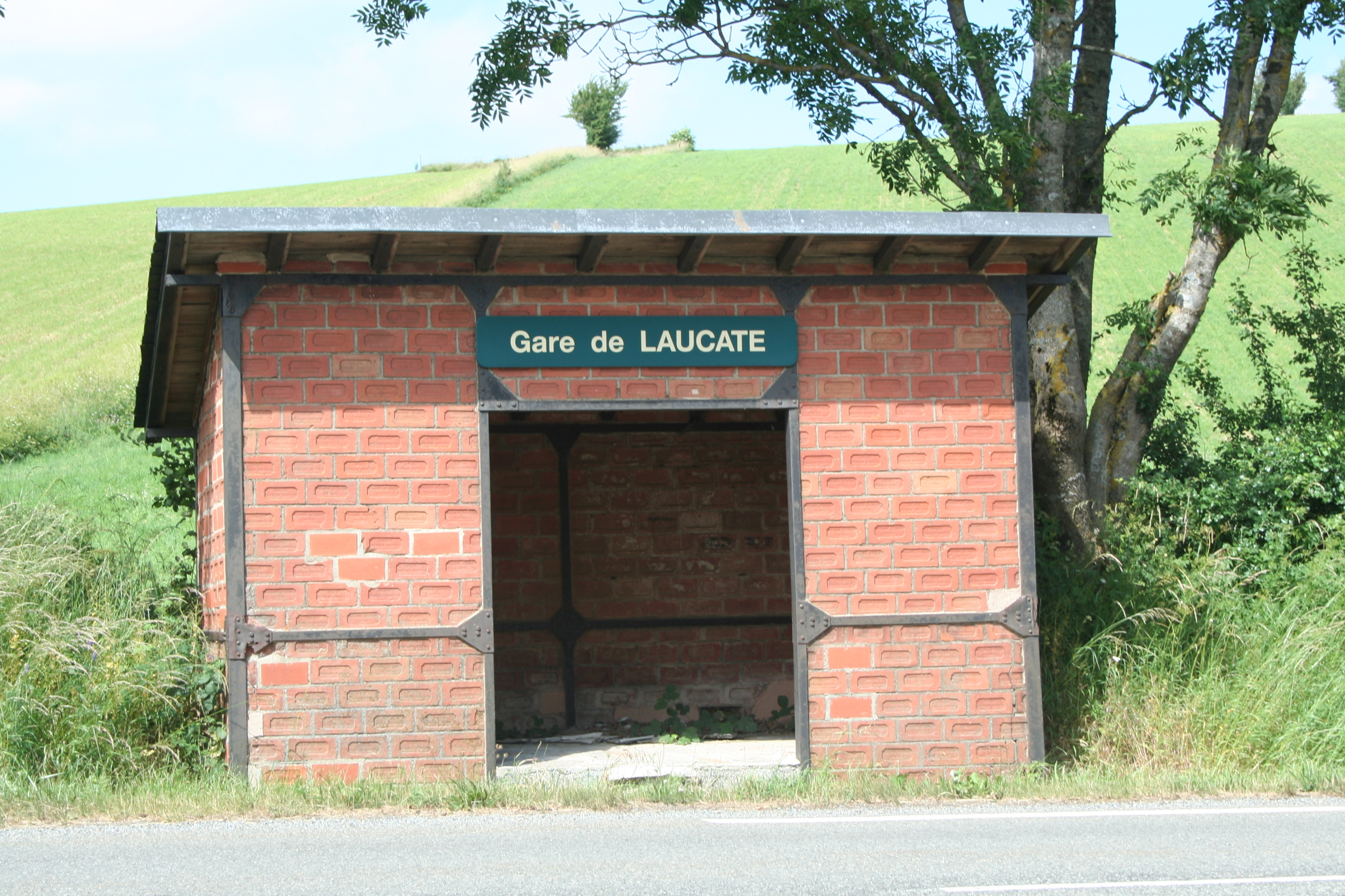
Arrêt de Moulin-Mages.

Le Chemin de fer touristique du Tarn, disponible seulement le dimanche, est une attraction touristique sur une petite portion de voie de l'ancien réseau de la Compagnie des chemins de fer à voie étroite et tramways à vapeur du Tarn. Il circule entre Saint-Lieux-lès-Lavaur et le Jardin des Martels, sur la commune de Giroussens.
La ligne Albi-Laboutarié-Castres, déferrée, a été remplacée par une voie verte destinée aux randonneurs non motorisés. L'ancienne ligne à voie métrique Castres-Lacaune a été déferrée en 1962, et la plateforme partiellement récupérée pour élargir des routes qui la longeaient. Il subsiste aujourd'hui des ponts et arrêts.
Trois réseaux de trains miniatures sont ouverts à la visite. Ils sont gérés sous le régime associatif : le rail miniature castrais, le train miniature gaillacois et le petit train de la Portanelle à Gaillac.

### Aérien
Le seul aéroport commercial tarnais est celui de Castres-Mazamet. Il propose trois vols dans chaque sens vers et en provenance de Paris-Orly du lundi au vendredi et un vol dans chaque sens le dimanche à la date du 4 mars 2015.
L'ancien aéroport d'Albi a été fermé au trafic commercial régulier en 1995. En 2003, un audit financé par la chambre de commerce et d'industrie, le conseil général et mairie d'Albi a démontré la nécessité de rallonger la piste de 400 mètres. Ce coût prohibitif a fait envisager la fermeture. Un comité de défense a été monté, mettant en avant la pérennité d'un site centenaire. En 2010, des élus locaux ont rétorqué que le coût de fonctionnement est élevé pour une structure morte avec l'arrêt des vols réguliers. Les idées de valorisation du site sont nombreuses et les 40 hectares du site sont convoités.

### Fluvial

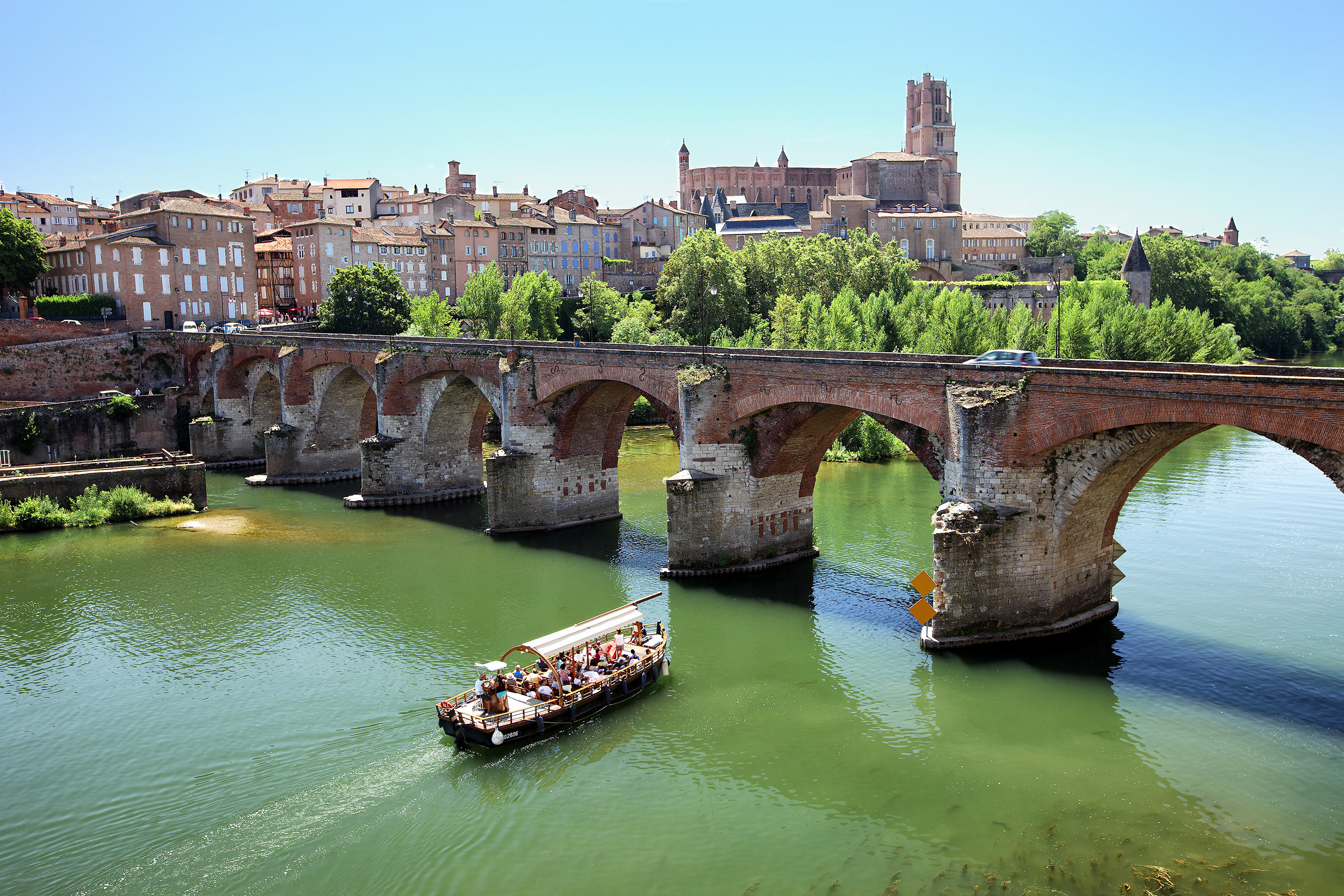
Une gabarre touristique à Albi s'apprête à passer sous le Pont vieux vers l'aval.

Depuis l'époque gallo-romaine, le Tarn a relié l'Albigeois à Bordeaux. Soumises aux caprices des eaux du Tarn, les gabarres descendaient vin et céréales de Gaillac vers la Garonne, avec des ports à Lisle-sur-Tarn et Rabastens. Des chaussées et écluses ont été construites a ces emplacements pour ralentir les crues, mais des querelles existaient en période d'étiage entre meuniers et bateleurs sur l'usage de l'eau stockée. Au cours du XIXe siècle, des projets de canal ou d'aménagement du lit de la rivière ont permis d'envisager de rallonger la navigation jusqu'à Albi, voire au saut du Tarn. Ces projets couteux tardent à être se mettre en place et l'arrivée du chemin de fer à Albi en 1854 ruine les espoirs des bateliers. En 1926, le Tarn est déclassé des voies navigables françaises et les éléments présents sur le quai Saint-Jacques de Gaillac sont emportés par la crue des 2 et 3 mars 1930.
Ce passé révolu laisse des lieux de promenade au bord de l'eau avec les quais de Gaillac, Lisle-sur-Tarn et Rabastens, des restes de chemins de halage et des écluses.
Entre Albi et Aiguelèze (base nautique sur le Tarn sur la commune de Rivières) circule une gabarre l'été. Elle permet de découvrir les berges du Tarn depuis la rivière avec sites naturels, pont de Marssac et berges du Tarn à Albi, incluses dans le classement au patrimoine mondial de la cité épiscopale. À Castres, le coche d'eau « Le Miredames » fait découvrir le centre-ville de Castres et la zone verte du parc de Gourjade.

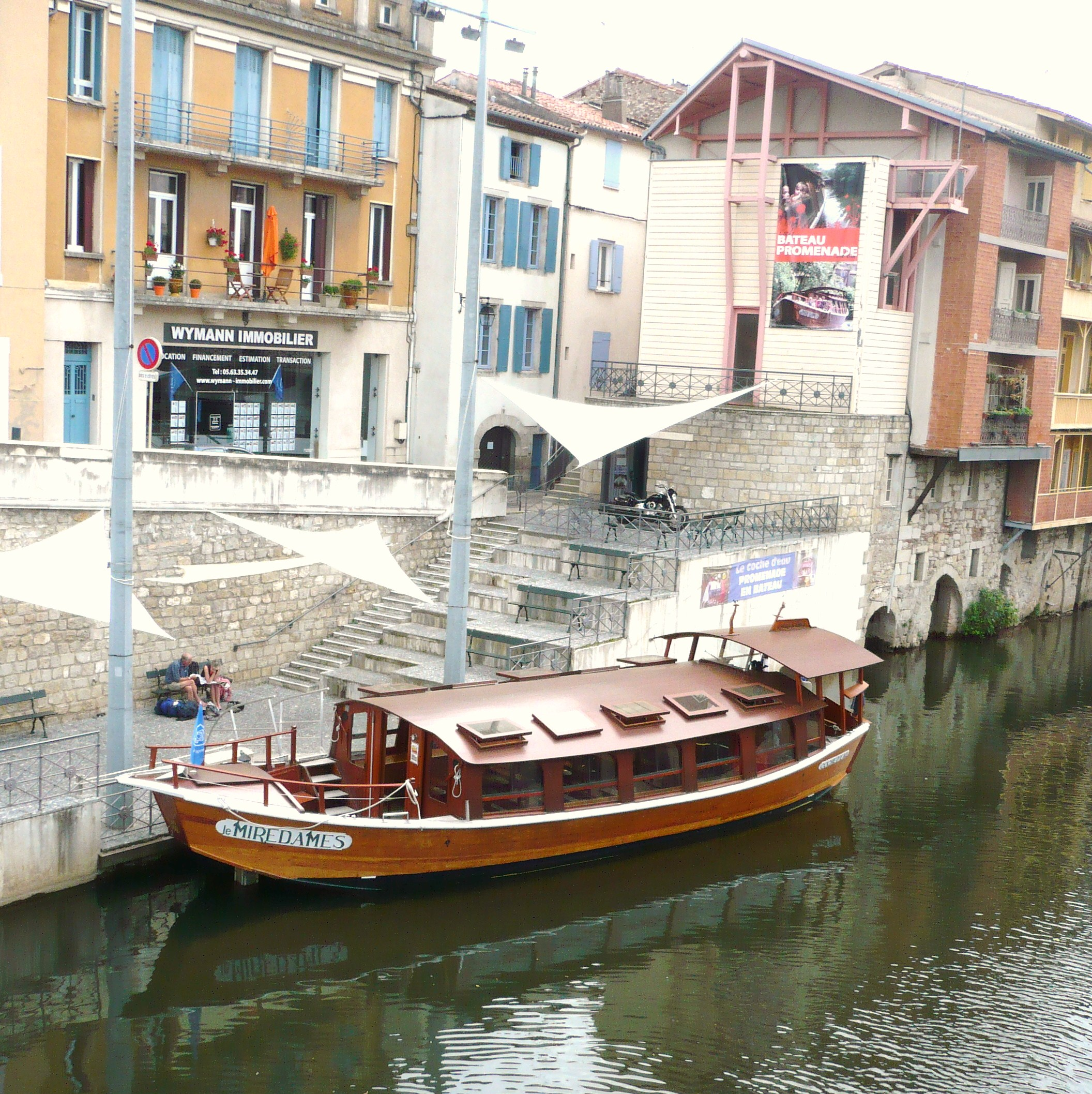
Le Coche d'eau à Castres, construit en 1990 sur le modèle des diligences fluviales du XIXe siècle, fabriqué avec du bois.

## Politique

### Élus locaux

#### Conseillers départementaux
Le conseil départemental du Tarn, reposait sur 46 conseillers issus chacun de leur canton. Depuis les élections départementales de 2015, le nombre de cantons a été ramené à 23, chacun élisant un binôme homme-femme pour le conseil départemental. Le président de l'assemblée départementale est Christophe Ramond depuis 2017. Il remplace Thierry Carcenac, élu sénateur.

#### Députés
Les députés du Tarn ont longtemps été au nombre de 4. Le redécoupage opéré pour les élections législatives de 2012 a créé trois circonscriptions.
Peu après l'annonce préliminaire des résultats des élections européennes du 9 juin 2024, marquée par une percée historique du Rassemblement national, le président de la République, Emmanuel Macron annonce en application de l'article 12 de la Constitution du 4 octobre 1958, la dissolution de l'Assemblée nationale. Cette dissolution met fin à la XVIe législature de la Ve République.
Les députés de la XVIIe législature sont élus pour la période 2024-2029.
| Circonscription           | Député                | Parti | Parti       | Suppléant                | Autre mandat |
| ------------------------- | --------------------- | ----- | ----------- | ------------------------ | ------------ |
| Première circonscription  | Philippe Bonnecarrère |       | NI          | Julie Capo Ortega        |              |
| Deuxième circonscription  | Karen Erodi           |       | LFI - NUPES | Romain Jammes            |              |
| Troisième circonscription | Jean Terlier          |       | Ens         | Géraldine Rouanet-Astruc |              |

#### Sénateurs
Les sénateurs sénateurs du Tarn sont Thierry Carcenac et Philippe Bonnecarrère pour la période 2014-2021.

### Tendances politiques
| Année | Candidat          | Parti                             | Pourcentage | Candidat          | Parti                             | Pourcentage |
| ----- | ----------------- | --------------------------------- | ----------- | ----------------- | --------------------------------- | ----------- |
| 2002  | Jacques Chirac    | Union pour un mouvement populaire | 82,21       | Jean-Marie Le Pen | Front national                    | 17,79       |
| 2007  | Ségolène Royal    | Parti socialiste                  | 50,71       | Nicolas Sarkozy   | Union pour un mouvement populaire | 49,29       |
| 2012  | François Hollande | Parti socialiste                  | 55,55       | Nicolas Sarkozy   | Union pour un mouvement populaire | 44,45       |
| 2017  | Emmanuel Macron   | En Marche !                       | 63,61       | Marine Le Pen     | Front national                    | 36,39       |

### Découpages administratifs

#### Arrondissements

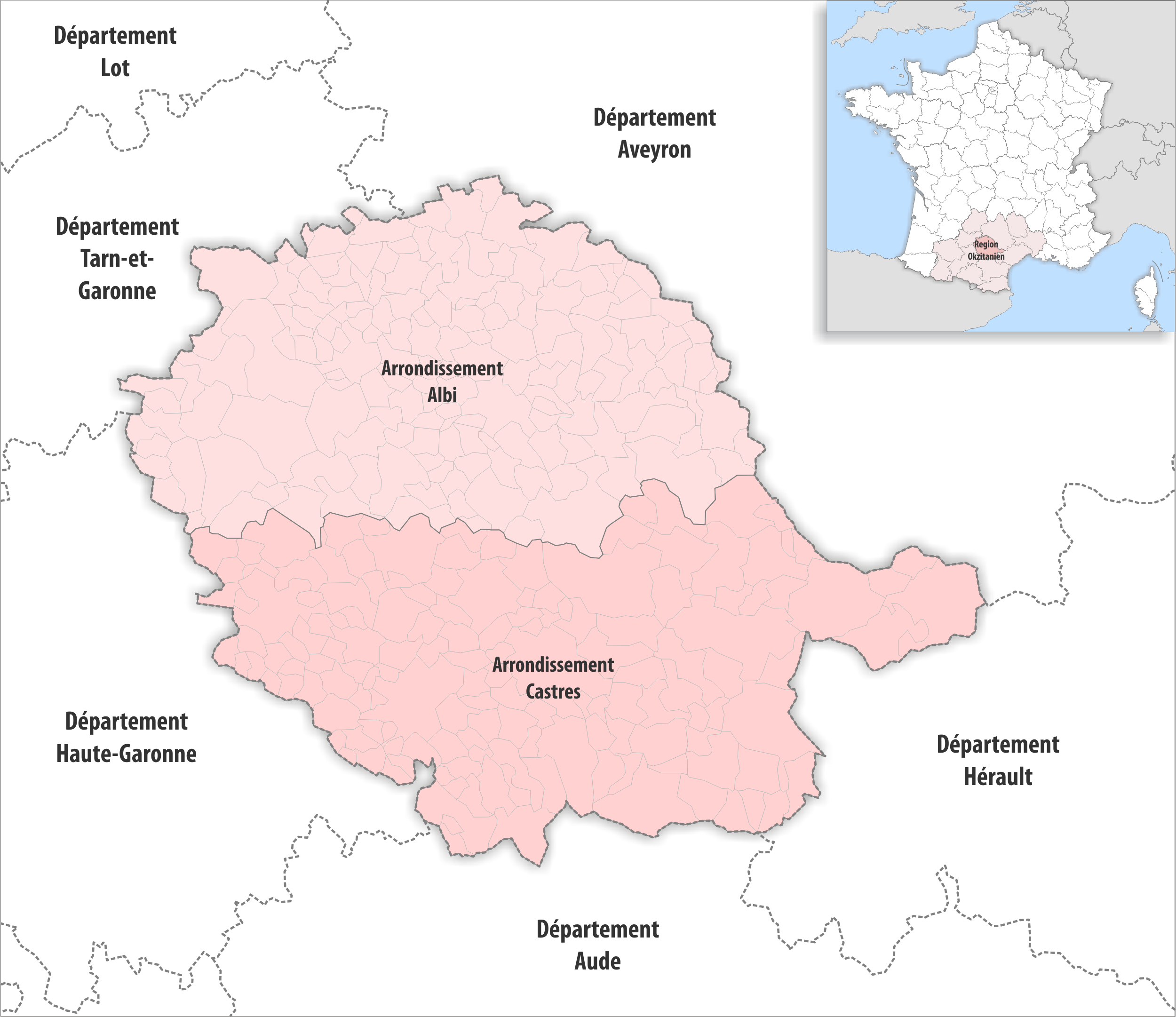
Les arrondissements du Tarn en 2019.

| Nom                       | Code Insee | Superficie (km2) | Population (dernière pop. légale) | Densité (hab./km2) | Modifier             |
| ------------------------- | ---------- | ---------------- | --------------------------------- | ------------------ | -------------------- |
| Arrondissement d'Albi     | 811        | 2 731,70         | 197 448 (2022)                    | 72                 | modifier les données |
| Arrondissement de Castres | 812        | 3 026,20         | 198 720 (2022)                    | 66                 | modifier les données |
| Tarn                      | 81         | 5 758,00         | 396 168 (2022)                    | 69                 | modifier les données |

#### Intercommunalités

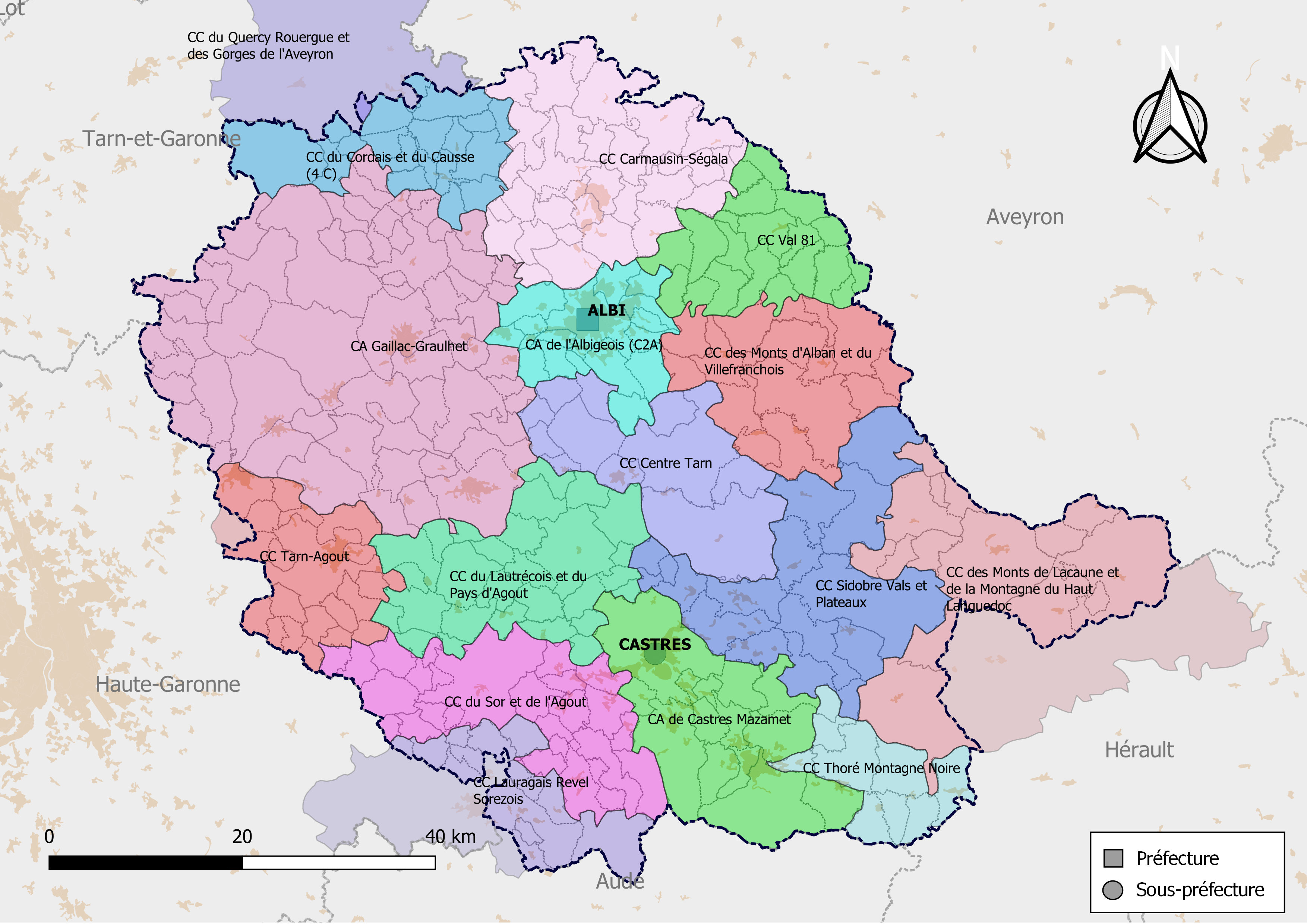
Carte des intercommunalités du Tarn

Depuis le 1er janvier 2017, le département du Tarn compte 14 établissements publics de coopération intercommunale à fiscalité propre dont le siège est dans le département (3 communautés d'agglomération et 11 communautés de communes), dont 2 qui sont interdépartementaux. Par ailleurs 15 communes sont groupées dans 2 intercommunalités dont le siège est situé hors département.

#### Autres
Le nombre de cantons du Tarn était de 46 jusqu'en 2014. À cette date, il a été réduit de moitié, chaque canton ayant un binôme homme-femme élu comme conseiller départemental. Depuis 2017, le conseil départemental est présidé par Christophe Ramond.
Le département comporte 314 communes en 2019. Ce nombre est en diminution depuis la création de communes nouvelles comme Bellegarde-Marsal, Fontrieu ou Terre-de-Bancalié.

### Quelques personnages politiques emblématiques
Ces personnages ont été choisis arbitrairement pour avoir eu un rôle hors du département autre que député ou sénateur.
Marc David Lasource fut représentant du Tarn durant la Révolution à l'assemblée législative avant de mourir guillotiné en 1794. Jean Jaurès, né à Castres le 3 septembre 1859, Député de Carmaux, et reconnu comme étant un grand orateur, il fut un homme d'Etat qui a fortement marqué la politique française entre la fin du XIXe siècle et 1914. Il est notamment le fondateur du Parti socialiste et du journal "l'humanité", et ardent combattant pour la paix il meurt assassiné le 31 juillet 1914 . À la même époque, Émile Combes, né à Roquecourbe en 1835, fut Président du conseil et à plusieurs reprises Ministre de la IIIe République, a laissé dans la mémoire collective la loi de séparation des Églises et de l'État.
Augustin Malroux, Député-Maire de Blaye-les-Mines, a fait partie des 80 parlementaires qui votèrent contre les pleins pouvoirs à Pétain ; il entra dans la Résistance dès 1940 et mourut en déportation en 1945 à Bergen-Belsen. Georges Spénale, né à Carcassonne mais tarnais d'adoption, a été directeur de cabinet de la France d'outremer sous la quatrième République et président du Parlement européen. Jacques Limouzy, né à Castres le 29 août 1926, fut Ministre (par équivalence) et secretaire d'Etat à plusieurs reprises entre 1969 et 1981 (sous les présidences de Georges Pompidou et Valéry Giscard d'Estaing), et fut aussi Député-Maire de Castres. Paul Quilès, Français né en Algérie et Tarnais d'adoption, il a occupé plusieurs Ministères sous la présidence de François Mitterrand : ministre de l'Intérieur, ministre des transports, ministre de la Défense, ministre des postes et télécommunications ou ministre du Logement. Il fut maire de Cordes-sur-Ciel de 1995 à 2020.

## Administration

### Générale
Préfecture Albi, sous-préfecture Castres.

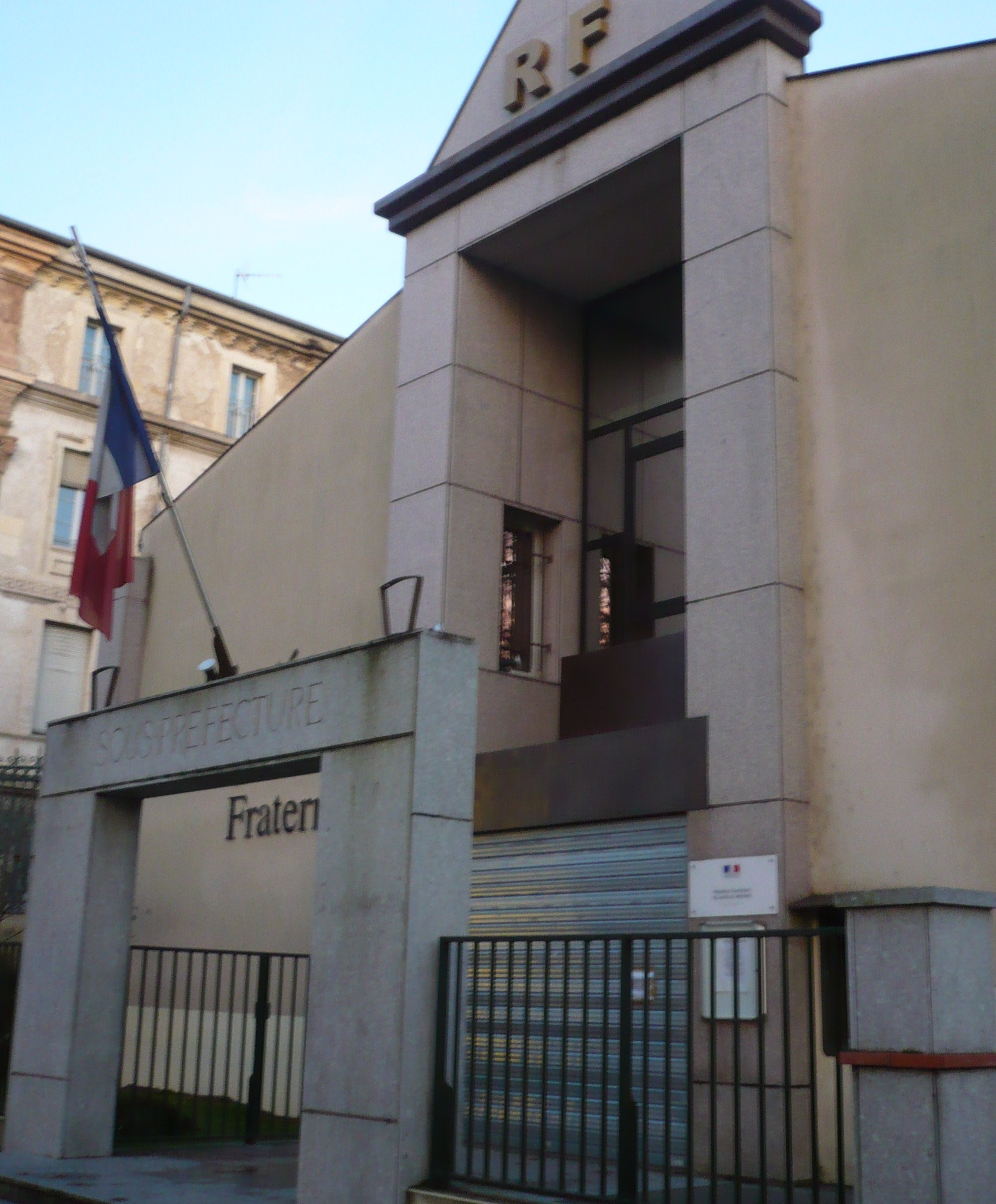
Sous-préfecture du Tarn à Castres.

### Forces de police et de sécurité

#### Gendarmerie

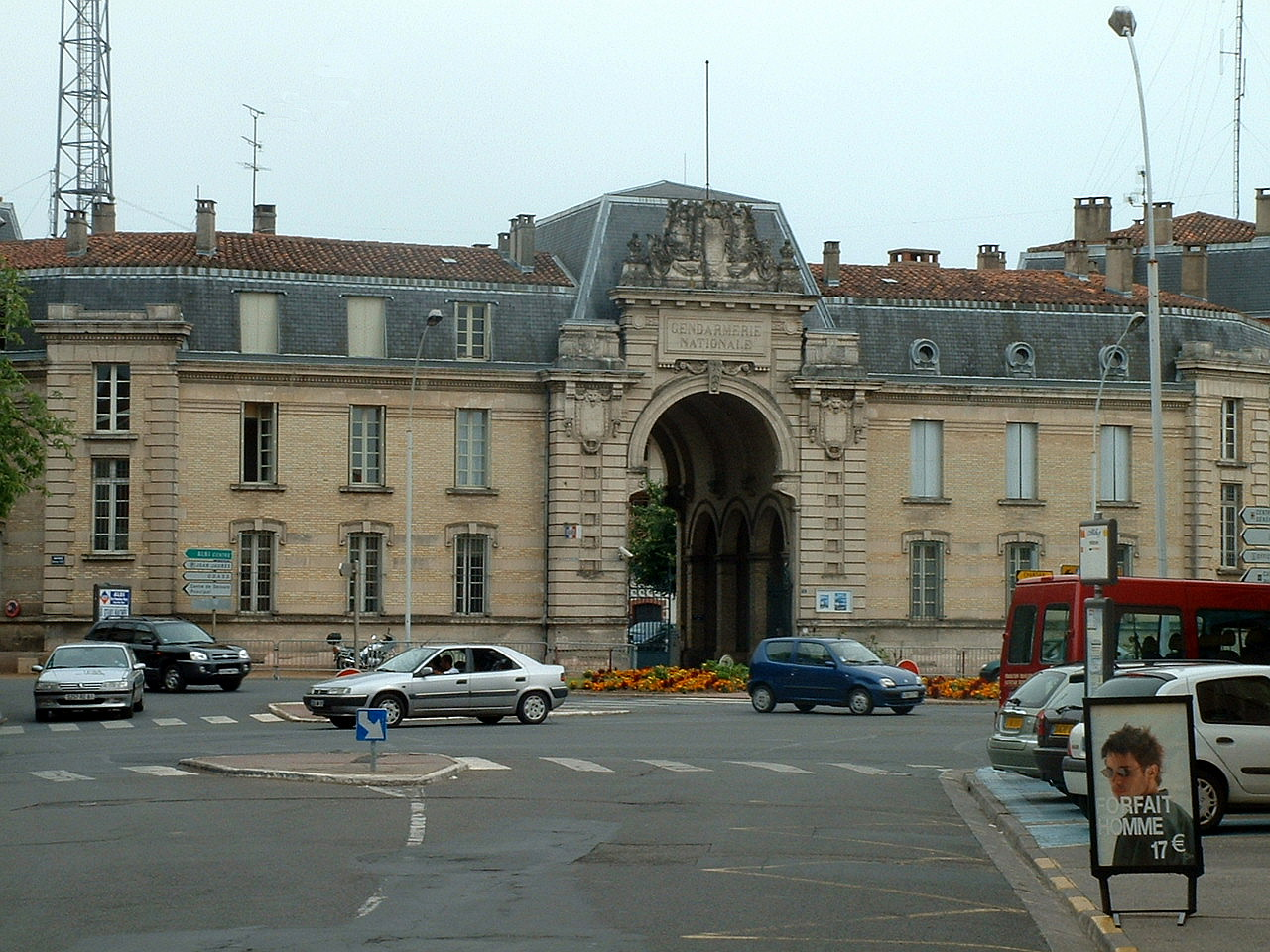
Caserne du groupement de gendarmerie du Tarn à Albi.

Le Tarn rural est pris en compte par la gendarmerie départementale. Le Siège du groupement départemental est situé à Albi. Trois compagnies sont basées à Albi, Gaillac et Castres. Elles comportent chacune un peloton de surveillance et d'intervention de la Gendarmerie dit PSIG chargé de l'appui aux brigades et une brigade de rechercher chargée plus particulièrement des enquêtes. Le département comporte 23 brigades et un escadron de sécutité routière divisé en deux pelotons motorisés. Trois équipes cynophiles sont incluses dans chaque PSIG. Au total, 628 personnes gèrent un territoire qui représente 74 % de la population tarnaise.

#### Police
Quatre commissariats de police gèrent les zones urbaines d'Albi, Castres, Carmaux et Mazamet.

#### Service départemental d'incendie et de secours
Le SDIS est commandé par l'état-major d'Albi. Le territoire est divisé en trois groupements qui prennent en compte les centres d'incendie et de secours, localement appelées casernes des pompiers. Le groupement nord, basé à Albi, chapeaute les centres d'Alban, Albi, Carmaux, Cordes-sur-Ciel, Lacaune, Murat-sur-Vèbre, Réalmont, Saint-Juéry et Valence-d'Albi. Le groupement sud basé à Castres, concerne les centres d'Anglès, Brassac, Castres, Dourgne, Labastide-Rouairoux, Labruguière, Lacrouzette, Mazamet, Montredon-Labessonnié, Puylaurens et Sorèze. Le groupement ouest est basé à Gaillac. Il concerne les centres de Cahuzac-sur-Vère, Castelanu-de-Montmiral, Gaillac, Graulhet, Lavauc, Lisle-sur-Tarn, Rabastens, Saint-Paul-Cap-de-Joux, Saint-Sulpice, Salvagnac et Vaour.
Le nombre d'interventions annuelles se situe autour de 20 000 entre 2013 et 2015, réparties en 2015 pour 75,1 % d'aide à la personne, 8,6 % d'accidents de la circulation, 8,4 % d'incendies et 7,9 % autres.

### Justice

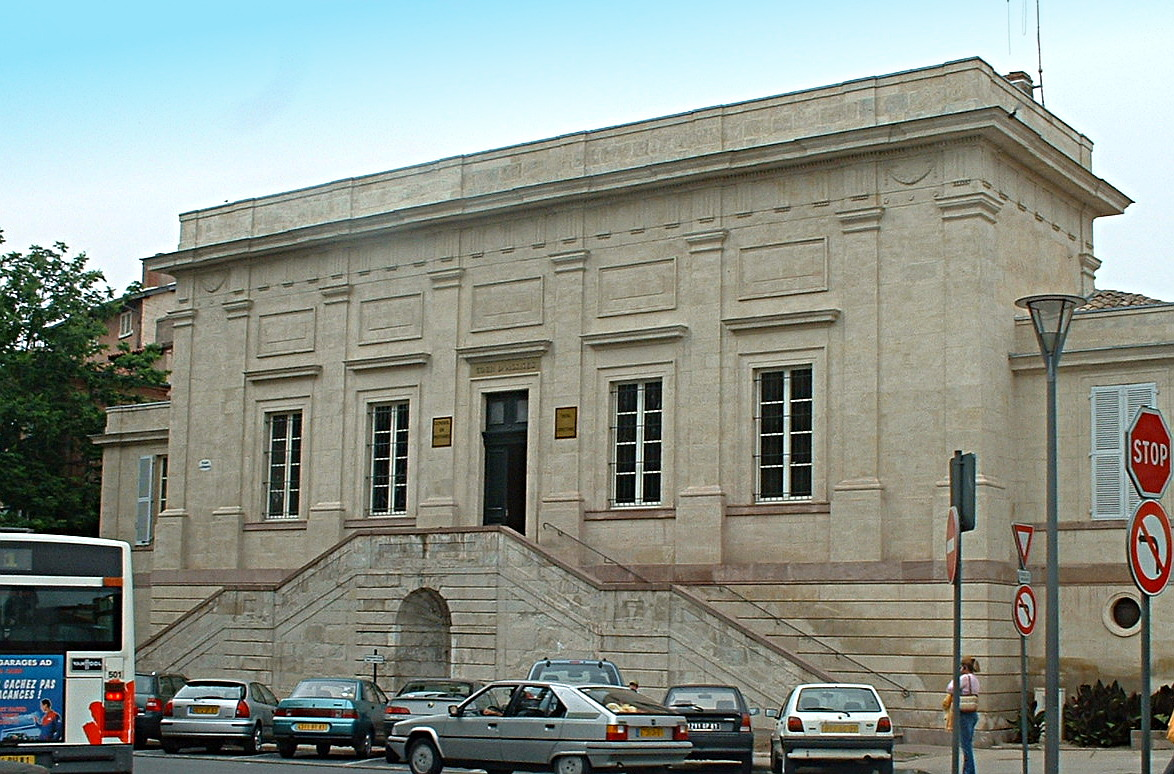
Palais de justice d'Albi.

Le Tarn est doté de deux tribunaux de grande instance et deux tribunaux d'instance, à Albi et Castres. Ces deux villes possèdent aussi un conseil de prudhommes et un tribunal de commerce. La justice départementale dépend de la cour d'appel de Toulouse.

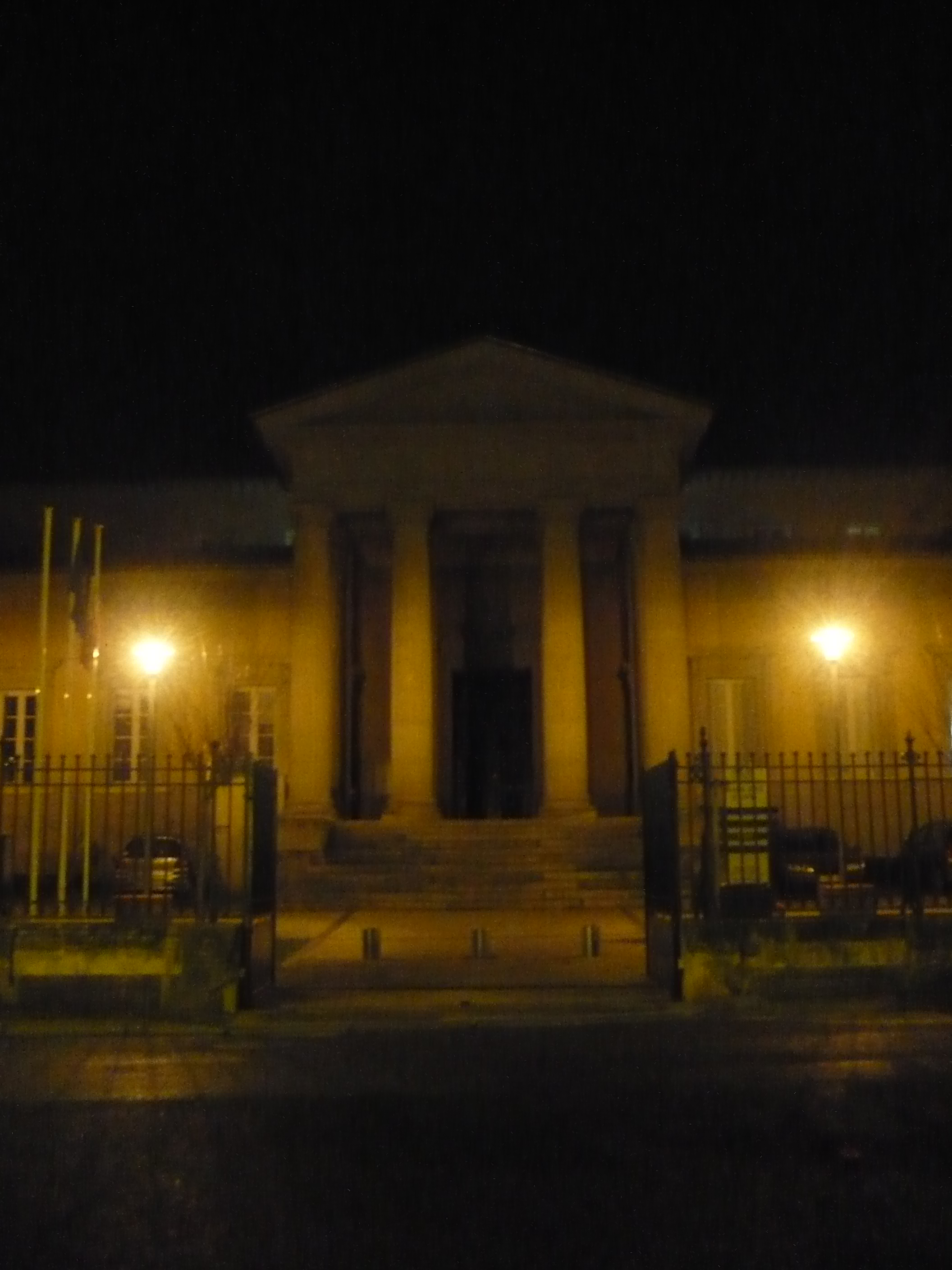
Tribunal de grande instance de Castres.

### Éducation
Le département fait partie de l'académie de Toulouse. Il comptait, en 2014, 322 écoles primaires, 281 publiques et 19 écoles privées pour 35 318 élèves, 31 collèges publics et 11 privés, 17 lycées généraux et professionnels publics et 13 privés pour 29 701 élèves.
Les sites d'enseignement supérieur d'Albi et Castres appartiennent au centre universitaire Jean-François-Champollion. Ce pôle d'enseignement supérieur a été créé en 2002 sur les sites d'Albi, Castres, Figeac et Rodez. Le site d'Albi occupe l'ancienne caserne Lapérouse et accueille 2 700 étudiants, proposant 4 filières générales : sciences-technologie-santé, droit-économie-gestion, arts-lettres-langues et sciences humaines-sociales. Celui de Castres comporte une école d'ingénieurs informatiques et système d'information pour la santé.

### Santé
Le département du Tarn disposait, en 2006, d'une capacité d'accueil de 1 260 lits répartis pour 1 238 dans les cliniques privées et pour1 022 dans les hôpitaux publics. Les services sont répartis sur onze établissements, hôpitaux et cliniques : quatre à Albi, trois à Castres, un à Carmaux, Gaillac, Graulhet et Lavaur. Pour certains examens fins et pathologies lourdes, ce sont les services de santé de Toulouse qui prennent le relai.
Toujours en 2006, 1 181 médecins étaient en activité, soit 19,1 pour mille habitants, dans la moyenne nationale où le ratio est de 20. Pour les infirmiers, le nombre est de 2 547, soit un ratio départemental de 21,3 pour mille contre 10,7 en France et avec 220 dentistes et 333 kinésithérapeutes. Les pharmacies étaient au nombre de 147, tenues par 403 pharmaciens à côté de 20 laboratoires.
85 maisons de retraites disposent de 5 470 lits et du personnel permettant 674 patients hospitalisés à domicile.
Les places en centre pour handicapés sont de 998 lits pour adultes et 731 pour enfants.
L'aide sociale à l'enfance dispose de 467 places.

### Militaire

#### Régiments
Le 8e régiment de parachutistes d'infanterie de marine est stationné à Castres depuis 1962. Ses faits d'armes sont nombreux, en particulier lors d'opérations extérieures. Il a perdu huit de ses hommes lors de l'embuscade d'Uzbin en Afghanistan, le 18 août 2008.
Albi a accueilli quatre régiments successifs, dont le dernier est le 7e régiment parachutiste de commandement et de soutien dissous en 1992. Son casernement est devenu un bâtiment universitaire appartenant à l'université Champollion.

#### Militaires tarnais

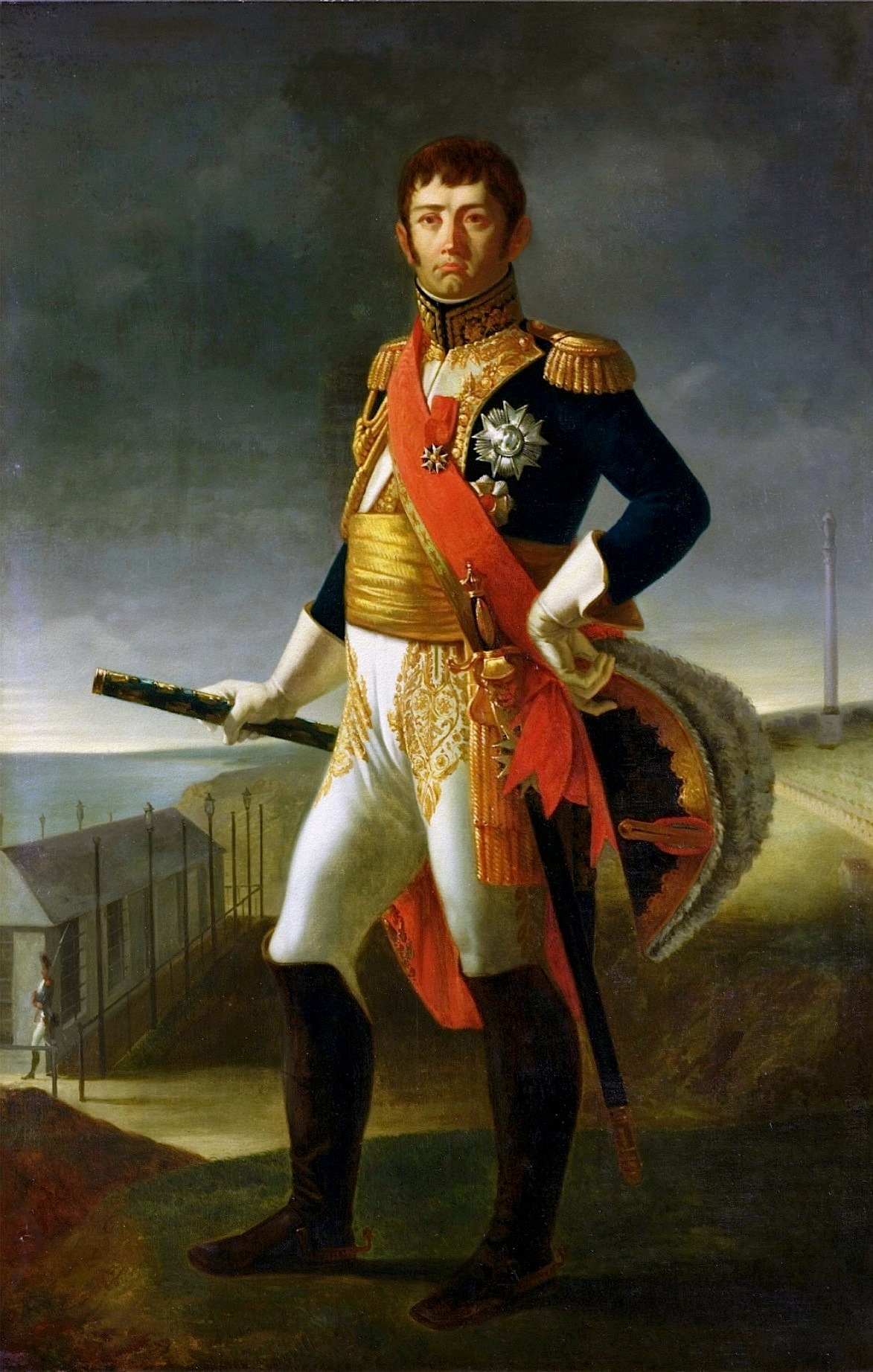
Maréchal d'Empire Soult, natif du village de Saint-Amans.

Imbert de Salles faisait partie de la garnison qui a défendu le château de Montségur durant le siège de 1243-1244.
John Jean-Louis de Ligonier est un Castrais protestant réfugié en Angleterre où il devint Field marshal.
Jean-François de Galaup de Lapérouse et Henri Pascal de Rochegude ont été officiers de marine sous Louis XV et Louis XVI.
Jean-de-Dieu Soult est le soldat tarnais de la Révolution le plus connu, devenu maréchal d'Empire. Jean Joseph Ange d'Hautpoul, général d'Empire est mort à Eylau, comme les trois frères Delga, morts à Wagram pour deux d'entre eux et le troisième durant la retraite de Russie. Certains de leurs contemporains ont survécu : Jules-Antoine Paulin, finit directeur des fortifications de Paris et Emmanuel de Las Cases a accompagné Napoléon Ier à Sainte-Hélène et recueilli les mémoires de l'empereur dans son ouvrage Le Mémorial de Sainte-Hélène.
Les soldats du XIXe siècle les plus connus sont Raymond Adolphe Séré de Rivières, concepteur du réseau de fortification dit système Séré de Rivières ou Louis-Casimir Teyssier défenseur de Bitche en 1870-1871. Dans la marine, la famille Jaurès originaire de Castres a donné trois officiers supérieurs, Charles, amiral et son frère Benjamin, contre amiral et leur cousin, Louis Jaurès, vice-amiral, frêre du politicien Jean.
Le général Salan a porté l'uniforme entre 1917 et 1959. Il est un des participants au putsch d'Alger. Paul Aussaresses, parachutiste de la libération de la France aux guerres de décolonisation, a défrayé la chronique en 2000, en assumant son recours à la torture durant la guerre d'Algérie.